# Área Metropolitana de Lisboa
A Área Metropolitana de Lisboa ou AML é uma das duas Áreas metropolitanas de Portugal, e inclui duas das regiões estatísticas de Portugal: Grande Lisboa e Península de Setúbal. Está situada no centro-sul do país, com uma área de 3 001 km2 e 2 870 208 habitantes. A sua densidade populacional é 956,4 hab./km². A sua capital é Lisboa.
É constituída por 118 freguesias, compreendendo 18 municípios.
Limita a norte com Oeste e Vale do Tejo, a leste e sudeste com o Alentejo e a sul e a oeste com o Oceano Atlântico.
A Área Metropolitana de Lisboa apenas surge formalmente em 1991, através de uma lei que visou facilitar as necessidades administrativas dos territórios urbanos de grande densidade populacional. Atualmente, enquanto entidade de natureza associativa, promove a prossecução de interesses comuns de cada um dos municípios integrantes nas mais diversas áreas.

## História

### Antecedentes
A Área Metropolitana de Lisboa tem os seus antecedentes em várias estruturas administrativas, sendo a mais antiga e abrangente o alfoz, mais tarde designado termo, referente ao arrabaldes de uma cidade e da qual esta dependia defensiva e economicamente. Este tipo de organização regista-se desde a Idade Média, e as suas origens residem nas unidades administrativas romanas. As primeiras descrições referentes ao termo de Lisboa datam do século VIII, produzidas aquando do reinado de Abderramão III.
Na região de Lisboa, no século XII, existiam quatro grandes divisões administrativas: Lisboa, Sintra, Almada e Palmela, com os seus respetivos termos. O termo lisboeta compreendia os territórios entre Monte Agraço, a norte e Oeiras, a ocidente. A estas unidades juntavam-se outras, mais periféricas, como Torres Vedras e Alenquer. O desenvolvimento demográfico, económico e social vindouro causou a fragmentação destas unidades em concelhos mais pequenos, com um período de exceção em 1384/1385, ano no qual os termos e lugares entre Torres Vedras e Sintra bem como desde Alenquer à capital seriam anexados temporariamente a Lisboa por ordem de D. João I, «em recompensa de serviços prestados à Nação e à Realeza», e abrangendo assim a maior parte da área atual do Distrito de Lisboa:
Os mais antigos documentos de que temos conhecimento em que se faz referência ao termo de Lisboa, são as quatro cartas das doações feitas, logo no princípio do seu reinado, por D. João I à Cidade – como gratidão pelos serviços, que lhe prestou, auxiliando-o na libertação do jugo que Castela queria impor ao reino e na sua elevação à realeza – das Vilas seguintes e seus Termos, para fazerem parte do Termo de Lisboa:  a)- Em seis de Setembro: a Vila de Sintra, com todos os seus Termos e aldeias, vindo pela beira-mar até Lisboa;  b)- Em 7 de Setembro: da Vila de Torres Vedras, com todos os seus Termos e aldeias, até à cidade;  c)- Em sete de Setembro: da Vila de Alenquer, com todos os seus Termos e aldeias, ao longo do Tejo, até à cidade;  d)- Em 8 de Setembro: de Vila-Verde, Colares, Ericeira e Mafra, bem como de todos os outros lugares que são desde o Termo de Alenquer até à dita cidade de Lisboa assim como vai o rio Tejo, e que são desde o Termo de Torres Vedras até à dita cidade, e desde Sintra até essa mesma cidade, assim como vai à beira do mar.  Estas doações transformaram em Termo de Lisboa todo o território do Reino compreendido entre o Oceano Atlântico por oeste; o mesmo Oceano e o rio Tejo, pelo sul, o mesmo rio por leste; e limitado ao norte, talvez, pelo rio de Alcabrichel, do lado do Oceano, e pela ribeira da Ota do lado do Tejo.— Augusto Vieira da Silva Dispersos, volume III, pp.38 e 39

Termos na região de Lisboa durante os séculos XII e XIII, com os respetivos centros administrativos.
Lugares do termo de Lisboa em 1385.
Termo de Lisboa após o redimensionamento de 1495.[12]

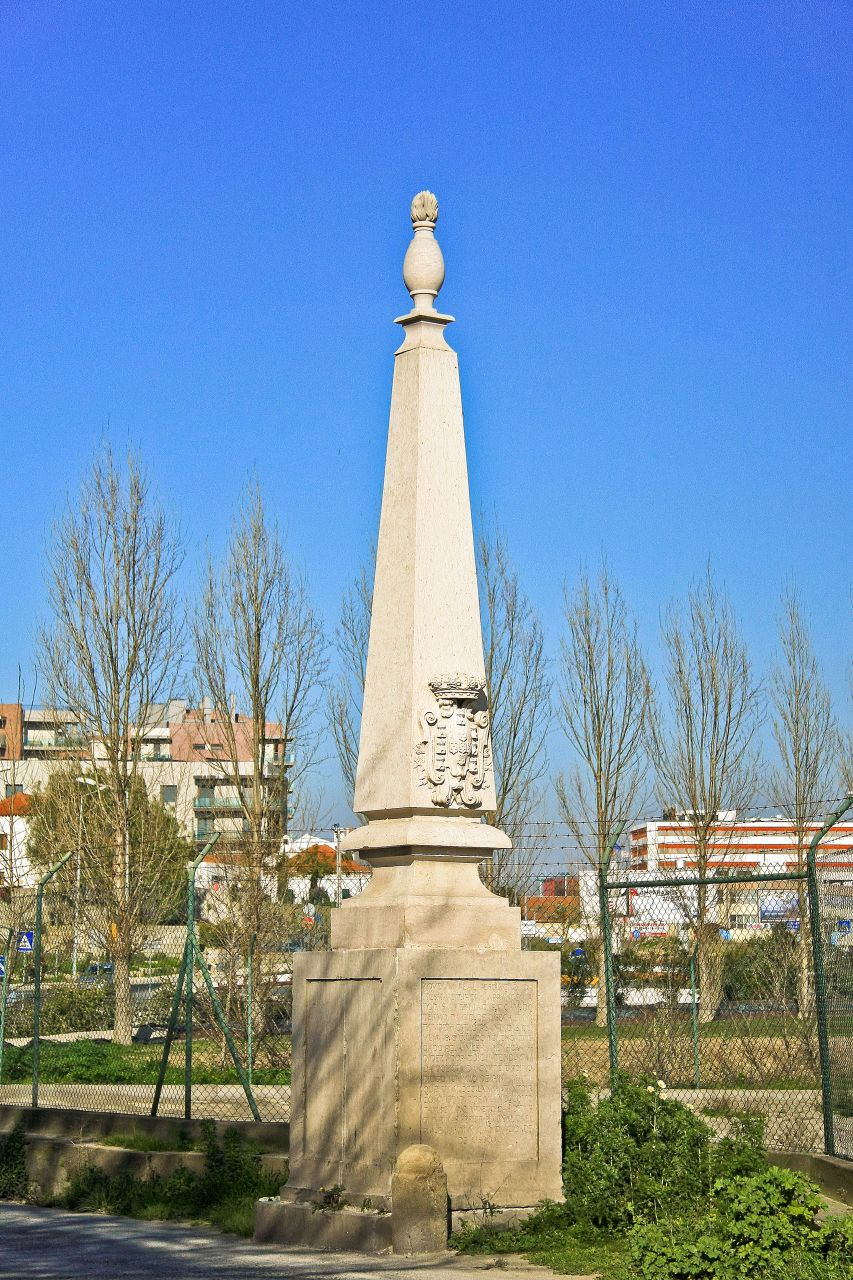
Um dos padrões que assinalam a entrada no Termo de Lisboa, na Verdelha, Alverca.

Porém, no século XVI, a tendência para esta fragmentação prossegue, e surgem dezoito novos concelhos (onze a norte do Tejo e sete a sul), cada um com o seu termo. Até ao Liberalismo, este número aumentaria para um total de trinta e um concelhos, resultado sobretudo dos interesses das classes mais altas e não de fatores demográficos ou económicos. Em meados do século XVII, o território da cidade de Lisboa estendia-se desde Vialonga, a norte, até Oeiras, a oeste, englobando pelo caminho Bucelas, Santiago dos Velhos, Lousa Pequena, Monte Agraço, Santo Estêvão das Galés, Albogas e Barcarena. Mais tarde, no século XVIII, a rainha D. Maria I ordena a construção de dois obeliscos ou padrões na Estrada Real com o propósito de assinalar a fronteira entre os territórios da capital e os ribatejanos, à entrada de Alverca, no lugar da Verdelha, que ainda hoje se conservam e são classificados como Imóvel de Interesse Público. As reformas introduzidas com o novo sistema político, principalmente em 1836 e 1855, veem a reversão desta tendência e a extinção dos termos. Assim, são extintos 16 concelhos confinantes a Lisboa, mas criados outros três: Belém, Olivais e Seixal.

Concelhos na região de Lisboa em 1801.
Concelhos na região de Lisboa em 1855.

As reformas administrativas subsequentes são escassas e limitam-se à integração dos concelhos de Belém e parte dos Olivais em Lisboa, dando origem ao novo concelho de Lores, e ao restabelecimento de Moita do Ribatejo e Sobral de Monte Agraço como entidades autónomas. Já no século XX é restaurado o concelho de Palmela (1926), enquanto que na década de 1960 se assiste às primeiras tentativas de organização supramunicipal da região com a elaboração do Plano Diretor da Região de Lisboa (1964). O plano deve a sua criação à crescente pressão demográfica da Região de Lisboa, tendo como intuito promover uma maior convergência dos diferentes planos locais de urbanização e a correção de problemas derivados da expansão desordenada destes lugares.

O crescimento demográfico da região levaria à criação do concelho da Amadora (1979, por secessão da mesma freguesia do concelho de Oeiras, pouco depois elevada a cidade com oito freguesias) bem como de Odivelas (1998), sete anos após a sua elevação à categoria de cidade.

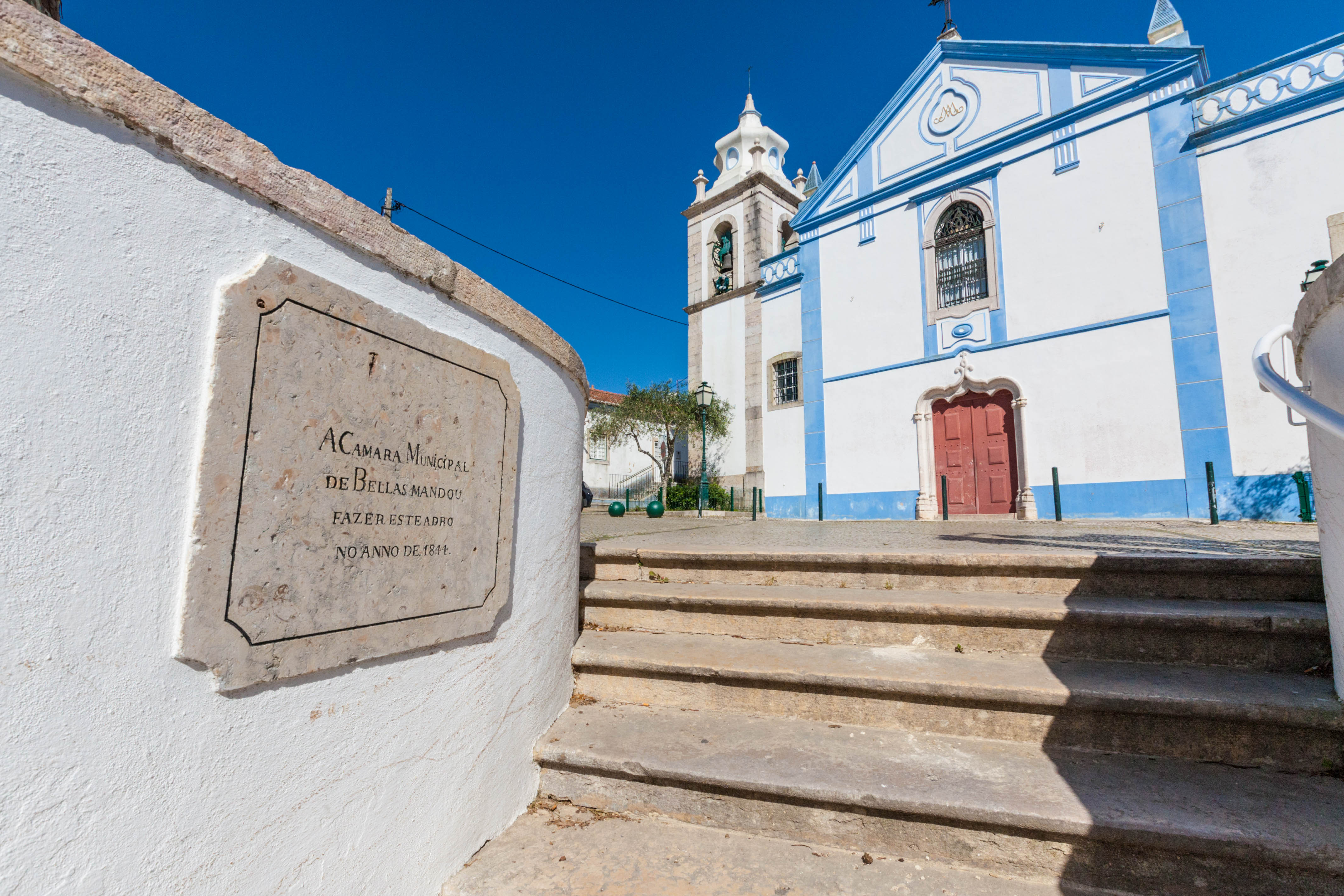
Placa no adro da Igreja de Nossa Senhora da Misericórdia, fazendo referência à extinta Câmara Municipal de Belas.

### Formação
É no virar do século que se impulsionam as estruturas metropolitanas em Portugal, algo marcado pela criação, em 1991, das Áreas Metropolitanas de Lisboa e do Porto. A lei n.º44/91, que as introduz, define-as como «[...] pessoas colectivas de direito público de âmbito territorial e visam a prossecução de interesses próprios das populações da área dos municípios integrantes.»
Como objetivos das novas estruturas administrativas são referidas a coordenação supramunicipal em vários âmbitos, como os investimentos públicos, ordenamento do território e mobilidade, desenvolvendo desta forma o paradigma introduzido pela conceção do Plano Diretor da Região de Lisboa. É também definido o organograma destas novas estruturas, que devem estar providas dos seguintes órgãos:
- Assembleia Metropolitana, órgão deliberativo, constituído por membros eleitos pelas assembleias municipais, em número de 50;
- Junta Metropolitana, órgão executivo, constituído pelos presidentes das câmaras municipais de cada um dos municípios integrantes;
- Conselho Metropolitano, órgão consultivo, composto pelo presidente da comissão de coordenação regional respetiva, pelos membros da junta metropolitana e pelos representantes dos serviços e organismos públicos cuja acção interfira nas atribuições da área metropolitana.[20]

Porém, coube às assembleias municipais a viabilização definitiva das áreas metropolitanas, por maioria de dois terços.
Posteriores mudanças a este paradigma concretizam-se em 2003, com a Lei n.º 10/2003. Nela, reformulam-se as áreas metropolitanas para as passar a haver de dois tipos:
- Grandes Áreas Metropolitanas (GAM), que compreendiam um mínimo de nove municípios, com, pelo menos, 350 000 habitantes;
- Comunidades Urbanas (ComUrb) que compreendiam um mínimo de três municípios com, pelo menos, 150 000 habitantes.

Mais tarde, em 2008, surgem novamente mudanças nestas estruturas. Passam a ser definidas como pessoas coletivas de direito público e constituem uma forma específica de associação dos municípios, de caráter obrigatório, abrangidas pelas unidades territoriais definidas com base nas NUTS III (no caso de Lisboa, da Grande Lisboa e da Península de Setúbal). A estrutura administrativa é alterada e surge a Comissão Executiva Metropolitana. Esta é uma estrutura permanente da área metropolitana responsável pela execução das deliberações da assembleia metropolitana e das linhas orientadoras definidas pela junta metropolitana. No entanto, em Lisboa e por decisão da Junta Metropolitana, esta figura não foi instituída em previsão de uma alteração desta lei. O órgão consultivo, hoje estruturado enquanto Conselho Estratégico para o Desenvolvimento Metropolitano, era também facultativo. Este órgão é composto de representantes dos serviços públicos regionais e dos interesses económicos, sociais e culturais de toda a área metropolitana.
Em 2013, com a Lei n.º 75/2013, que agrega o regime jurídico das autarquias locais, o estatuto das entidades intermunicipais, o regime jurídico da transferência de competências do Estado para as autarquias locais e para as entidades intermunicipais, e o regime jurídico do associativismo autárquico.

## Geografia

### Localização
A Área Metropolitana de Lisboa divide-se por duas áreas principais, a Península de Lisboa (AML Norte) e a Península de Setúbal (AML Sul), situadas no centro de Portugal Continental, na costa do centro e sul do país. Estas duas penínsulas conformam um promontório do território continental que se estende pelo Atlântico. O desenvolvimento das acessibilidades em torno da região de Lisboa levou a um progressivo crescimento da AML para Oeste (em direção a Torres Vedras), nordeste (seguindo o Vale do Tejo até Santarém), e sudeste (em direção ao Alentejo). Nestas regiões verificam-se zonas que, apesar de fora dos limites da área metropolitana, se inserem-se numa zona de periferia metropolitana cujas dinâmicas económicas, sociais e culturais são induzidas e polarizadas pela Área Metropolitana Central, embora mantendo uma forte independência desta (caso dos eixos Azambuja–Carregado–Ota, Porto Alto–Samora Correia–Benavente ou das cidades de Santarém e Torres Vedras).

### Pontos extremos
O ponto mais setentrional localiza-se em 39° 03′ 52″ N, 9° 23′ 21″ O, situado a nordeste dos Casais da Azenha (Encarnação, Mafra) e entre este lugar e Soltaria (São Pedro da Cadeira, Torres Vedras); o mais meridional localiza-se em 38° 24′ 32″ N, 9° 11′ 54″ O na zona da Chã dos Navegantes, próximo de Azoia (Castelo, Sesimbra). A distância entre estes dois pontos é de cerca de 73 km.
O ponto mais ocidental situa-se em 38° 46′ 51″ N, 9° 30′ 02″ O no Cabo da Roca (Colares, Sintra), e é também o extremo ocidental do continente, sendo os lugares mais próximos Azoia, Atalaia e Ulgueira; o mais oriental localiza-se 38° 45′ 41″ N, 8° 29′ 28″ O na zona do Gavião, que tem Sesmaria Nova (Cortiçadas de Lavre e Lavre, Montemor-o-Novo) e Abegoaria (Canha, Montijo) como os lugares mais próximos. A distância entre estes dois pontos é de aproximadamente 87 km. Possui um litoral com cerca de 150 km cujo início é marcado, a norte, pela foz da regueira de Barcide e daí prosseguindo até ao Forte de São Julião da Barra, onde é interrompido pela foz do Tejo, retomando na Cova do Vapor para terminar em Albarquel.

### Orografia e paisagem

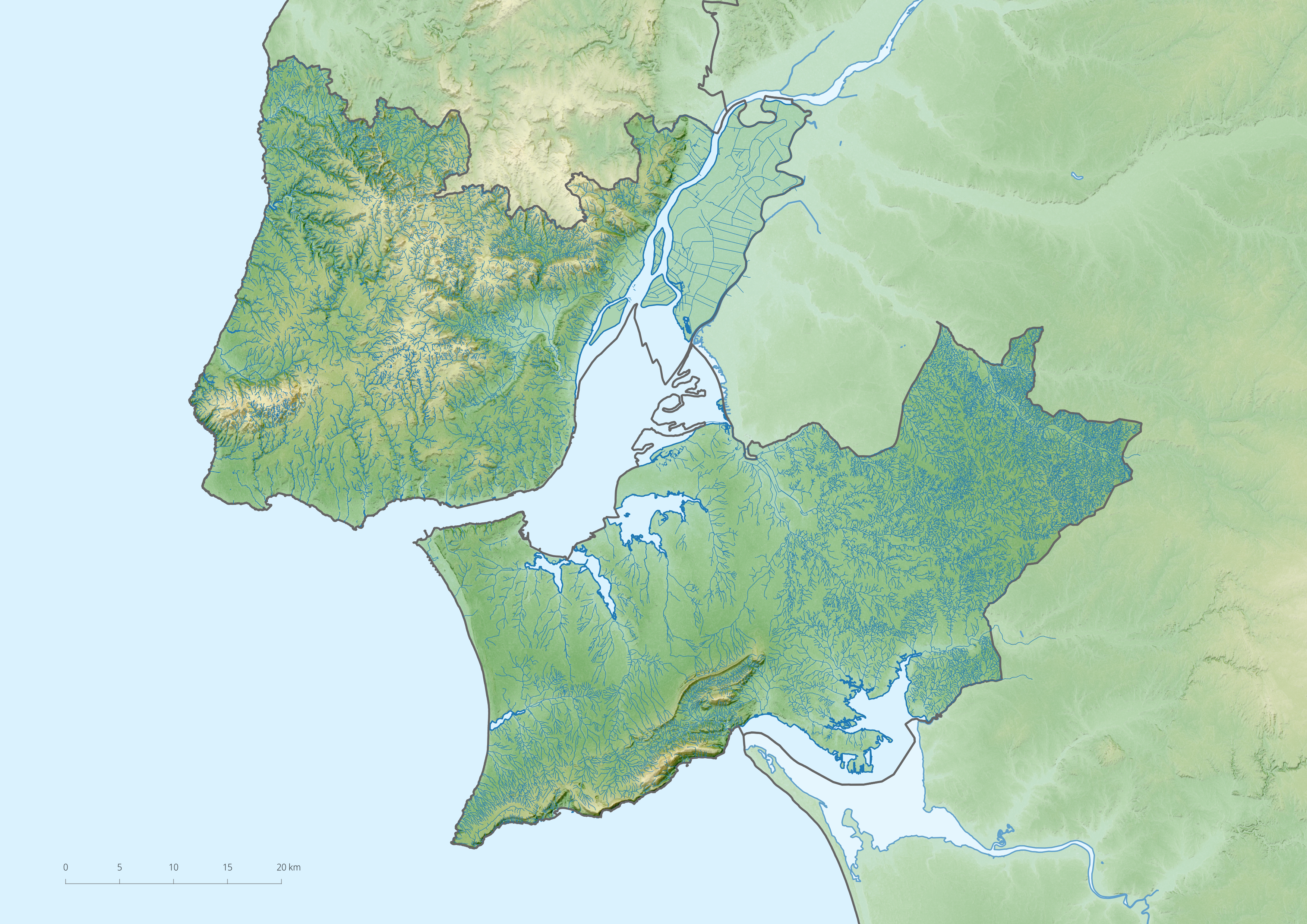
Relevo e hidrografia da Área Metropolitana de Lisboa.

A Área Metropolitana de Lisboa caracteriza-se, na sua generalidade, pelas áreas planas e de baixa altitude (menor que 100 metros), correspondentes às planícies sedimentares das bacias do Tejo e do Sado. A oeste encontra-se uma área complexa e diversa a nível morfológico, correspondente à Orla Mesocenozóica Ocidental de Portugal.
As duas penínsulas que compõem a Área Metropolitana de Lisboa são separadas pelo estuário do Tejo e têm como principais marcos a Serra de Sintra, na Península de Lisboa e portanto a norte; e a Serra da Arrábida, a sul. É na primeira que se atinge o ponto mais elevado da região, alçando-se a Cruz Alta em 528 m; em Setúbal segue-lhe o Formosinho, de 501 m. Estes sistemas confinam a foz do rio Tejo, que acaba por desaguar na enseada de Lisboa. O relevo é mais rugoso na Península de Lisboa, mas ambas possuem traços comuns como o nível de rugosidade (59) e a dicotomia entre as serras (de orientação semelhante, este-oeste a estenordeste-oestesudoeste) e a sua envolvente, composta de plataformas litorais e áreas de relevos baixos.
Na margem norte, a paisagem é restrita pelos vales estreitos e encaixados, de ribeiras curtas e fortemente torrenciais, que vão alternando com cabeços relativamente estreitos. Em termos hidrográficos, na bacia do Tejo, são de maior relevo as ribeiras de Alcântara, a do Jamor, a da Laje e a das Vinhas. Estas nascem nas cabeceiras das serras da Carregueira e de Sintra. Para norte, estas características paisagísticas acentuam-se, e impossibilitam em muitos casos as oportunidades de edificação, dando origem a pequenas manchas urbanas situadas nos cabeços, geralmente mais alargados.
Os Sistemas Húmidos, na margem norte, são divididos entre dois grandes elementos da paisagem:
- A Lezíria do Tejo, com maior expressão nos concelhos de Vila Franca de Xira e Loures;
- Os sistemas ribeirinhos interiores, com as várzeas dos rios Trancão e da Costa, as baixas da Granja do Marquês e de Pero Pinheiro, e as várzeas de Bucelas (inserida na bacia hidrográfica do Trancão) e de Colares.

Na margem sul, distinguem-se duas grandes unidades:
- a Península de Setúbal, enquadrada por duas zonas declivosas: as arribas de Caparica, que servem de continuação à encosta de Lisboa, e o maciço calcário da Arrábida, com falésias de grande altitude; enquanto isso, a leste, a Arriba Fóssil de Caparica, juntamente com as suas praias, dão fim ao interior da península;
- a zona alentejana, composta pelos concelhos de Montijo e Palmela.

Na primeira, existe um espaço interior de relevos muito suaves, com vales alargados que se vão alternando com cabeços largos, todos estes ligados por vertentes que são cada vez menos proeminentes à medida que se caminha para montante das bacias hidrográficas. Na margem do Tejo, as áreas baixas dos concelhos ribeirinhos constituem uma componente importante da estrutura ecológica, ao mesmo tempo que se dão planaltos alargados na Aroeira e Charneca de Caparica, Seixal, Moita e Alcochete. Nos concelhos de Montijo e Palmela, o terreno é novamente brando, típico de solos arenosos, no qual os cabeços e as vertentes se vão fundido, sem que haja vertentes. Aqui, os Sistemas Húmidos estão mais próximos da toalha freática, de modo que as linhas de água dão origem a valas. Do mesmo modo, a transição entre o Sistema Húmido e o Sistema Seco não se faz notar de igual modo do que no resto da área metropolitana, exceto nas baixas do Sado e do Vale Cobrão, esta última já na margem do Tejo. Todas estas áreas, às quais se juntam as bacias hidrográficas do Almansor e da Marateca, apresentam condições para o montado.

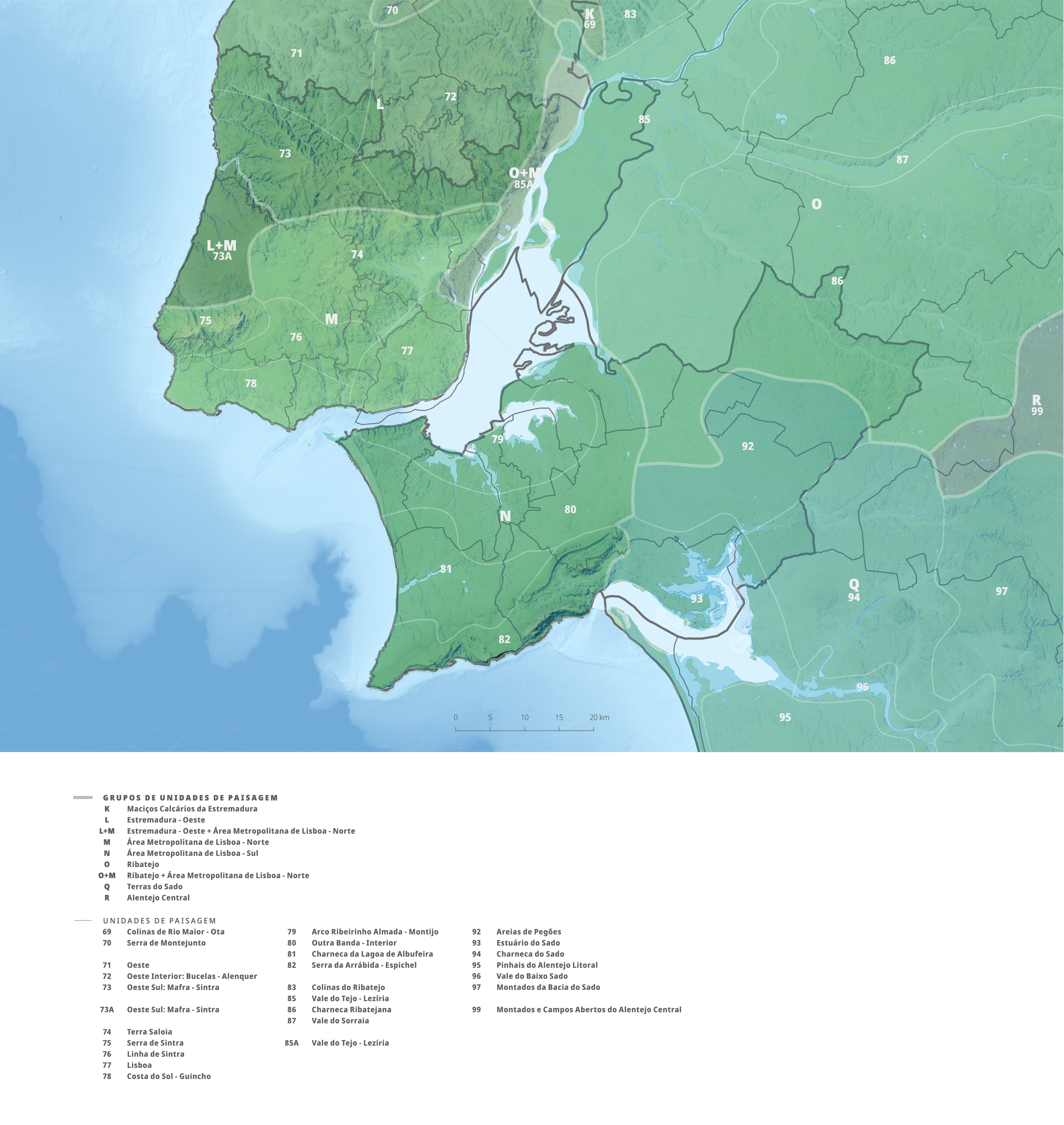
Unidades de paisagem na Área Metropolitana de Lisboa (CUP-DGT).

Dependendo do contexto, a Área Metropolitana de Lisboa pode ser dividida em várias unidades de paisagem. Numa perspetiva nacional, a Carta das Unidades de Paisagem em Portugal Continental distingue sete grupos de unidades de paisagem, duas delas de transição, e um total de vinte unidades de paisagem. À escala regional, o PROT-AML define sete grandes unidades de paisagem que têm como base as unidades territoriais identificadas na região:
- Estuário do Tejo
- Grande Lisboa, um espaço predominantemente urbano com funções, atividades e edificado organizados em função de Lisboa;
- Norte Agrícola e Agro-Florestal, paisagem que estabelece a transição com o Oeste composta por terrenos ondulados, com marcados usos agrícolas e agro-florestais e um edificado organizado em núcleos perfeitamente configurados;
- Arco Urbano Sul, correspondente sobretudo à mancha urbana que envolve o estuário e os esteiros do Tejo na margem sul;
- Matas de Sesimbra e Arrábida-Espichel, dominante na Península de Setúbal e com áreas naturais importantes de características muito marcadas, como é o caso da Serra da Arrábida e da zona do Cabo Espichel;
- Estuário do Sado;
- Nascente Agro-Florestal, uma área aplanada caracterizada pelo montado de sobro e áreas agrícolas. Faz a transição entre a Península de Setúbal e o Alentejo interior.

#### A Serra de Sintra e zonas adjacentes

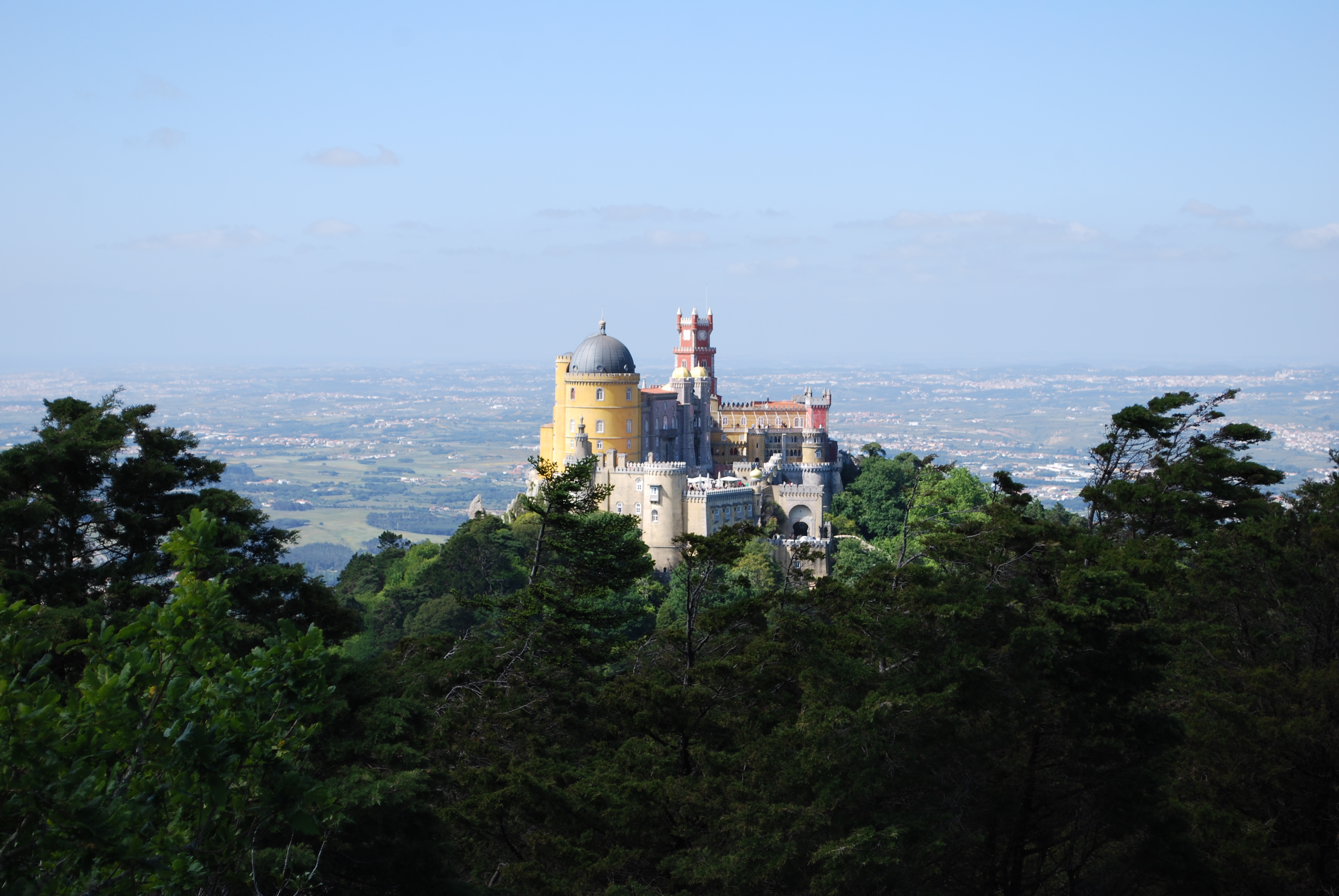
Vista do Palácio da Pena a partir da Cruz Alta, Sintra, a 529 metros de altitude.

A Serra de Sintra é um doma isolado e dissimétrico, originário de um maciço magmático de pequena profundidade, que ascende desde há 82 milhões de anos e apresenta vertentes mais suaves a sul. Antes deste processo, a região apresentava uma capa de rochas de 2 200 a 2 700 m de espessura, semelhantes às existentes nas zonas em redor (essencialmente composta por calcários e margas), e cujo testemunho se pode presenciar numa formação conservada na vertente Norte da serra, próximo a Galamares. Como consequência da formação daquilo que é hoje a serra, as rochas encaixantes foram postas sob uma enorme pressão, acompanhado de um notável aumento da temperatura. Este processo, designado metamorfismo de contato, modificou tais rochas de modo a formar uma auréola, patente ainda nas zonas a sul e oriente da serra, às quais Orlando Ribeiro designou por colinas periféricas. É também de destacar o planalto de São Pedro de Penaferrim (ou de Sintra), que se verifica por, à semelhança das colinas periféricas, estarem constituídos por rochas mais resistentes e assim originando estes relevos.

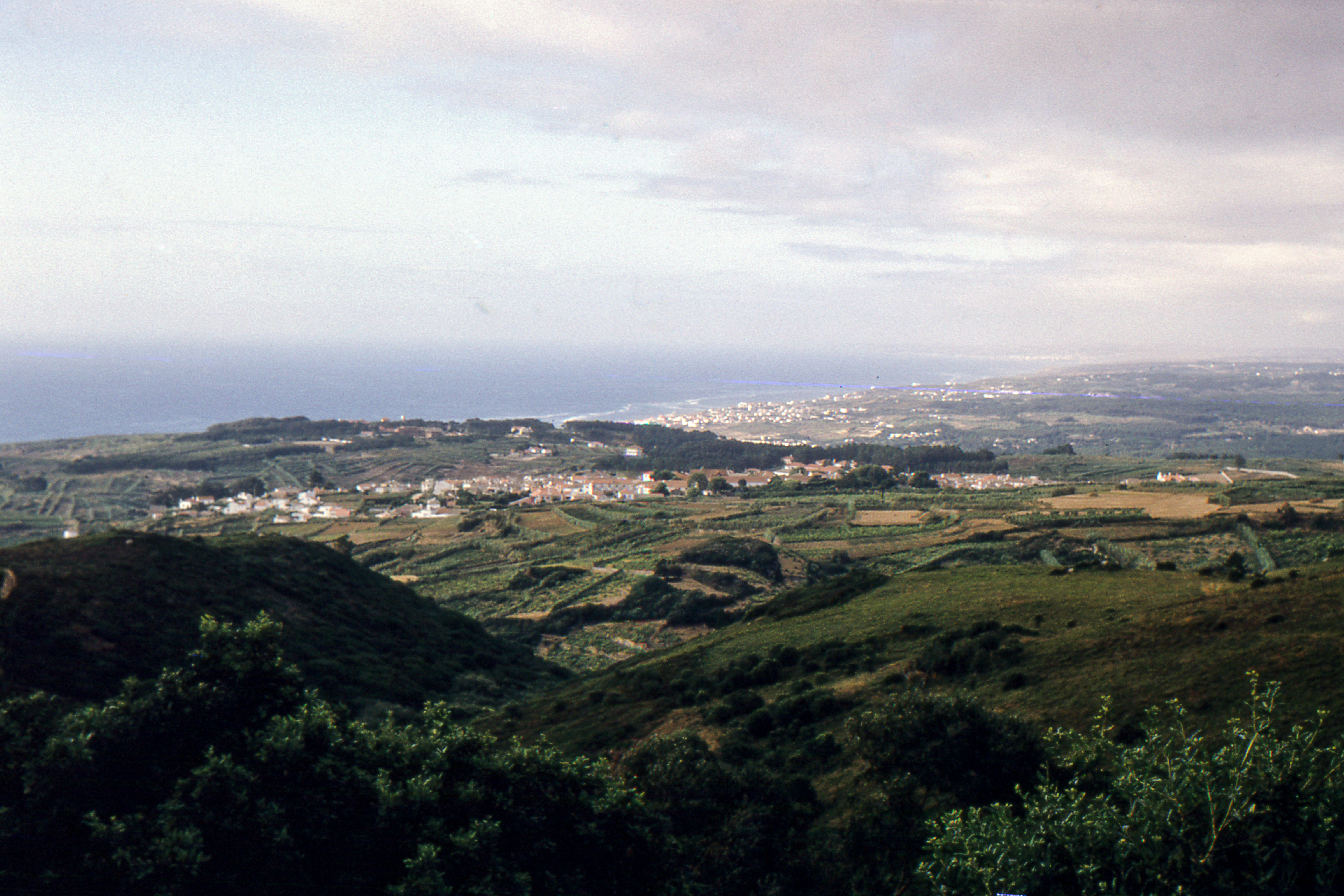
Vista para o Atlântico (zona de Colares) do Parque Natural de Sintra-Cascais.

Por ser dissimétrico, apresenta vertentes mais suaves a sul, fazendo a transição para a plataforma de Cascais através destas colinas periféricas; e um sopé mais abrupto na vertente a norte, fruto da erosão causada pela passagem da ribeira de Colares, que atravessa zonas de rochas menos resistentes (e em contraste com a restante rede hidrográfica serrana, que se dispersa em várias direções a partir da serra).
As áreas aplanadas ladeiam a serra, de que as plataformas de Fontanelas (ou São João das Lampas, entre 100 e 150 m) e de Cascais (bem desenvolvida entre 60 e 80 m) são exemplo no litoral, prolongam-se para o interior, onde por vezes estão mais altas e são dissecadas pela rede hidrográfica. São estes elementos deslocados por falha, como também o é a Serra da Carregueira, originada e levantada ao longo da falha de Sabugo-Olelas.

#### A cadeia da Arrábida e zonas adjacentes

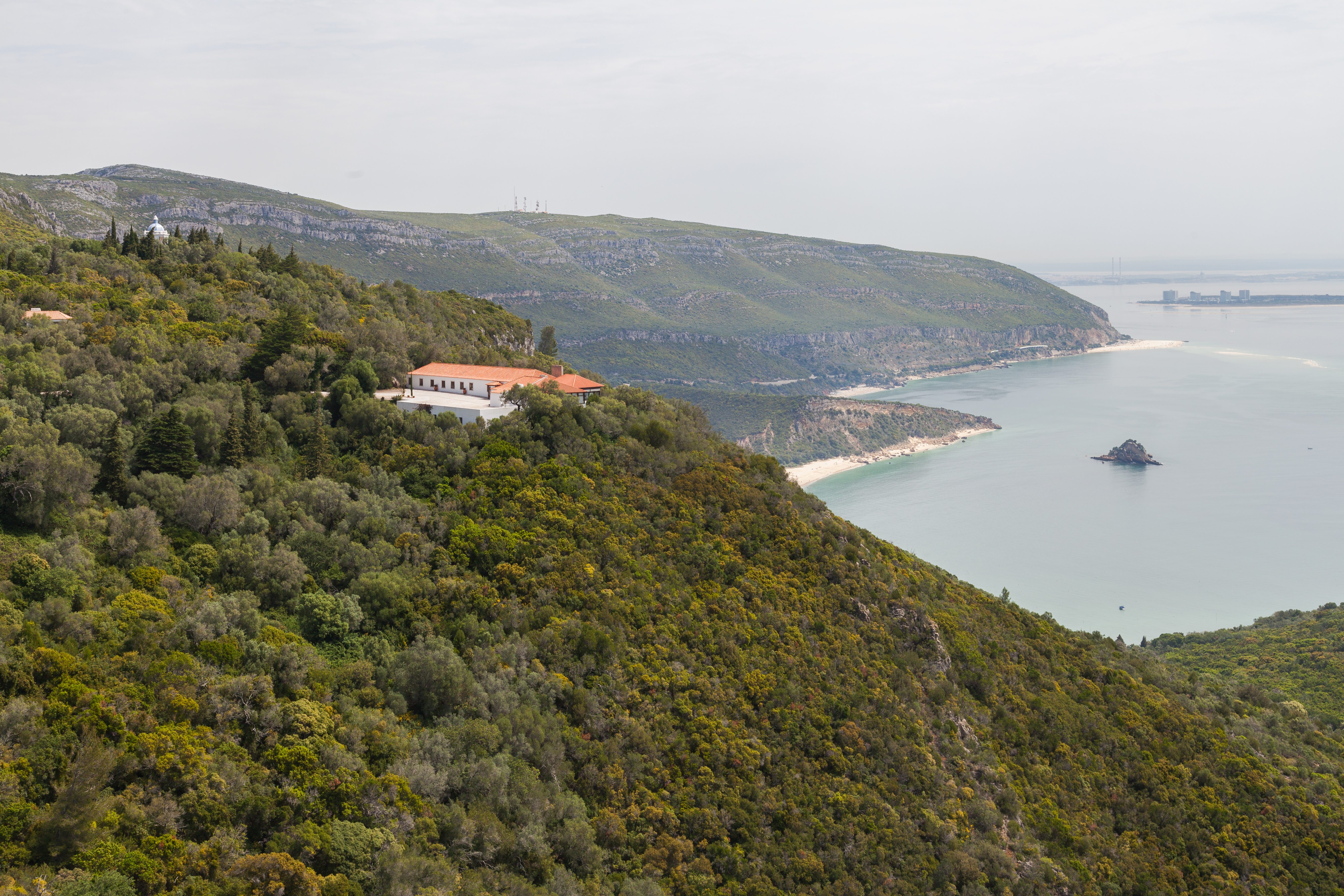
Parque Natural da Arrábida, em Setúbal.

A cadeia da Arrábida espraia-se por 35 km, englobando as serras da Arrábida e de São Luís. Foi formada através de duas fases de compressão (a primeira entre 21,6–16,6 milhões de anos e a segunda entre 8–6.5 milhões de anos). As rochas, que se enrugaram e fraturaram, criaram elevações do terreno que são mais evidentes no centro e oeste desta cadeia. A Península de Setúbal é dominada pela plataforma de Belverde, posicionada entre a foz do Tejo e a Lagoa de Albufeira; e pela plataforma do Cabo, que se desenvolve entre o cabo Espichel e a cadeia da Arrábida. A primeira apresenta os seus pontos mais altos no Montinhoso (112 m), entre Caparica e Porto Brandão, e no Cabo da Malha (111 m); enquanto que a segunda o apresenta em Espichel (140 m). Apenas na plataforma do cabo Espichel, onde a cadeia se encontra submersa, é que as rochas que a formaram foram arrasadas pelo mar. Acompanhando-a, para norte, dá-se uma fase quase contínua de costeiras, particularmente bem desenvolvidas a partir do Alto da Madalena (perto de Vila Nogueira de Azeitão), para onde se prolongam até à Serra de São Francisco e rematando, a oriente, na Serra do Louro.

#### A planície aluvial do Tejo

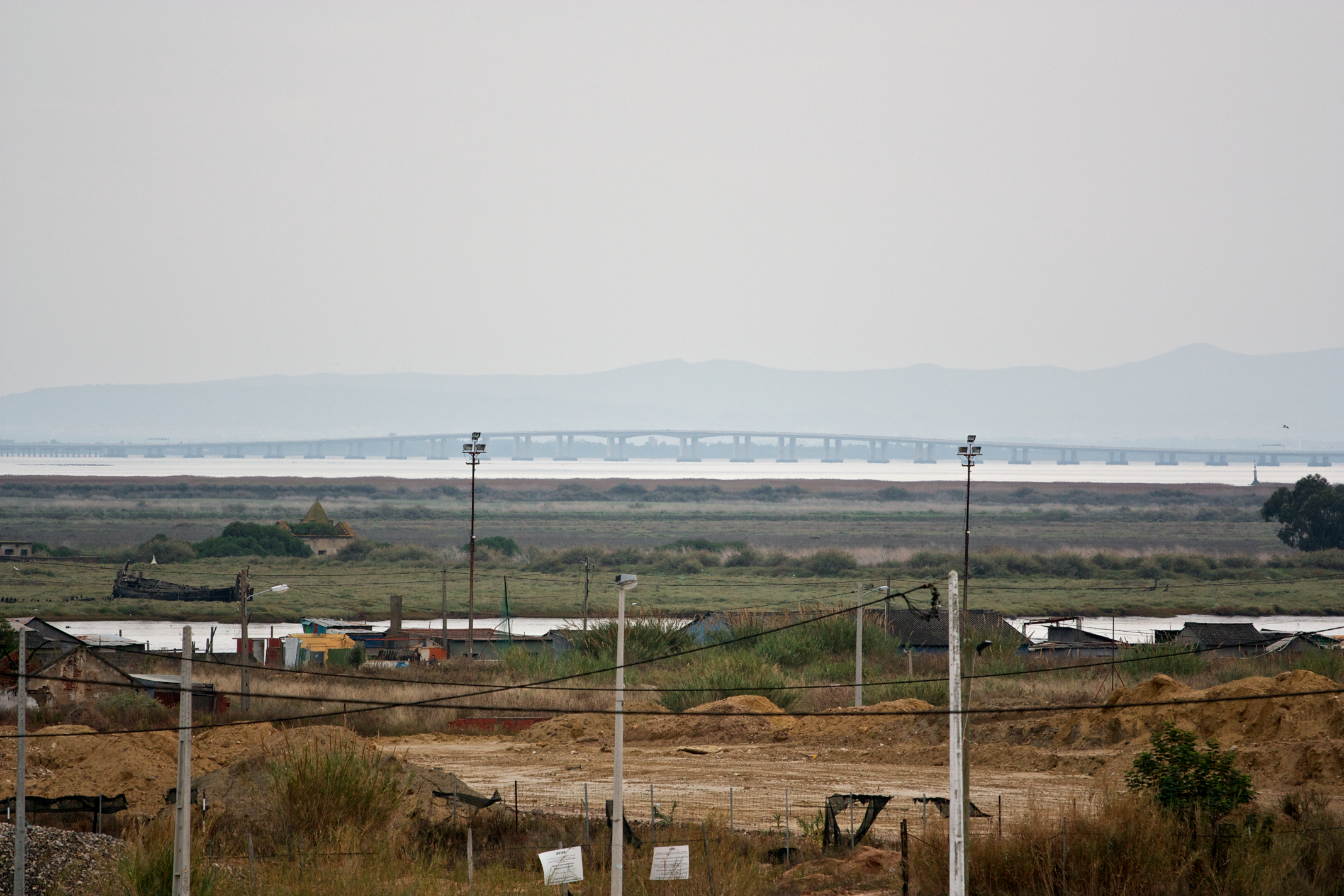
Paisagem na Póvoa de Santa Iria.

Uma das formas de relevo mais estruturantes da área metropolitana é também a planície aluvial do Tejo. O território ribeirinho, situado no centro da Área Metropolitana de Lisboa, é plano e baixo, constituído por aluviões que o convertem numa zona com bons solos e aquíferos. Esta zona apresenta-se como uma área estratégica pela riqueza dos seus recursos naturais, importantes a nível social e económico. É delimitada pelas escarpas que dominam a paisagem ocidental (sobretudo em Vila Franca de Xira, com a proeminência da escarpa de falha na paisagem) e pelo conjunto sucessivo de pequenas variações no relevo («degraus»), a oriente, que no seu conjunto parecem formar uma rampa suave.

#### Outras formações geográficas

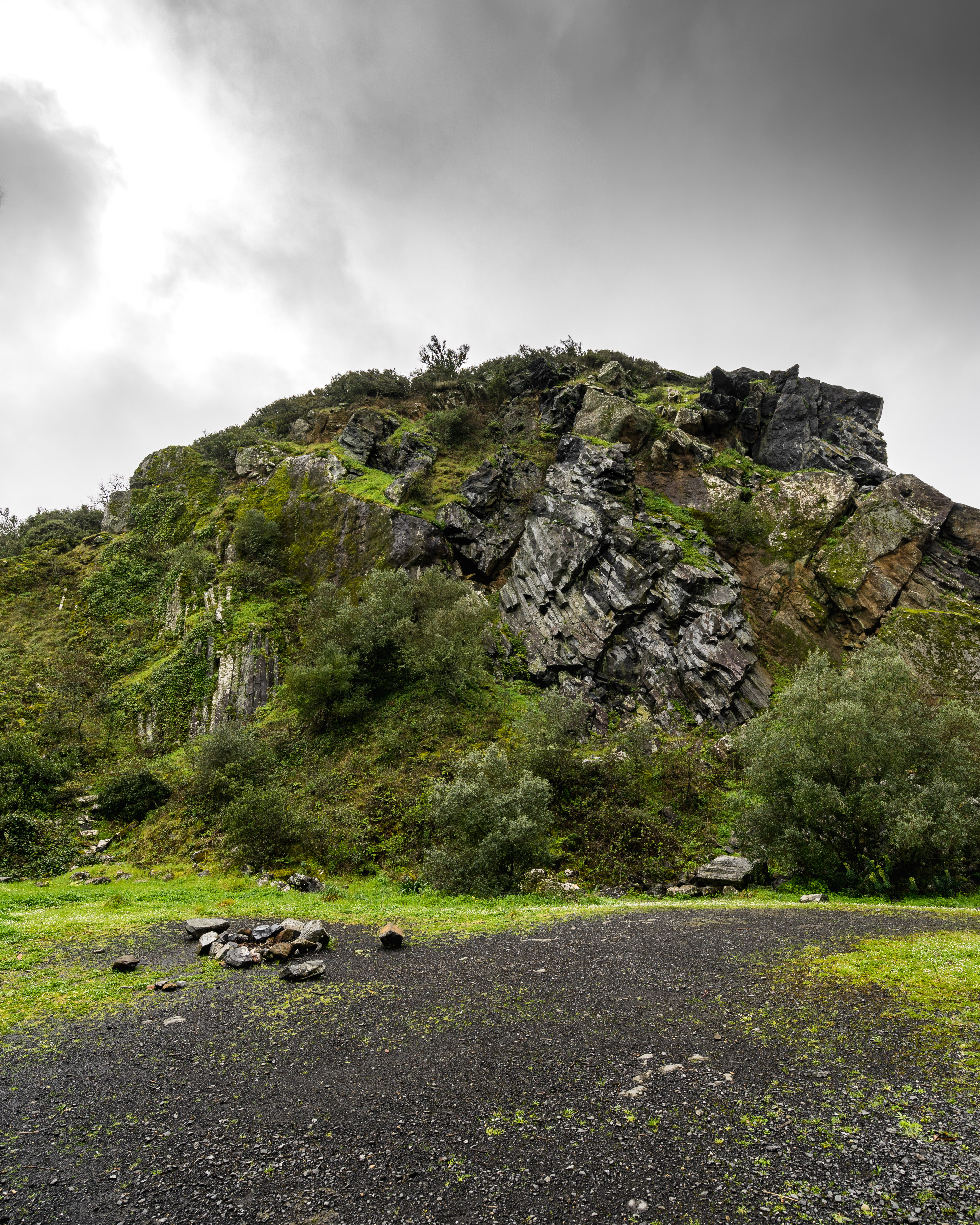
Penedo do Lexim, Mafra, onde é possível encontrar vestígios do período Calcolítico em Portugal.

Noutros sítios da área metropolitana é possível detetar os diversos testemunhos de episódios de atividade vulcânica, com a presença de rochas vulcânicas, basaltos, tufos e cinzas vulcânicas, todas concentradas no Complexo Vulcânico de Lisboa, onde se desenvolveram alguns dos bons solos do território. Verificam-se também colinas, atualmente apenas restos de cones vulcânicos e parcialmente desmanteladas. As manifestações de atividade vulcânica na região de Lisboa ter-se-ão iniciado há cerca de 100 milhões de anos e perdurado cerca de 30 milhões, estando os mais notáveis localizados na área de Mafra. Alguns destes lugares foram de grande importância na pré-história enquanto sítios estratégicos de ocupação humana, com os exemplos do Penedo do Lexim e da colina de Nossa Senhora do Socorro.
À semelhança do que ocorre no flanco norte da serra de Sintra, outras zonas da Área Metropolitana de Lisboa apresentam fenómenos de origem relativamente semelhante. As costeiras, que ocorrem em Loures e Bucelas, são os melhores exemplos deste tipo de ocorrência. São formas de relevo dissimétricas em que os agentes, em especial a água, realçam a inclinação das rochas que as suportam. Assim, possuem uma vertente mais suave (formada de rochas resistentes como calcários) e outra mais inclinada (composta de rochas com alto teor em argila), suscetíveis a deslizamentos quando em presença de água. É também em Loures que se dá outro fenómeno geomorfológico, as bacias ou veigas aluviais. Por ser uma zona parcialmente composta de rochas brandas, os cursos de água sulcaram e nelas depositaram aluviões, dando assim origem a solos propícios à atividade agrícola. Estas veigas podem também ocorrer quando se dá uma zona estreita e alongada (como nos fundos dos vales), caso da Veiga de Colares, ou por razões estruturais, em que a área foi abatida tectonicamente. É o caso da Granja do Marquês, onde hoje se localiza a Base Aérea N.º 1.

### Costa

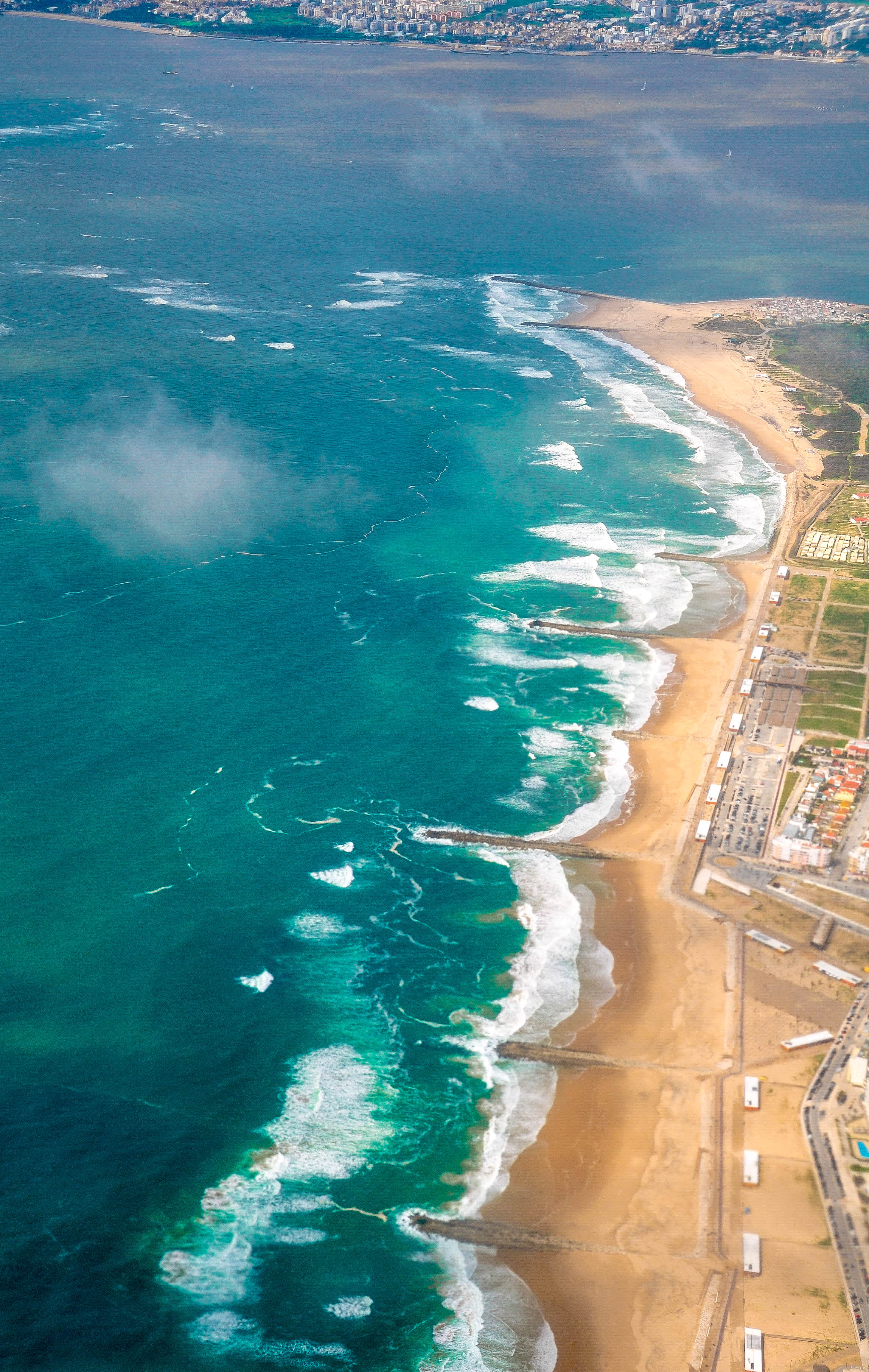
Vista aérea da Costa de Caparica, com o seu areal marcado por pontões.

Sobretudo notório na parte norte da área metropolitana, o litoral é na sua maioria escarpado e pauteado por arribas, que na Arrábida podem chegar aos mais de 300 m de desnível. Assim, as praias sucedem-se como estreitas faixas de areia encostadas a essas arribas, ou pequenas manchas limitadas pelas desembocaduras dos cursos de água da região. Uma das exceções é a praia do Guincho, que se desenvolve numa reentrância profunda e ampla da linha de costa, portanto abrigada da ondulação dominante, que permite ao mar reter aí as areias em trânsito ao longo da costa. A outra exceção é o areal da Costa de Caparica, também abrigada da ondulação, que retém a aluvião do Tejo, transportada pelo mar. Esta aluvião originou a planície litoral da Costa de Caparica. Nela se encontra o maior areal da área metropolitana, que se estende da Trafaria à praia das Bicas. Porém, devido ao desordenamento costeiro, com destruição de dunas, escassez de areias e a subida do nível do mar, as suas praias vêem-se submetidas a constantes recortes.

#### A Arriba Fóssil da Caparica
Do lado do mar, a plataforma de Belverde é interrompida por uma sucessão de escarpas: a Arriba Fóssil da Caparica. Esta é uma antiga vertente trabalhada pelo mar, mas dele afastada pela acumulação de sedimentos no seu sopé, trazidos pela aluvião do Tejo. Definida também pela planície litoral da Costa de Caparica, a Arriba Fóssil diminui gradualmente até atingir a Fonte da Telha, ao mesmo tempo que vai condicionando e estreitando a planície litoral. A arriba constitui uma zona sensível do território: por estar composta de materiais pouco coerentes, que se enfrentam a fortes declives, vai sendo alterada pelo deslizamento e ravinamento de enormes compartimentos rochosos. Assim, tanto as zonas a montante como a jusante da arriba devem ser preservadas de qualquer construção.

### Hidrografia
A Área Metropolitana de Lisboa apresenta por toda a sua extensão inúmeros recursos hídricos que contribuem para a sua diversidade ecológica e paisagística. A rede hidrográfica metropolitana é composta por águas interiores, de transição e costeiras, superficiais e subterrâneas, divididas por três bacias (Ribeiras do Oeste, Tejo e Sado). A gestão destes recursos está dividida por duas regiões hidrográficas (Tejo e Ribeiras do Oeste e Sado e Mira).
Nas águas interiores, destacam-se as linhas de água que atravessam a região para além dos dois principais rios (Tejo e Sado). Na periferia encontram-se os rios Sorraia e Almansor e a ribeira da Marateca. Os principais cursos de água que se desenvolvem integralmente na área metropolitana são os rios Lisandro, Trancão, Jamor, das Parreiras, da Mula e as ribeiras de Alcântara e de Colares, a norte, e a sul os rios Judeu e Coina e a ribeira da Apostiça. Existem também duas barragens, a do rio da Mula (usada para consumo humano) e a de Venda Velha (destinada à irrigação e ao controlo de cheias).

#### Os estuários
As águas de transição correspondem à foz dos rios Tejo e Sado, os dois pontos de maior importância no litoral da Área Metropolitana de Lisboa.
O estuário do Tejo, de grande amplitude, deve a sua génese a uma área de rochas fragilizadas tectonicamente e simultaneamente abatidas. É a zona húmida mais extensa de Portugal e uma das mais importantes da Europa, destacando-se pela sua extensa zona intertidal, crucial para a manutenção dos ecossistemas estuarinos e do litoral adjacente (terrenos de lezíria, charneca e zonas húmidas de água doce e montado). Situa-se numa zona de transição entre o litoral com características nitidamente atlânticas e o litoral com caráter predominantemente mediterrânico. Assume-se como o espaço central da Área Metropolitana de Lisboa, dado que foi em torno deste que se iniciou o desenvolvimento do sistema urbano e por ser através dele que se fazem as ligações entre a margem norte e a margem sul da área urbana mais densa da região. A sua importância em termos naturais deve-se à sua dimensão, diversidade e riqueza a nível da fauna e flora, estando por isso classificado como Reserva Natural e Zona de Proteção Especial para a avifauna.
O estuário do Sado, inicialmente comum ao do Tejo, separou-se deste no Miocénico Superior, com a formação da cadeia da Arrábida. Tal como o estuário do Tejo, possui grandes dimensões e a comunicação com o oceano é feita através de uma área estreita, neste caso ocupada por terrenos arenosos. A separação com o mar no seu troço final é feita por um extenso cordão dunar, a Península de Troia. Para além do estuário em si, engloba diversos outros sistemas – troços de rio, bancos de vasa e de areia, praias e dunas costeiras, lagoas de água doce, caniçais, matos esclerófilos, montados e áreas agrícolas com pastagens, culturas arvenses de regadio (arroz) e plantações florestais (sobreiro, pinheiro e eucalipto). As suas zonas intertidais totalizam cerca de 6 500 hectares, destacando-se as que rodeiam o esteiro da Marateca.

#### Sistemas aquíferos
Existem cinco sistemas aquíferos identificados na região. Três deles pertencem à Unidade Hidrogeológica da Bacia do Tejo-Sado (Sistemas Aquíferos das Aluviões do Tejo, Margem Esquerda e Margem Direita), que contém o maior reservatório subterrâneo de água doce do país e ocupa a maior parte da área metropolitana. A par destes foram identificados os sistemas aquíferos de Pisões-Atrozela e de Vale de Lobos, de dimensões consideravelmente menores.

### Áreas protegidas

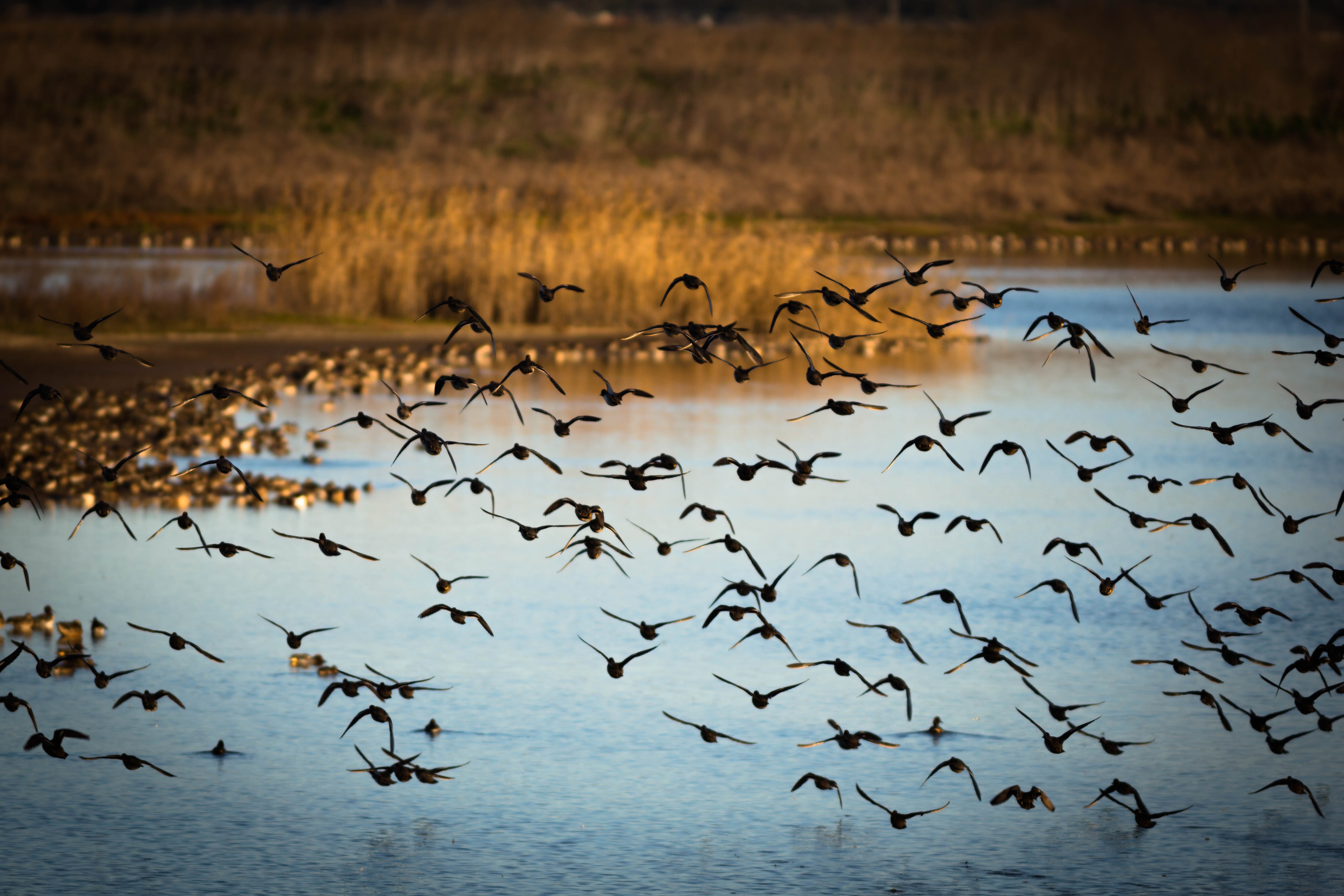
Aves na Reserva Natural do Estuário do Tejo.

A nível metropolitano ocorre uma grande variedade a nível dos habitats (sistemas marinhos, estuarinos e fluviais, serras de média altitude, falésias costeiras, dunas, florestas e sistemas agrícolas e agro-florestais de baixa intensidade) e da geologia, que contribuem para a grande diversidade dos valores naturais da região, especialmente a nível florístico (com presença de espécies e comunidades vegetais raras ou mesmo únicas) e da avifauna. No entanto, por ser também uma zona de densa ocupação humana, existe uma crescente pressão sobre estes recursos naturais, seja pela expansão urbana ou pelo usufruto de zonas naturais enquanto áreas de lazer e desafogo.

A diversidade da flora regional explica-se por vários fatores: a heterogeneidade dos seus solos, diversidade climática (meso e microclimas), posição geográfica central relativamente aos principais corredores dispersivos da flora, e relevo acidentado que mitiga a ação humana sobre o ecossistema. A importância faunística deve-se aos dois estuários, que funcionam como uma unidade e servem de local de nidificação, alimentação e repouso para aves aquáticas. As restantes zonas húmidas da região, como lagoas e pauis, funcionam como corredores para a fauna (a nível intra e interregional), e são cruciais para a fauna ictiológica por servirem de berçário para um grande número de espécies estuarinas e costeiras com elevado valor comercial e conservacionista.

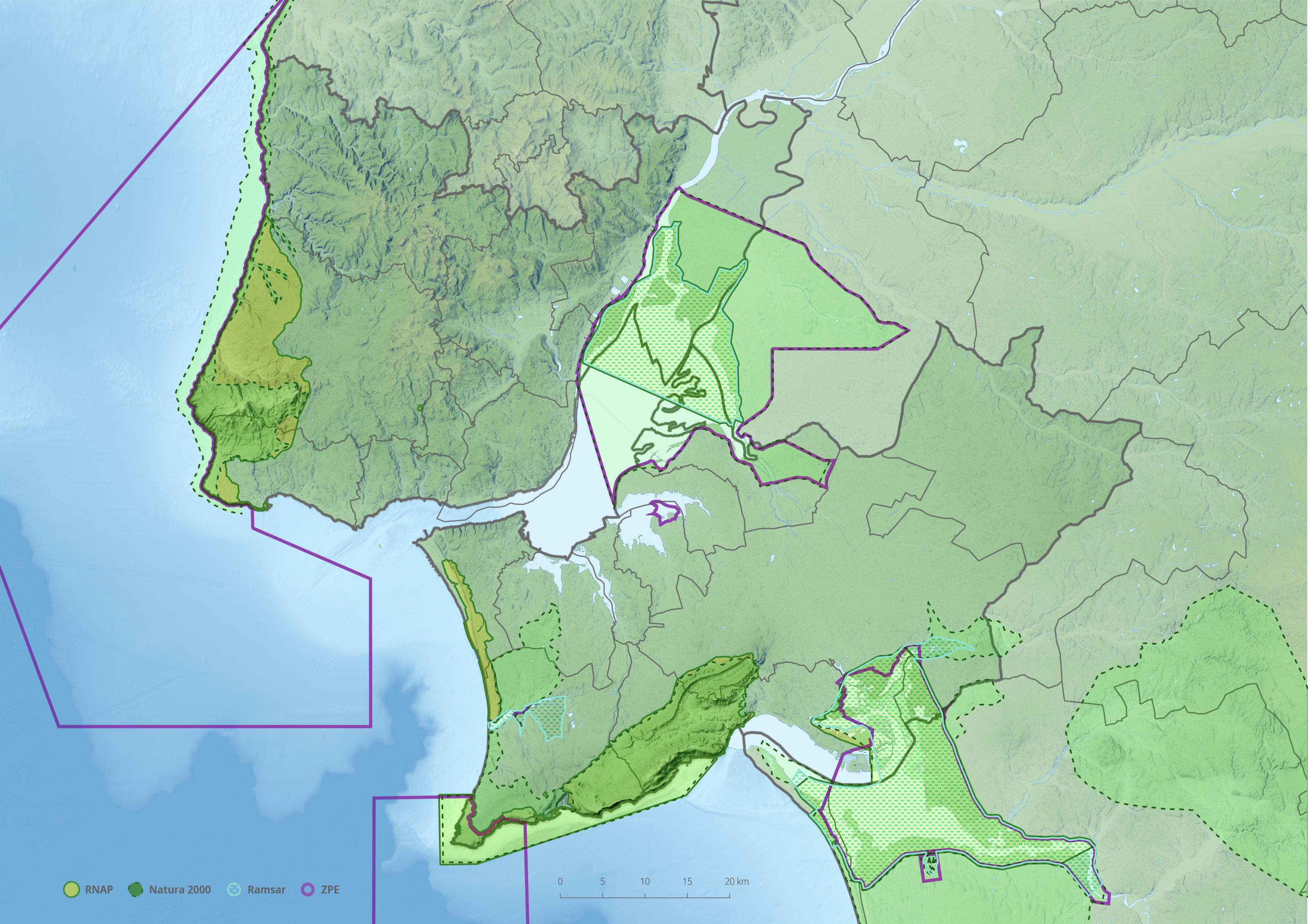
Áreas protegidas no território da Área Metropolitana de Lisboa.

Por fim, também estão presentes áreas de grande valor geológico e geomorfológico. Em ambas as margens do Tejo verifica-se a exploração comercial de jazidas de calcários, argilas e areias, bem como de sítios com grande interesse geológico (geomonumentos) com importância científica, didática e paisagística.
De modo a preservar estes valores naturais, começa-se a definir a partir da década de 1970 um conjunto de áreas protegidas devido à grande pressão urbanística e à falta de orientação no ordenamento do território. Cerca de 11% da superfície metropolitana forma algum tipo de área protegida, estando estas sobretudo concentradas nas suas fronteiras. A maioria são costeiras (Parques Naturais de Sintra-Cascais e da Arrábida e Arriba Fóssil da Costa da Caparica), e as restantes estuarinas (Reservas Naturais do Estuário do Tejo e do Estuário do Sado, ambas extravasando os limites da área metropolitana). Para além das áreas protegidas, existem vários monumentos naturais fora destas áreas, como são a Jazida de Icnofósseis da serra de Carenque e os campos de lapiás de Negrais e da Granja dos Serrões.
Estas áreas são vistas, por vezes, como entrave ao desenvolvimento e edificação, embora ganhem importância por serem um recurso potenciador do desenvolvimento de atividades económicas sustentáveis, pela sua originalidade e diversidade, da sua riqueza estética e, em muitos casos, do seu interesse científico, como indicador da evolução ambiental regional.

#### Lista de áreas protegidas na Área Metropolitana de Lisboa
| - Monumento Natural de Carenque - Monumento Natural da Pedra da Mua - Monumento Natural dos Lagosteiros - Monumento Natural da Pedreira do Avelino - Paisagem Protegida da Arriba Fóssil da Costa da Caparica - Parque Natural da Arrábida - Parque Natural de Sintra-Cascais - Reserva Natural do Estuário do Tejo - Reserva Natural do Estuário do Sado - Sítio Classificado da Gruta do Zambujal - Arriba Fóssil da Costa da Caparica - Cabo da Roca - Cabo Espichel - Cresmina - Estuário do Sado - Estuário do Tejo - Lagoa de Albufeira - Mata Nacional dos Medos - Pedra Furada - Serra da Arrábida - Sintra-Cascais - Tapada de Mafra | - Zona de Protecção Especial do Cabo Espichel - Zona de Protecção Especial do Cabo Raso - Zona de Protecção Especial do Estuário do Sado - Zona de Protecção Especial do Estuário do Tejo - Zona de Protecção Especial da Lagoa Pequena - Parque Natural da Serra da Arrábida | - Arrábida / Espichel - Estuário do Sado - Estuário do Tejo - Fernão Ferro / Lagoa de Albufeira - Sintra / Cascais | - Estuário do Sado - Estuário do Tejo - Lagoa de Albufeira |

#### Áreas Nucleares para a Conservação da Natureza
As Áreas Nucleares para a Conservação da Natureza, definidas no PROT-AML, são aquelas de importância regional, nacional e internacional existentes na área metropolitana. Constituem uma rede de áreas e corredores naturais ou semi-naturais de grande relevância, que contribuem para a preservação da diversidade e riqueza do património natural metropolitano.
- Estuário do Sado
- Arrábida-Espichel
- Caparica-Albufeira
- Pinhal da Marquesa
- Pinhal das Formas
- Pinhal das Espanholas
- Terra dos Caramelos
- Montados de Rio Frio
- Lagoas do Poceirão
- Porto Brandão
- Estuário do Tejo
- Estuário do Tejo-Sul
- Paul de Samora
- Paul do Trejoito
- Serra de Sintra e Litoral Rocense
- Serra de Carnaxide
- Serra da Carregueira
- Vulcões de Lisboa
- Tapada e Vales de Mafra
- Fragas do Sobral

## Economia

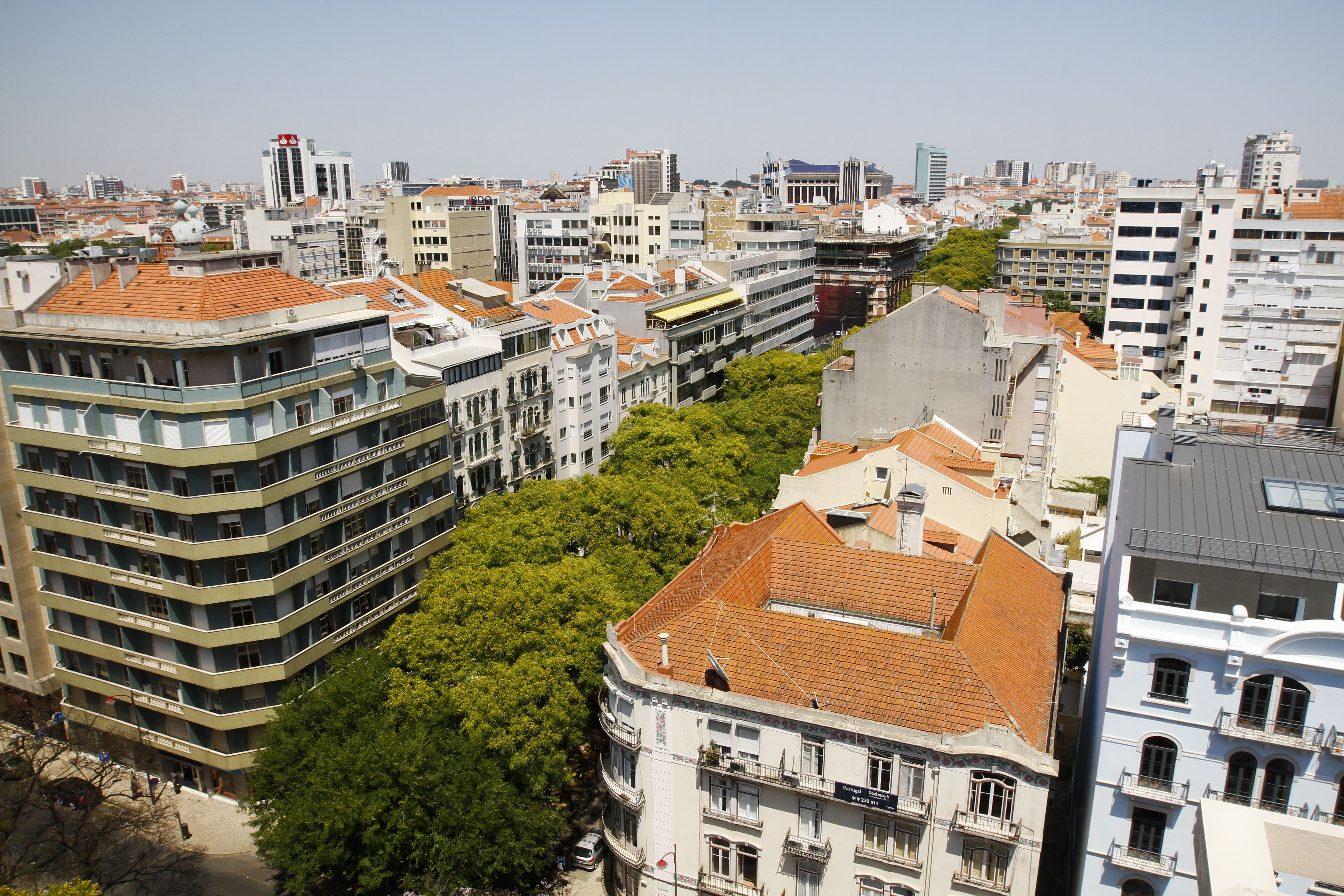
Avenidas Novas, Lisboa.

A área metropolitana afigura-se enquanto a região com a maior concentração empresarial de Portugal, o que é possibilitado pela sua grande densidade populacional e pelo PIB per capita mais alto em relação ao restante país, revelando-se assim como um importante polo de consumo que permite a expansão de diversas atividades económicas. Também por isto, encontram-se aí sediadas sociedades com uma dimensão média superior à nacional, com um grande peso daquelas que integram mais de 500 pessoas. Estas encontram-se fixadas pelas freguesias metropolitanas numa lógica disforme: no caso das indústrias se prende com as acessibilidades, noutros com a importância simbólica de localizações em áreas de prestígio da cidade central que se destaca, noutros ainda, com as novas acessibilidades internas e externas (auto-estradas, corredores multimodais, aeroporto), e finalmente, pela proximidade a outras empresas e a outro tipo de entidades complementares. Em Lisboa, em termos geográficos, tal significa a distribuição de sociedades por freguesias que compõem diferentes eixos:
- Novo centro terciário de Lisboa (Amoreiras/Avenidas Novas);
- Zona Oriental de Lisboa, desde o aeroporto à frente ribeirinha;
- auto-estradas de acesso a Lisboa: Cascais (A5); Oeste (A8); Norte (A1); Sul (A2)

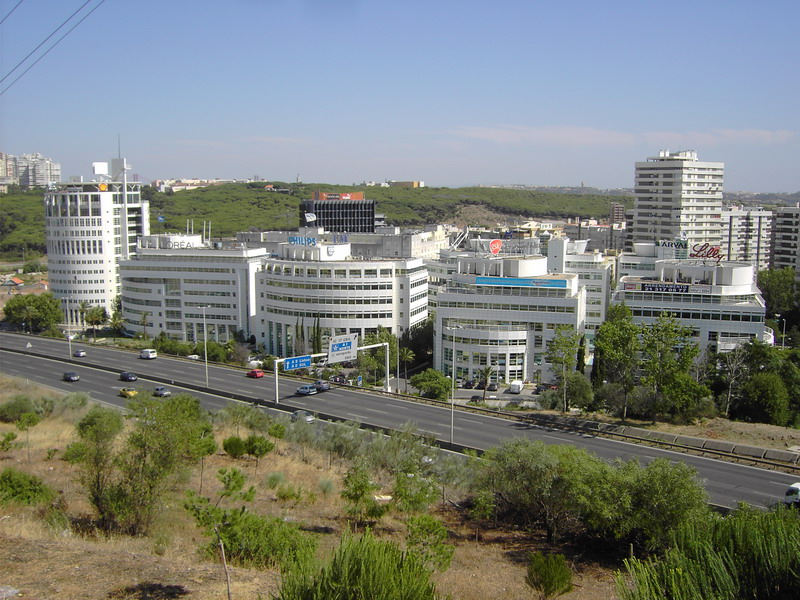
Arquiparque, em Miraflores, na zona oriental de Oeiras e junto ao nó da A5/CRIL. É uma das várias zonas empresariais e industriais que pontilham este concelho.

As 500 maiores sociedades (em termos de pessoal) da área metropolitana são bons indicadores dos locais de maior atração empresarial. São, em termos gerais, o centro da cidade de Lisboa e um outro centro terciário localizado mais a norte (Amoreiras/Marquês de Pombal/Avenidas Novas, que em conjunto formam um contínuo de forte densidade), a zona mais oriental do concelho de Oeiras e meridional do concelho de Amadora (delimitada pela Amadora, CREL, CRIL e o Tejo, com epicentro em Carnaxide e Alfragide), as zonas a norte de Oeiras (Lagoas e Tagus Park), os eixos de Lisboa a Sintra e Cascais e ainda o eixo de ligação entre estas duas vilas. Existem algumas exceções a estes eixos, como é o caso da antiga freguesia de Pero Pinheiro, que corresponde a uma área em que a valorização dos recursos endógenos permitiu a criação de núcleos empresariais e industriais numa área predominantemente rural. Este tipo de casos também se replicam para norte, no concelho de Mafra, e nalgumas zonas da AML Sul. Em contraponto, as áreas menos valorizadas socialmente, ruralizadas e as de industrialização mais antiga (Vila Franca de Xira, Loures e Península de Setúbal) revelam uma presença muito modesta das sedes das maiores empresas. Quando analisado ao nível das freguesias, o número médio de empregos por km² no interior da área metropolitana, na ordem das poucas dezenas, contrasta fortemente com as freguesias do centro de Lisboa, com várias dezenas de milhares de empregos por km². É também possível agrupar em diferentes eixos as freguesias que apresentam as mesmas especializações económicas predominantes, que se devem a e demonstram a interação de diversos fatores como o mercado imobiliário, o valor simbólico de determinados espaços naturais ou construídos, as acessibilidades, ou ainda a localização de equipamentos estruturantes, desde os portos a um parque de ciência e tecnologia ou a uma importante infra-estrutura logística:
- centralidade geográfica das freguesias com maior grau de especialização em actividades financeiras, operações sobre imóveis e serviços às empresas, concentradas em Lisboa e, secundariamente, no concelho de Oeiras;
- peso da indústria transformadora em grande parte da margem norte, no arco do Tejo e ainda no núcleo Palmela/Setúbal;
- importância alcançada pelo conjunto de actividades “indústrias extractivas, construção civil, electricidade, água e gás” nas freguesias mais rurais da península de Setúbal e ainda em alguns espaços a Oeste da cidade de Lisboa, caracterizados por intensos processos de suburbanização;
- padrão geográfico aparentemente fragmentado das freguesias com significativa especialização no comércio, reparação, alojamento e restauração, com aglomerações litorais correspondentes a importantes estâncias balneares e de lazer (Ericeira, Rodízio/Praia das Maçãs, Costa do Estoril, Costa da Caparica, Sesimbra);
- localização predominantemente periférica das freguesias com especialização relativa no setor dos transportes, armazenagem e comunicação, refletindo o facto de serem actividades fortemente consumidoras de espaço.

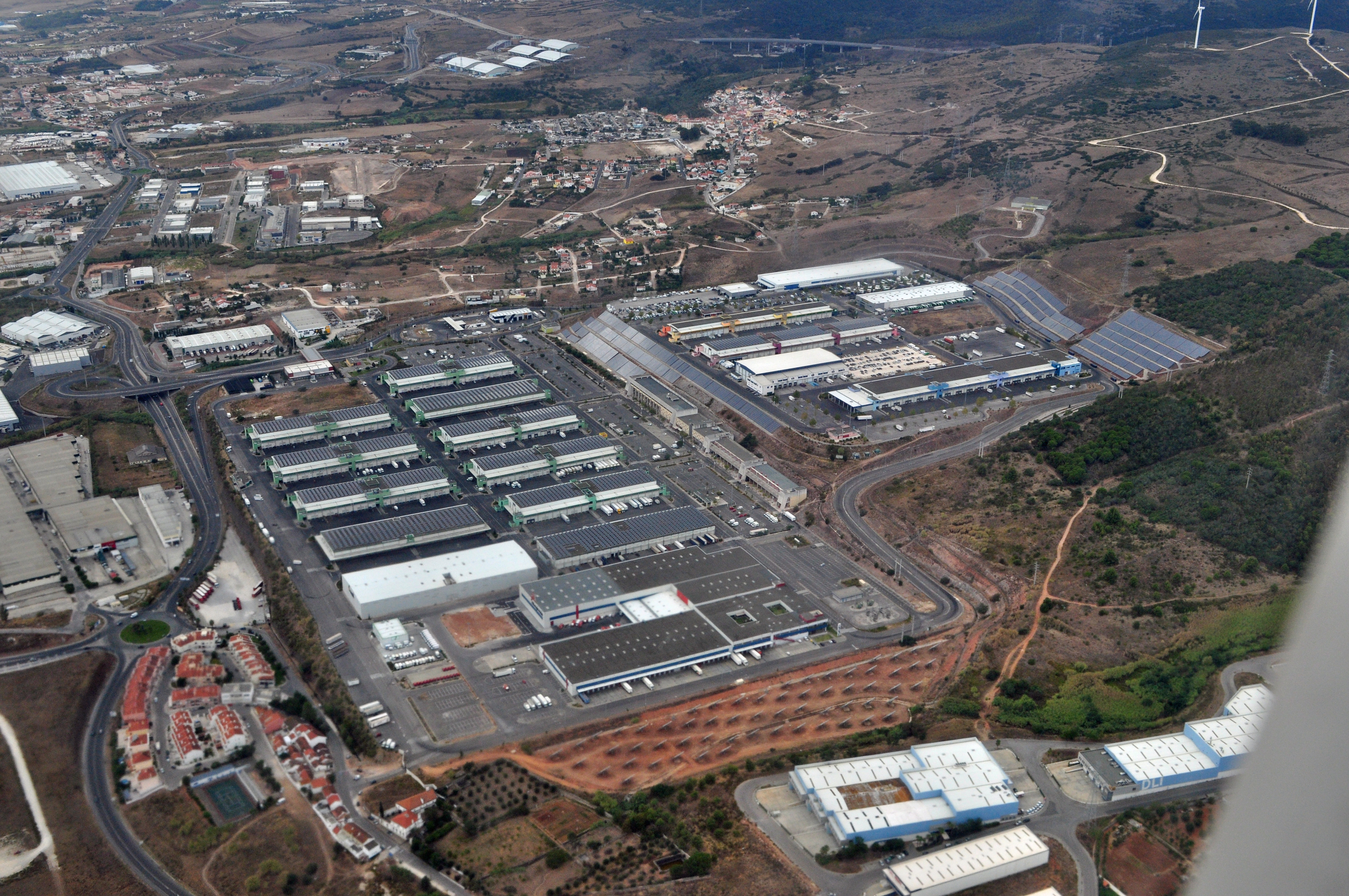
Vista aérea do Mercado Abastecedor da Região de Lisboa (MARL), em São Julião do Tojal, Loures.

A organização espacial destas sociedades revela uma mudança na sua estrutura. Se anteriormente o território metropolitano se hierarquizava em relação a um centro terciário interno à capital com eixos radiais periféricos e industrializados, agora esta organização é mais complexa e polinucleada, com aglomerações geograficamente descontínuas de empresas de serviços, que se foram expandindo recentemente para as zonas a oeste e exteriores à cidade, em boa medida estimuladas por uma oferta imobiliária inovadora, adequada e atrativa. Com efeito, esta mudança não é apenas geográfica, mas revela a transformação na estrutura do emprego, das empresas e da produção metropolitanas que se foi dando nas décadas de 80 e 90 do século XX. Foi então que se iniciou a desindustrialização dos setores da indústria pesada e tradicional a favor dos serviços e da logística. Assim, atividades industriais e de logística, de serviços pessoais e de apoio às empresas e as grandes superfícies de comércio passaram a localizar-se em concelhos periféricos à capital, marcando a organização do território metropolitano desde 1980 até meados da década de 2000. Seria também a nova oferta imobiliária, e consequente crescimento demográfico, a responsável pelo surgimento de empregos locais relacionados com a prestação de serviços sociais (educação, saúde ou banca) que potenciariam este fenómeno de reestruturação do emprego e das empresas. Na área metropolitana, destacam-se cinco tipos de atividades que geram mais de 60% do emprego não público da região: os serviços às empresas, comércio retalhista, comércio grossista, alojamento e restauração, e construção.
As sociedades anónimas compreendem uma parte importante da quantidade de emprego existente, significativamente superior na área metropolitana ao resto do país. Como nota de relevo, destaque-se a localização destas sociedades, sediadas no interior da cidade de Lisboa, o que confirma o papel simbólico da área central do espaço metropolitana para as empresas com maior grau de sofisticação. Em 2004, as empresas que requeriam «serviços intensivos em conhecimento» representavam 33,02% do emprego da AML (versus os 21,30% do continente) e os «serviços intensivos em conhecimento e em alta tecnologia» constituíam 3,62% do emprego (1,89% no continente). Também concentrava 36,60% do emprego nacional em indústrias de alta tecnologia e 28,24% do emprego nas unidades «industriais de média-alta tecnologia». A crise económica de 2008 levou a uma redução do número de pessoas ao serviço e de estabelecimentos, que sofreu uma leve recuperação a partir de 2012. Contudo, a área metropolitana manteve o seu nível de importância em termos de emprego, concentrando 30% dos empregados em atividade no país.

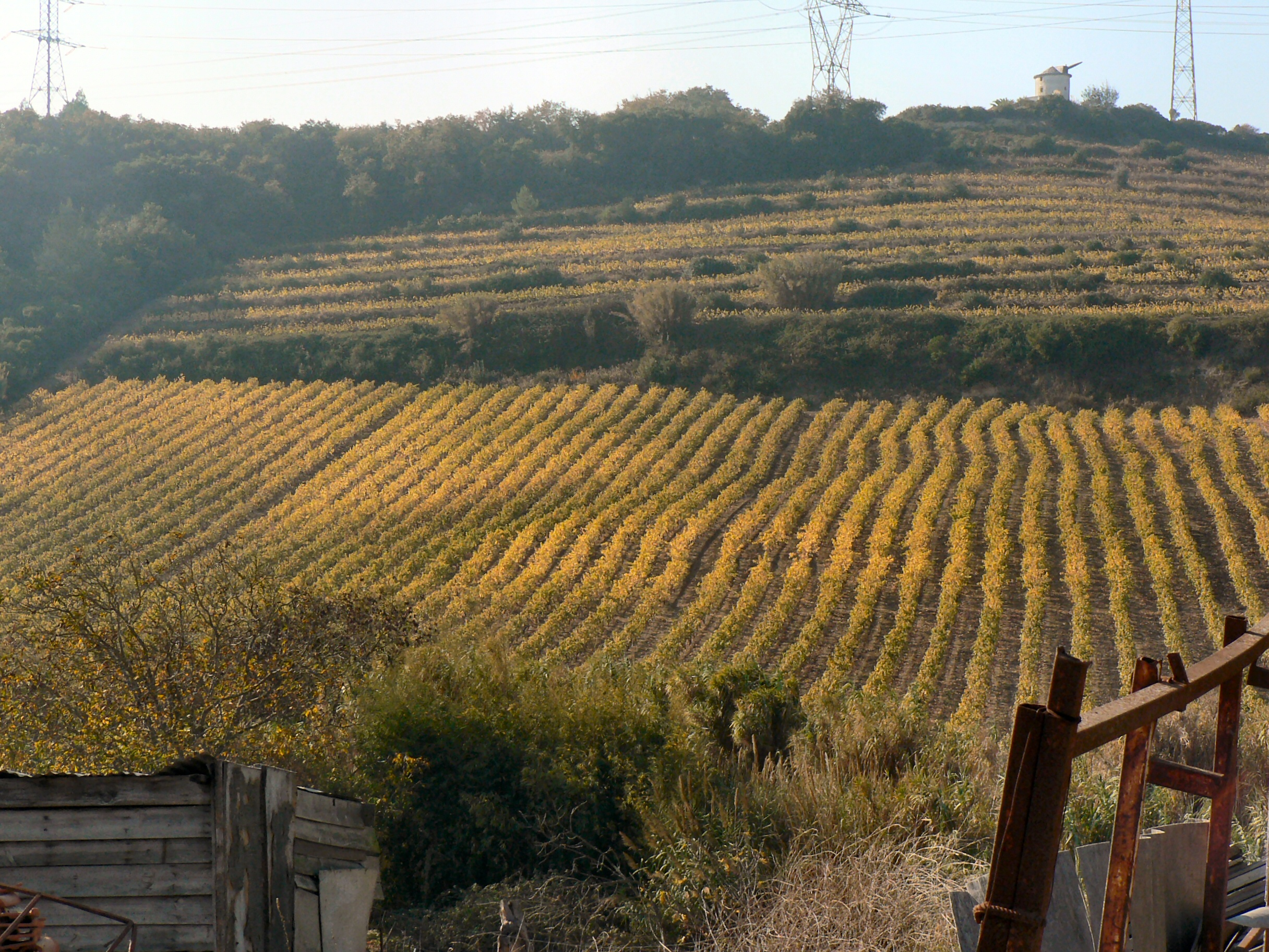
Vinha em Bucelas, Loures.

A atividade agrícola detém maior presença no interior da área metropolitana, mas tem vindo a recuar a favor dos espaços urbanizados. Este setor de atividade apresenta indicadores que a destacam do contexto nacional e que se devem à proximidade de um grande mercado consumidor. Tal reflete-se na modernização, especialização e empresarialização das explorações agrícolas (especialmente em Oeiras, Montijo e Alcochete), com uma maior percentagem de explorações agrícolas com contabilidade organizada ou com tratores, ou o peso do emprego não familiar no total do emprego permanente. A especialização da agricultura é favorecida pelas boas condições de acesso aos mercados, e assente em vários perfis: horticultura intensiva (Sintra e Loures), floricultura e plantas ornamentais (Montijo e Alcochete), citrinos (Sesimbra e Loures), frutos secos (Mafra e, secundariamente, Barreiro e Sesimbra) e, embora de forma menos marcada, vinha (Palmela).
Desde a década de 1990 do século XX, a Área Metropolitana de Lisboa acentuou a sua posição enquanto polo nacional de horticultura intensiva e da vinha, enquanto concentra também uma parte importante da produção de floricultura e plantas ornamentais. As sociedades agrícolas (o segmento empresarial da agricultura, que compõem 3,2% do setor na área metropolitana), dividem-se em explorações de grande dimensão (dezenas de hectares) e mão-de-obra reduzida (sobretudo em Sesimbra e Vila Franca de Xira) e em explorações menores a 10 hectares e com recurso significativo a pessoal (em Sintra, Alcochete ou Moita).

## Uso e ordenamento do território

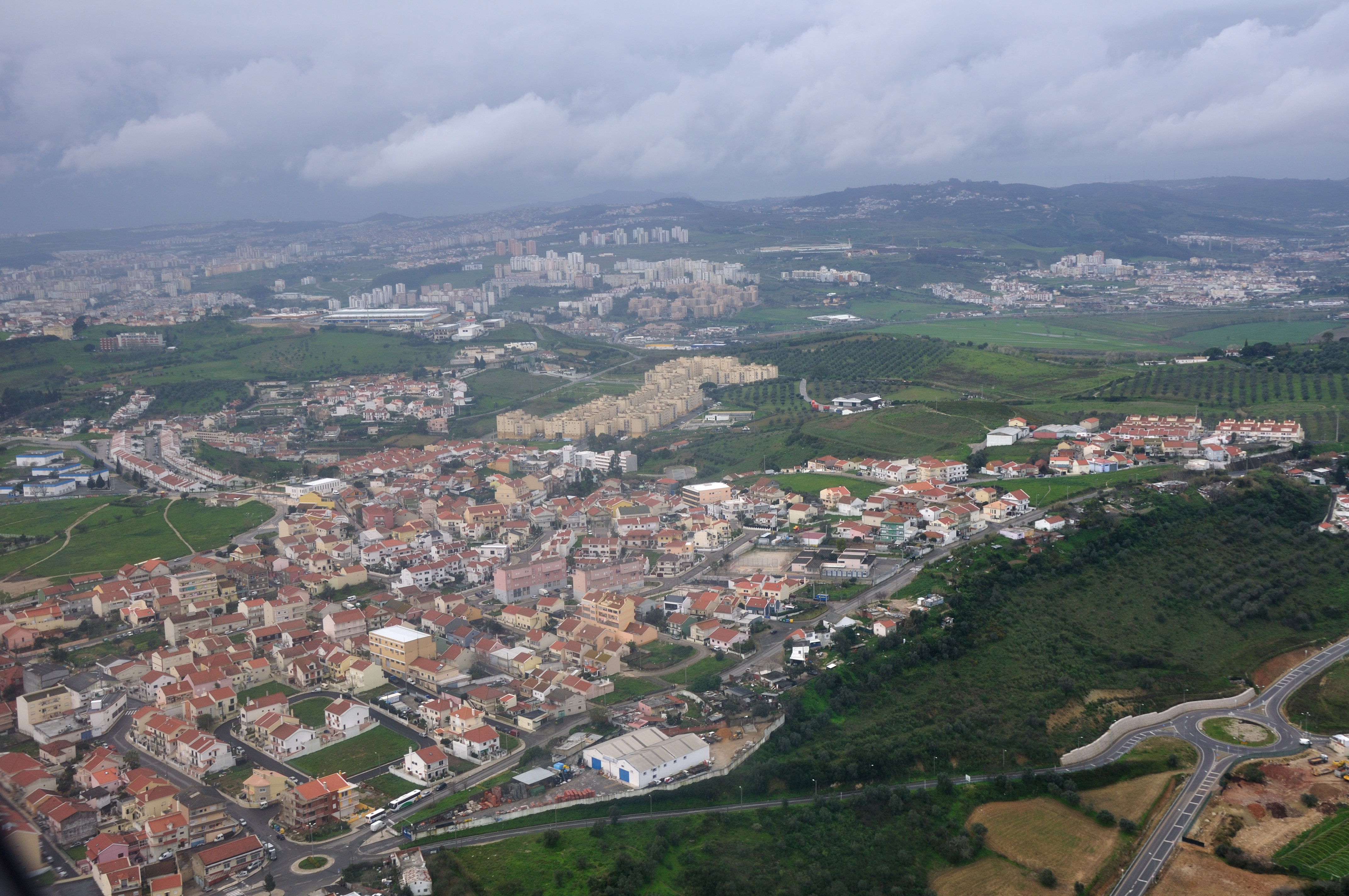
Catujal, no concelho de Loures, é um exemplo dos contrastes existentes na Área Metropolitana de Lisboa.

O espaço da Área Metropolitana de Lisboa apresenta-se atualmente de forma muito pouco estruturada e pautada pela diversidade, descontinuidade e heterogeneidade da sua paisagem e dos seus tipos de solo. A segunda metade do século XX deu início a um período determinante na sua definição, no qual as mudanças ocorridas se deveram à ineficácia dos instrumentos de planeamento e gestão do território, descoordenação entre vários níveis da administração pública e o desfase das instituições em relação às novas realidades económicas, sociais e territoriais que foram surgindo neste período.

### O desenvolvimento territorial da área metropolitana

#### A primeira vaga de suburbanização
Na década de 1910, as localidades com mais de 2500 habitantes situadas ao redor de Lisboa consistiam sobretudo das sedes de concelhos e, no caso da margem esquerda do Tejo, aquelas que se haviam desenvolvido enquanto locais de vilegiatura (Amadora, Sintra e Cascais). Também o eixo de Vila Franca de Xira vira a sua indústria potenciada pelas acessibilidades simultaneamente marítimas e ferroviárias. Na Margem Sul, as populações ribeirinhas do arco do Tejo (entre Almada e Alcochete), pela sua ligação fluvial direta à capital, também viram a sua população crescer. Por último, as localidades de Benavente, Palmela, Sesimbra e Setúbal eram também importantes núcleos de população. Em todos estes casos (com a exceção da cidade de Almada) o desenvolvimento era relativamente independente da cidade de Lisboa, guiado pela instalação de indústrias e pela consequente criação de emprego.
A metropolização da cidade de Lisboa começa na década de 1920. Por então, os concelhos de Oeiras, Cascais e, em menor medida, Sintra, registam já um elevado crescimento demográfico (de 58,7% e 27,6%). É também a primeira vez que a capital regista taxas de crescimento demográfico inferiores às da sua periferia. Esta suburbanização deve-se sobretudo ao desenvolvimento dos transportes coletivos, estimulando o crescimento das localidades situadas na periferia imediata de Lisboa que, sem ser servidas pelo transporte ferroviário, passam a beneficiar da expansão da rede de transportes da capital. É também feito um esforço por promover o Estoril enquanto estância marítima, climática, termal e desportiva, dando início à litoralização e expansão urbanística da zona da Costa do Estoril.
A década de 1930 detém relevância por ser a partir de então que se criam as condições políticas para o desenvolvimento do urbanismo em Portugal. É com Duarte Pacheco que surgem os Planos Gerais de Urbanização e Expansão (em 1934), visando dotar os concelhos, os aglomerados de mais de 2500 habitantes e as zonas de interesse turístico (entre outras) de um plano regulamentar de zoneamento urbano que defina as áreas edificadas e a urbanizar.
Já pela década de 1940, a Linha de Cascais assume um papel importante no desenvolvimento das práticas turísticas e balneares e converte-se, assim, no eixo segundo o qual se estruturam os lugares que ultrapassam 2 500 habitantes. É também por esta altura que entra em vigor o primeiro plano de urbanização, o Plano de Urbanização da Costa do Sol (regendo a ocupação das zonas entre Algés e Cascais), que viria a manter-se em vigor até à entrada dos Planos Diretores Municipais de Cascais e Oeiras, na década de 1990. O seu principal objetivo era o de conter a urbanização de uma região com fortes recursos turísticos, tradicionalmente a residência de uma burguesia abastada. Simultaneamente, na Linha de Sintra, apenas Queluz supera a barreira dos 2 500 habitantes e, no eixo de Vila Franca, o mesmo acontece apenas em Moscavide. Na Margem Sul, a Moita supera também essa barreira.

#### A segunda vaga de suburbanização
A segunda fase de expansão da malha urbana em torno da capital teve início após a Segunda Guerra Mundial, sobretudo a partir da década de 1950, fruto de vários fatores: a industrialização, o empobrecimento da atividade agrícola e às migrações e imigração da população.
Em 1944, o uso do autocarro populariza-se por Lisboa, e facilita o desenvolvimento de uma série de localidades na periferia imediata de Lisboa ao mesmo tempo que consolida os eixos já traçados pelos tranvias e origina um novo eixo de aglomerados em direção a Loures. Na Margem Sul, as sinergias entre os transportes rodoviários e fluviais estimulam também o surgimento de novos povoados no concelho de Almada, ao mesmo tempo que o Barreiro se afirma enquanto polo industrial, o que acaba por originar também uma extensa área de habitações clandestinas no concelho vizinho da Moita (Baixa da Banheira). Este movimento pressagia a tendência verificada nas décadas posteriores, sendo que os municípios da Margem Sul começavam a acolher os trabalhadores agrícolas vindos do Alentejo em busca de trabalho nos caminhos de ferro, nas fábricas e na construção. Deste modo, na essência da expansão da cidade de Lisboa e dos seus subúrbios encontrava-se o desenvolvimento do sistemas de transportes e da crescente vocação para comércio e serviços dos bairros centrais de Lisboa, cada vez menos de pendor residencial. Juntamente com a especulação imobiliária, os preços de venda dos apartamentos na cidade obrigaram a maioria da população a alojar-se na sua periferia. Também a procura de melhores condições de vida por parte dos habitantes dos bairros mais velhos para outros onde as condições de vida fossem melhores contribuiu para este fenómeno.
Na década de 1950, Portugal aposta em políticas de gestão do território que visam combater o atraso económico e social face à Europa e as assimetrias regionais entre litoral e interior. Surgem os Planos de Fomento, que focando-se em diversas áreas e vigorando por cinco anos, procuram resolver problemas nas áreas da agricultura, energia, indústria, emprego, comunicações ou educação.

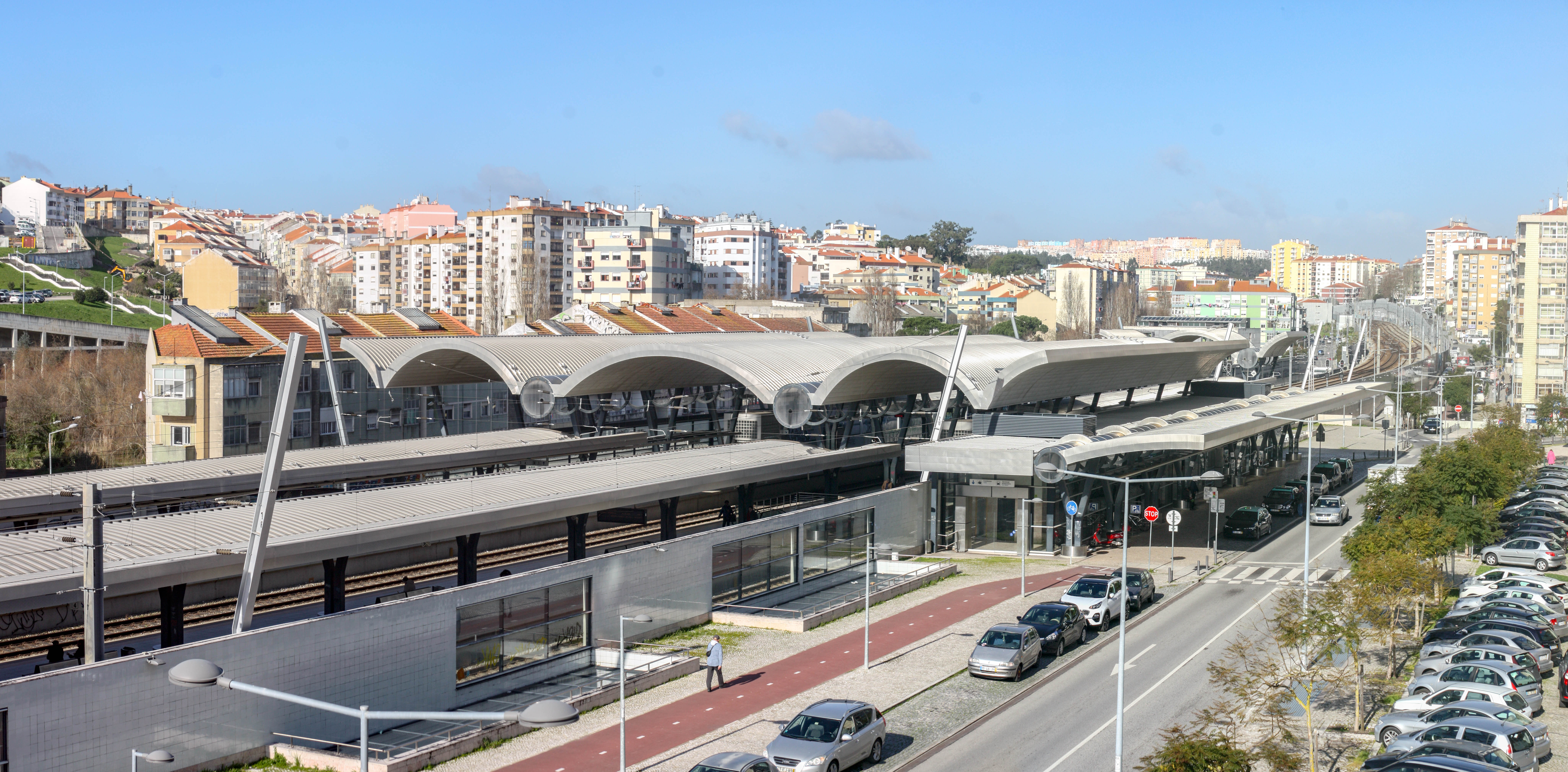
Agualva e Cacém formam hoje uma única cidade, sendo aqui possível ver o desenvolvimento urbano em torno da Linha de Sintra, que entronca aqui com a Linha do Oeste. No horizonte, a Rinchoa e Rio de Mouro Novo.

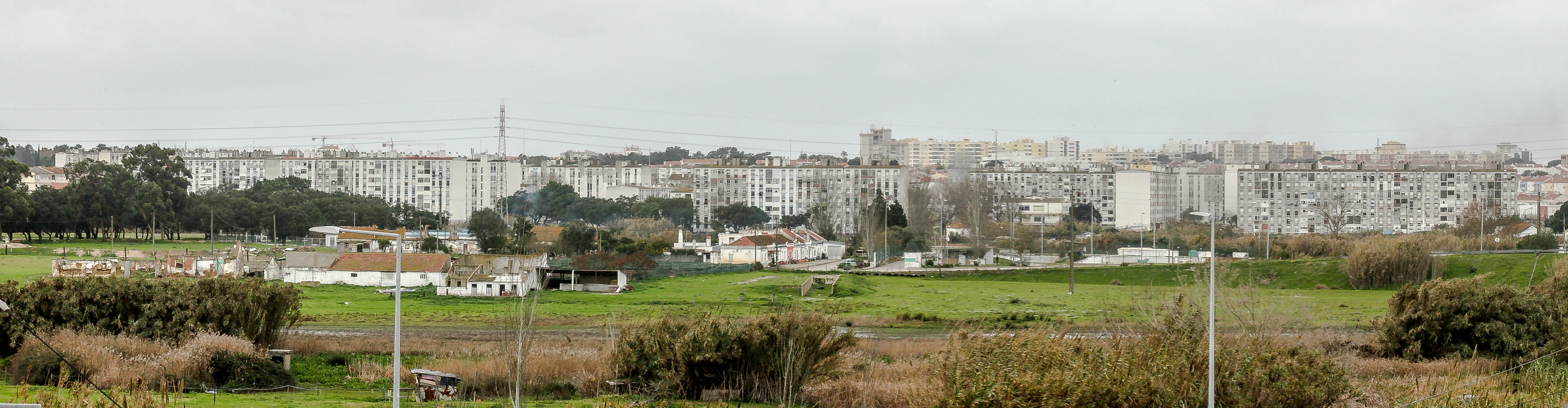
Vale da Amoreira, Moita.

Já mais tarde, na década de 1960, a área metropolitana afirma-se enquanto uma entidade territorial alargada, socialmente diversificada, e funcionalmente dependente da cidade de Lisboa. É nesta altura que se dá um crescimento rápido e extenso do tecido urbano, que ignora quaisquer considerações pelas necessidades reais de crescimento demográfico e pelo planeamento e pela gestão do território. Como motivadores desta transformação, encontravam-se dinâmicas fundiárias e imobiliárias marcadas pela especulação e dinâmicas políticas e sociais desfasadas da realidade do território, com contradições entre interesses coletivos e privados, conflitos entre promotores urbanísticos, utentes e administração pública; e equívocos quanto aos objetivos e às capacidades de gerir as mudanças e construir uma região metropolitana equilibrada e sustentada.
A pressão imposta pela chegada de imigrantes do resto do país em busca de melhores condições de vida agrava a escassez de alojamentos para as classes mais baixas da sociedade, com salários que eram impeditivos da entrada destas famílias no mercado imobiliário e um sistema de habitação social desadequado às necessidades reais da população. Assim, assiste-se ao início do desenvolvimento de construções e lotes que desembocam em bairros clandestinos. A margem norte fora, num primeiro momento, a mais afetada por este fenómeno, mas este rapidamente se alastra à Margem Sul, onde a partir de 1966 (com a inauguração da Ponte 25 de Abril), os loteamentos ilegais se multiplicam com voracidade (sendo que entre 1970 e 1981, o concelho do Seixal regista o maior aumento populacional de todo o país — 145,8%). Esta situação continua pela década de 1970 e é ainda reforçada e complicada pelo fenómeno dos retornados, que vêm agudizar a crise já sentida na questão dos alojamentos. Também a crise económica verificada nesse momento contribuirá para tal. A construção ilegal passa também agora a servir a pequena e média burguesia, que constrói a sua residência secundária nas zonas do litoral de tal modo que em 1980, o número de fogos ilegais na Área Metropolitana de Lisboa atingia já os 100 000.
O II Plano de Fomento (1959–1964) foi o primeiro a contemplar a criação de planos regionais. A elaboração do Plano Diretor da Região de Lisboa é iniciada em 1961 pelo Ministério das Obras Públicas e concluída em 1964. São projetadas pela primeira vez um conjunto de infraestruturas de grande calado, que têm como objetivo a estruturação da região através de princípios de desenvolvimento urbano e zoneamento funcional. Os planos incluem um aeroporto internacional em Rio Frio, a ampliação do Porto de Lisboa e a construção de várias vias radiais e circulares rodoviárias (as atuais autoestradas e vias rápidas de circunvalação e acesso a Lisboa). Tinha entre os seus objetivos diminuir a dependência dos lugares periféricos face à capital definindo vários núcleos urbanos de importância, apostando por um modelo de crescimento radial e policêntrico sustentado pelos principais eixos de transporte. Porém, a sua conceção ignora as dinâmicas territoriais que levavam ao fenómeno de periurbanização em muitas zonas da região. Surgem também erros na gestão dos espaços rurais (é apenas com a revisão do plano, em 1973/74, que se reconhecem os solos de interesse agrícola como áreas a proteger e valorizar).
Apesar de receber pareceres positivos, o plano não foi aprovado pelo Governo, que se foca na gestão do território das cidades de Lisboa e Porto (as que concentravam os maiores problemas sociais, políticos e demográficos). Em todos os outros municípios, tal impede o desenvolvimento de planos urbanísticos pelas autarquias. A falta de experiência, conciliada com a escassez de fundos e a limitação das políticas de expropriação, acabam por tornar difícil a execução dos planos e anteplanos de urbanização propostos por estes órgãos, a braços com uma enorme pressão urbanística. A expansão urbana torna-se difícil de controlar, e surgem as várias cidades-dormitório que rodeiam Lisboa na atualidade, ocupando espaços que eram antes agrícolas e florestais.
A pressão imposta pela população para o acesso à habitação leva à criação do Serviço de Ajuda Ambulante Local, que em concorrência com as cooperativas e associações de residentes procede à escolha e elaboração de projetos para futuros bairros. Dos 52 planos deste tipo iniciados no Distrito de Lisboa, a maioria acabou por não ser concretizada. A falta de uma verdadeira política de loteamentos não reconhece aos privados o direito a urbanizar. Os concelhos, sem um contexto legal que permita enquadrar as iniciativas privadas, vêem-se condicionados e não respondem de forma eficaz à pressão urbanística e à proliferação dos loteamentos clandestinos (como a criação de novas urbanizações).
Uma série de mudanças na regulamentação levam a que, em 1965, os promotores privados passem a controlar a construção de loteamentos urbanos. Orientados pela máxima rentabilização do espaço, vão privilegiar os edifícios de alta densidade, assente numa rede viária precária e na falta de equipamentos públicos que servissem as novas populações. Juntamente com o excesso de burocracia, a falta de oferta em solos públicos e a subestimação dos poderes do setor privado, surgem graves desequilíbrios no mercado imobiliário e dá-se início ao fenómeno de desestruturação das áreas urbanas.

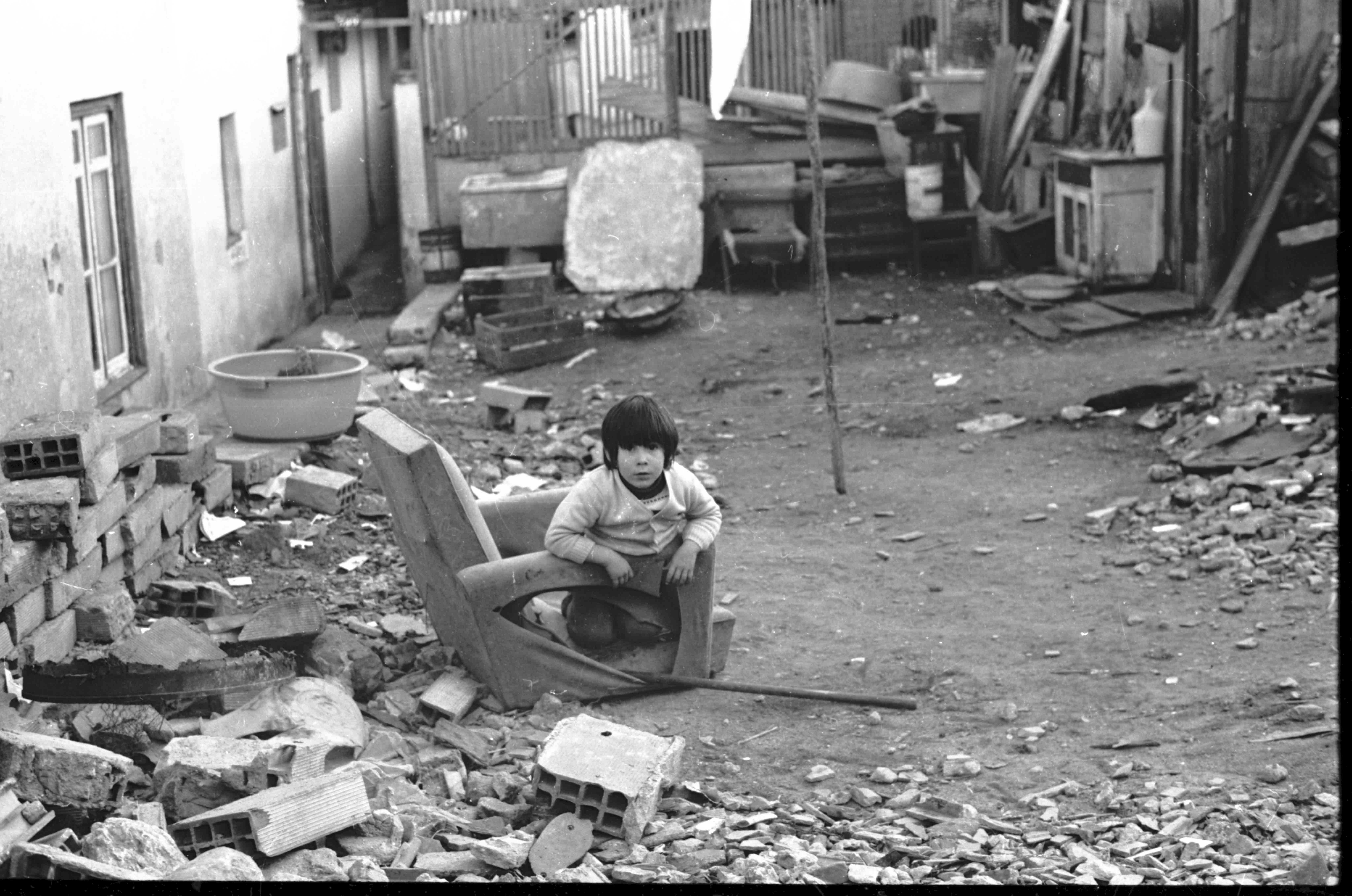
Um bairro de barracas em Lisboa, na década de 1970.

Na década de 1970, o Estado vai garantido progressivamente mais poderes aos concelhos, e introduz os Planos de Pormenor e os Planos Parciais de Urbanização. No entanto, acabam por ser pouco utilizados devido aos constrangimentos económicos das autarquias, e não contribuem para a contenção dos fenómenos de suburbanização e periurbanização.
É apenas com a chegada da Terceira República Portuguesa que o ordenamento do território ganha importância, pela necessidade das autarquias de planear e gerir as áreas municipais e colmatar a carência de habitação condigna, de infraestruturas, de equipamentos coletivos ou de transportes das suas populações. Existia também pressão para que se consolidasse o direito de propriedade, através da legalização e da integração urbanística dos bairros clandestinos. É a partir daqui que surge um novo instrumento de planeamento do território, os Planos Diretores Municipais (PDM), mas estes apenas se tornam obrigatórios a partir de 1990. Assim, e na ausência de planos de índole regional, estes planos foram os únicos a orientar os processos urbanísticos, mas pelo seu caráter local contribuíram para a fragmentação do espaço metropolitano. Apenas com os apoios comunitários foi possível a realização de projetos supramunicipais como a Expo'98 ou de outras infraestruturas vertebrantes da região metropolitana, que permitissem a articulação e estruturação dos vários municípios.
Por esta altura, a primeira coroa da periferia de Lisboa atingia já a saturação demográfica, não havendo outra alternativa senão a deslocação da população para zonas progressivamente mais longínquas, tanto numa como noutra margem do Tejo. Este crescimento segue as mesmas bases com as quais fora iniciado: na margem norte, segue os eixos de transporte mais importantes (Linha de Cascais, Sintra e Norte e o eixo de Loures) enquanto que a margem sul, ainda bastante dependente do transporte fluvial, se vai desenvolvendo em coroas sucessivas a partir dos locais com ligação a Lisboa. Também é possível por esta altura perceber uma segregação social do espaço metropolitano, sendo que o nível de vida é mais elevado a oeste que a leste e no centro em relação à periferia.

### Uso do solo
A evolução de todo o espaço metropolitano até aos dias de hoje revela uma repartição muito desigual dentre as várias classes de uso do solo, e de uma grande assimetria entre as duas margens. As áreas agrícolas e florestais são aquelas que mais caracterizam o território da área metropolitana, e representam cerca de 43% e 27% do uso do solo, respetivamente. A primeira, especialmente, foi aquela que mais caracterizou o espaço metropolitano. Seguem-se as áreas edificadas, representando cerca de 22% do território (15% em 1990), sendo a única tipologia que tem verificado um crescimento. Na margem norte, as áreas edificadas apresentam um peso relativo superior (cerca de 18%) ao registado pelo conjunto de concelhos da margem sul, bem como um maior valor percentual de áreas agrícolas (cerca de 53% em contraste com os 44% no sul). No entanto, as áreas florestais dominam a Península de Setúbal, conformando 47% da sua geografia.
Tendo em conta as diferentes percentagens de uso do solo nos diversos concelhos, é possível agrupá-los em várias categorias consoante uma distribuição semelhante das diferentes áreas de uso dos solos:
- Lisboa, centrando em si a metrópole e mostrando uma estrutura única na área metropolitana, já que 80% da sua área se encontra edificada;
- Uma «periferia de franja urbana fragmentada», com três agrupações semelhantes. Nela predominam as áreas edificadas (30% a 50%) e florestais (37% a 65%)
  - Sintra, Loures e Barreiro, onde predominam as áreas agrícolas mas com um grande peso das áreas edificadas;
  - Odivelas, Oeiras e Amadora, de predomínio urbano;
  - Seixal, Almada e Cascais, sobretudo compostos por floresta mas com a presença de áreas urbanas destacáveis.
- Uma «periferia florestal», integrada pelos municípios de Alcochete, Sesimbra e Setúbal, marcadas por áreas florestais (31% a 68%) e agrícolas (20% a 42%);
- Uma «periferia agrícola», composta pelos concelhos de Mafra, Moita, Vila Franca de Xira, Palmela e Montijo. Estes dois últimos encontram-se já numa fase de transição para o Alentejo, com valores significativos de áreas florestais.

No que respeita às áreas edificadas, denotam-se áreas de elevada densidade concentradas nalguns eixos (Amadora–Sintra, Odivelas–Loures, Almada–Laranjeiro–Fogueteiro) e cidades (Seixal, Moita, Barreiro e Setúbal).
| município           | número de habitantes | número de habitantes | Δ      |
| município           | 2021                 | 2011                 | Δ      |
| ------------------- | -------------------- | -------------------- | ------ |
| Alcochete           | 019 148              | 017 569              | 0+9,0% |
| Almada              | 177 400              | 174 030              | 0+1,9% |
| Amadora             | 171 719              | 175 136              | 0−2,0% |
| Barreiro            | 078 362              | 078 764              | 0−0,5% |
| Cascais             | 214 134              | 206 479              | 0+3,7% |
| Lisboa              | 544 851              | 552 700              | 0−1,4% |
| Loures              | 201 646              | 199 494              | 0+1,1% |
| Mafra               | 086 523              | 076 685              | +12,8% |
| Moita               | 066 326              | 066 029              | 0+0,4% |
| Montijo             | 055 732              | 051 222              | 0+8,8% |
| Odivelas            | 148 156              | 145 142              | 0+2,1% |
| Oeiras              | 171 802              | 172 120              | 0−0,2% |
| Palmela             | 068 879              | 062 831              | 0+9,6% |
| Seixal              | 166 693              | 158 269              | 0+5,3% |
| Sesimbra            | 052 465              | 049 500              | 0+6,0% |
| Setúbal             | 123 684              | 121 185              | 0+2,1% |
| Sintra              | 385 954              | 377 385              | 0+2.1% |
| Vila Franca de Xira | 137 659              | 136 886              | 0+0,6% |

## Demografia
Segundo o XVI Recenseamento Geral da População de Portugal (2021), a Área Metropolitana de Lisboa tinha um total de 2 870 208 habitantes, representando um crescimento de 1,7% em relação aos censos de 2011 e apresentando um ritmo superior ao do país. As variações mais importantes verificaram-se nos municípios de Mafra (+12,8%), Palmela (+9,6%), Alcochete (+9,0%), Montijo (+8,8%) e Sesimbra (+6,0%), enquanto que Oeiras (−0,2%), Barreiro (−0,5%), Lisboa (−1,4%) e Amadora (−2,0%) foram os que verificaram uma perda populacional.
| População residente (2021) | De 0 a 14 anos (2021) | De 15 a 24 anos (2021) | De 25 a 64 anos (2021) | De 65 ou mais anos (2021) |
| -------------------------- | --------------------- | ---------------------- | ---------------------- | ------------------------- |
| 2 870 208                  | 411 213               | 310 578                | 1 527 795              | 620 622                   |

O ritmo de crescimento da área metropolitana na primeira década do século XXI é fruto do abrandamento que vem tendo lugar há várias décadas, e acompanhando uma estabilização de crescimento demográfico típica das grandes áreas metropolitanas europeias. Este contrasta com os valores muito elevados das décadas de 60 e 70 do século XX (+69,9% em 21 anos), devido ao êxodo rural e ao regresso da diáspora portuguesa residente nas antigas colónias. Assim, se em 1960 a população da Área Metropolitana de Lisboa representava apenas 1/6 do conjunto do país, hoje essa relação é de mais de 1/4. Este crescimento demográfico foi sustentado pelo saldo migratório positivo das últimas décadas em Portugal (que no conjunto da AML atingiu os 7,2%), enquanto que o crescimento natural se limitou aos 0,5%.

As áreas com mais peso demográfico, na margem norte, correspondem às áreas residenciais mais antigas da cidade de Lisboa e às áreas residenciais estruturadas ao longo dos eixos viários com origem em Lisboa. Na margem sul, estas ocorrem sobretudo na frente ribeirinha do Tejo. Entre 2001 e 2011, os maiores crescimentos populacionais registaram-se em zonas beneficiadas por uma melhoria da acessibilidade, caso das freguesias de Oeiras e Cascais (graças à A5), bem como as ligações às freguesias de Sintra; na ligação a Mafra (graças à A8); e a Ponte Vasco da Gama que tem particulares reflexos no desenvolvimento demográfico e habitacional do Montijo e de Alcochete. Motivado pela disponibilidade de habitação a menor custo, desenvolve-se ainda um crescimento nas freguesias de Sesimbra, Setúbal e Palmela. Para além destes fatores, outros três explicam as mudanças demográficas e socioeconómicas na área metropolitana: o envelhecimento populacional, a melhoria dos níveis educacionais e as transformações no edificado.

### Cidades da Área Metropolitana de Lisboa
Das 17 cidades presentes no território metropolitano, dez estão situadas na margem norte e as restantes sete na margem sul. Vila Franca de Xira é o concelho que possui mais cidades dentro do seu concelho (para além da própria sede, Alverca e Póvoa de Santa Iria). Apesar disto, várias povoações possuem os requisitos para a sua classificação como cidade (como é o caso de Sintra, Cascais e Oeiras), mas por diversos motivos escolheram manter o seu estatuto atual.
| cidade              | concelho            | pop.    | #  | mapa |
| ------------------- | ------------------- | ------- | -- | ---- |
| Lisboa              | Lisboa              | 513 064 | 1  |      |
| Amadora             | Amadora             | 175 136 | 2  |      |
| Almada              | Almada              | 108 615 | 4  |      |
| Setúbal             | Setúbal             | 091 000 | 3  |      |
| Agualva-Cacém       | Sintra              | 081 845 | 5  |      |
| Queluz              | Sintra              | 078 040 | 6  |      |
| Barreiro            | Barreiro            | 063 353 | 7  |      |
| Odivelas            | Odivelas            | 059 559 | 8  |      |
| Amora               | Seixal              | 048 629 | 9  |      |
| Montijo             | Montijo             | 036 159 | 10 |      |
| Seixal              | Seixal              | 031 600 | 11 |      |
| Alverca             | Vila Franca de Xira | 031 070 | 12 |      |
| Póvoa de Santa Iria | Vila Franca de Xira | 029 348 | 13 |      |
| Loures              | Loures              | 026 000 | 14 |      |
| Sacavém             | Loures              | 018 469 | 15 |      |
| Vila Franca de Xira | Vila Franca de Xira | 018 100 | 16 |      |
| Costa da Caparica   | Almada              | 013 418 | 17 |      |

### Vilas da Área Metropolitana de Lisboa
A Área Metropolitana de Lisboa possuía, em 2022, um total de 58 vilas, estando a maioria delas concentradas na AML Norte. Aqui, os concelhos que as possuem em maior número são Sintra e Oeiras, com nove. Amadora é o único município que não possui qualquer vila, e Lisboa e Loures são os únicos na área metropolitana a partilhar uma, a de Moscavide.[carece de fontes?]
Na AML Sul, as vilas repartem-se sobretudo pelo arco ribeirinho do Tejo. Montijo e Setúbal não possuem nenhuma vila no seu território, e Almada é o município com mais vilas dentro do seu perímetro (4).
Algueirão-Mem Martins, Rio de Mouro, Baixa da Banheira, Pinhal Novo e Quinta do Conde são vilas as que ultrapassam, em população, as sedes dos concelhos nos quais se inserem.
| vila                         | concelho            | pop.   |  |
| ---------------------------- | ------------------- | ------ |  |
| Alcochete                    | Alcochete           | 12 239 |  |
| Algés                        | Oeiras              | 22 273 |  |
| Algueirão-Mem Martins        | Sintra              | 66 250 |  |
| Alhandra                     | Vila Franca de Xira | 06 047 |  |
| Alhos Vedros                 | Moita               | 15 650 |  |
| Azueira                      | Mafra               | 03 164 |  |
| Baixa da Banheira            | Moita               | 21 085 |  |
| Belas                        | Sintra              | 26 089 |  |
| Bobadela                     | Loures              | 08 839 |  |
| Bucelas                      | Loures              | 04 663 |  |
| Camarate                     | Loures              | 19 789 |  |
| Caneças                      | Odivelas            | 12 324 |  |
| Carcavelos                   | Cascais             | 23 296 |  |
| Carnaxide                    | Oeiras              | 25 911 |  |
| Casal de Cambra              | Sintra              | 12 701 |  |
| Cascais                      | Cascais             | 35 409 |  |
| Castanheira do Ribatejo      | Vila Franca de Xira | 08 266 |  |
| Caxias                       | Oeiras              | 09 007 |  |
| Charneca da Caparica         | Almada              | 23 763 |  |
| Colares                      | Sintra              | 07 628 |  |
| Corroios                     | Seixal              | 47 661 |  |
| Cruz Quebrada – Dafundo      | Oeiras              | 06 393 |  |
| Ericeira                     | Mafra               | 10 260 |  |
| Forte da Casa                | Vila Franca de Xira | 11 056 |  |
| Lavradio                     | Barreiro            | 14 428 |  |
| Linda-a-Velha                | Oeiras              | 19 999 |  |
| Mafra                        | Mafra               | 17 986 |  |
| Malveira                     | Mafra               | 06 493 |  |
| Moita                        | Moita               | 17 653 |  |
| Monte da Caparica            | Almada              | 20 454 |  |
| Montelavar                   | Sintra              | 03 559 |  |
| Moscavide                    | Loures              | 14 266 |  |
| Oeiras                       | Oeiras              | 33 827 |  |
| Olival Basto                 | Odivelas            | 05 812 |  |
| Palmela                      | Palmela             | 17 455 |  |
| Parede                       | Cascais             | 21 660 |  |
| Paço de Arcos                | Oeiras              | 15 315 |  |
| Pero Pinheiro                | Sintra              | 04 246 |  |
| Pinhal Novo                  | Palmela             | 30 500 |  |
| Pontinha                     | Odivelas            | 23 041 |  |
| Porto Salvo                  | Oeiras              | 15 157 |  |
| Prior Velho                  | Loures              | 07 136 |  |
| Póvoa de Santo Adrião        | Odivelas            | 13 061 |  |
| Queijas                      | Oeiras              | 10 377 |  |
| Quinta do Conde              | Sesimbra            | 25 606 |  |
| Ramada                       | Odivelas            | 19 657 |  |
| Rio de Mouro                 | Sintra              | 47 311 |  |
| Samouco                      | Alcochete           | 03 143 |  |
| Santa Iria de Azoia          | Loures              | 18 240 |  |
| Santo André                  | Barreiro            | 11 480 |  |
| Santo António dos Cavaleiros | Loures              | 25 881 |  |
| Sesimbra                     | Sesimbra            | 04 841 |  |
| Sintra                       | Sintra              | 29 591 |  |
| Sobralinho                   | Vila Franca de Xira | 05 050 |  |
| Sobreda                      | Almada              | 15 166 |  |
| São João da Talha            | Loures              | 17 252 |  |
| Terrugem                     | Sintra              | 05 113 |  |
| Trafaria                     | Almada              | 05 696 |  |
| Vialonga                     | Vila Franca de Xira | 21 033 |  |

## Divisão administrativa
Os municípios que compõem a atual Área Metropolitana de Lisboa são 18, que até 2013 estavam agrupados em duas sub-regiões: a Grande Lisboa e a Península de Setúbal. Até 2004, o município da Azambuja integrou também a Área Metropolitana de Lisboa, estando desde então inserido na Comunidade Intermunicipal da Lezíria do Tejo.

## Cultura
O domínio cultural é um dos que mais distingue a Área Metropolitana de Lisboa. Por ser a principal área metropolitana do país, a região é uma das mais dinâmicas em termos socioculturais, e concentra em si uma grande parte dos equipamentos e eventos culturais realizados no país, bem como a grande maioria das visitas a museus e entradas em espetáculos públicos. A raridade, dimensão e importância de certos equipamentos e eventos que têm lugar na área metropolitana significa que a sua relevância ultrapassa a escala local e regional, direcionando-se à população de todo o país. A sua demografia (onde mais cedo se constituiu uma classe média extensa, com níveis de qualificações escolares mais satisfatórios e de diversas origens), mas também a sua primazia geográfica afirmam-na como uma área de encontros culturais e cosmopolita, com as características necessárias para reunir uma oferta abundante e diversificada nas artes e na cultura.

### Museus
A rede de museus na área metropolitana foi sofrendo um aumento e diversificação desde finais do século XX, em simultâneo com a modernização destes equipamentos e dos seus usos (que passam a incluir áreas de comércio, restauração, lojas e jardins). Isto refletiu-se em novos espaços públicos para usufruto das populações, e potenciou o hábito de frequência destes espaços.
À rede de museus inicialmente composta por núcleos integrados nos palácios nacionais (Ajuda, Queluz, Sintra, Pena, Mafra) e pelos grandes museus do estado (Coches, da Marinha, de Arte Antiga, e o Museu da Fundação Calouste Gulbenkian) foram-se acrescentando diversos equipamentos resultantes de iniciativas estatais, autárquicas, privadas, de empresas e de parcerias público-privadas. Muitos dos museus existentes situam-se na capital, mas existem vários pela região que se debruçam por diversas temáticas. 

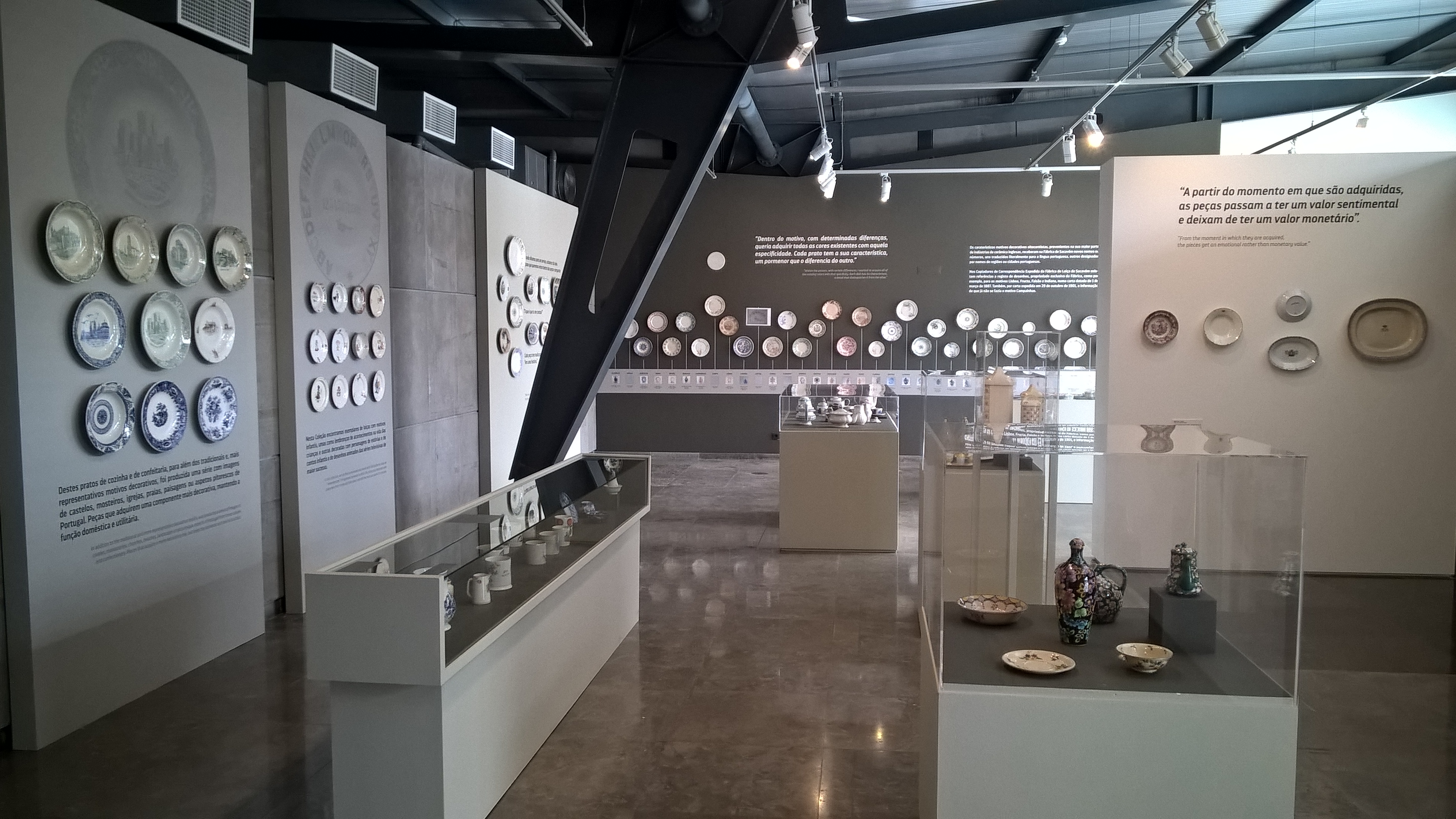
Interior do Museu de Cerâmica de Sacavém.

A nível municipal, Sintra concentra vários espaços museológicos — o Museu de História Natural de Sintra, os museus literários dedicados a Anjos Teixeira e Ferreira de Castro, o Museu Arqueológico de São Miguel de Odrinhas, Museu do Ar, NewsMuseum, e a Casa-Museu de Leal da Câmara. Fora deste concelho, e com foco no património industrial, são de referir o Museu Naval em Almada, o Museu do Trabalho Michel Giacometti (Setúbal), o Museu de Cerâmica de Sacavém e o Museu da Pólvora Negra (Barcarena). O Ecomuseu Municipal do Seixal apresenta diversas valências, com extensões e núcleos dedicados à indústria, ofícios, arqueologia e ambiente, entre outros. Existem museus dedicados ao mar e à oceanografia em Cascais (Museu do Mar Rei D. Carlos) e Dafundo (Aquário Vasco da Gama). Outras temáticas ligadas às artes são abordadas no Museu das Artes de Sintra (centrado na arte e cultura contemporâneas), na Casa da Cerca, em Almada, na Casa das Histórias Paula Rego, em Cascais, e no Museu da Música Portuguesa do Monte Estoril. Na Amadora, os espaços contemplam sobretudo temáticas ligadas ao património histórico, arquitetónico e arqueológico local, contando com um Museu Municipal de Arqueologia e núcleos na Necrópole de Carenque ou na Villa Romana da Quinta da Bolacha.

### Eventos

#### Festas e romarias
Existem numerosas festividades que ocorrem durante todo o ano na região. Os vários municípios celebram festas de grande dimensão, geralmente no verão. As mais destacadas são as Festas de Lisboa, que têm lugar durante o mês de junho e contam com arraiais espalhados por toda a capital, para além das marchas populares e dos casamentos de Santo António. Outras festas de relevo são as do Colete Encarnado de Vila Franca de Xira, as Festas do Mar de Cascais ou as Festas do Barrete Verde e das Salinas, em Alcochete.
Na época do entrudo, é de destacar a celebração do Carnaval de Loures, considerado o mais importante da região de Lisboa, do Carnaval de Sesimbra, bem como o cortejo carnavalesco da Malveira da Serra e Janes.
As procissões e romarias são também visíveis por vários pontos da região, celebradas por todo o território metropolitano. Uma das romarias mais expressivas é a Romaria a Cavalo entre a Moita e Viana do Alentejo, em honra de Nossa Senhora da Boa Viagem. É de destacar a tradição do Círio da Prata Grande, uma importante expressão religiosa praticada nos municípios de Sintra e Mafra.
Setembro é o mês da Festa das Vindimas em Palmela, que homenageia a vinha e o vinho, enquanto que Bucelas acolhe, um mês depois, a Festa do Vinho e das Vindimas, um dos maiores eventos culturais de cariz associativo da região saloia.

#### Música

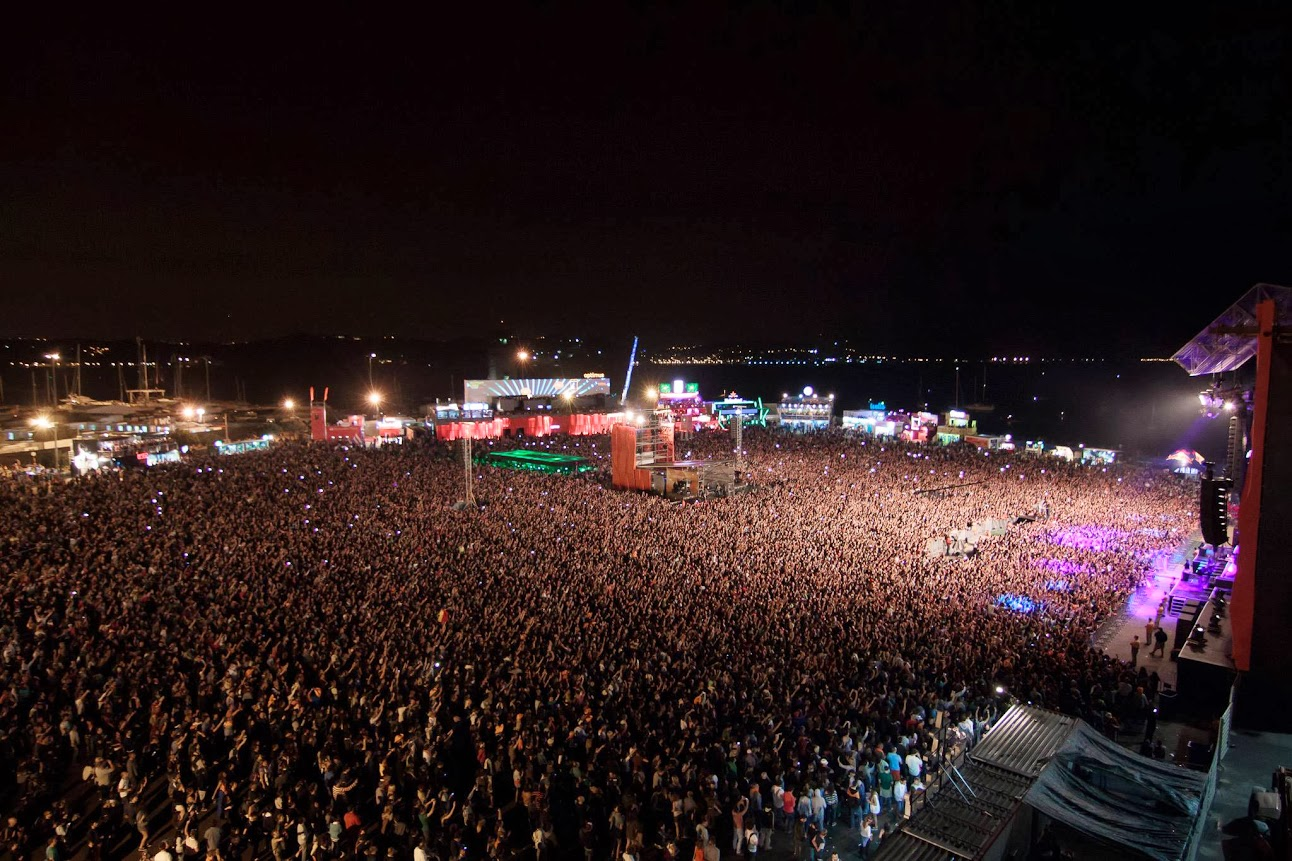
Festival Optimus Alive '13.

Os eventos musicais realizados por toda a área metropolitana abrangem diversos estilos musicais e sub-culturas a ele associadas. Destacam-se pela sua popularidade e magnitude os festivais NOS Alive (realizado em Algés, Oeiras), Rock in Rio (na Bela Vista, em Lisboa) e Super Bock Super Rock (organizado perto do Meco, Sesimbra), que reúnem sobretudo atuações de artistas de grande notoriedade a nível nacional e internacional.
O festival NOS Alive, focado sobretudo na música indie, rock e alternativa, organiza-se anualmente durante três dias em Algés (Oeiras). É um dos maiores e mais populares do país, tendo recebido diversos prémios. Possui reconhecimento também a nível internacional.
O Rock in Rio Lisboa é também um evento de grandes proporções organizado no Parque da Bela Vista, em Lisboa. Durante dois fins de semana, leva a palco os artistas mais populares a nível internacional, numa grande diversidade de géneros musicais.
O Super Bock Super Rock é um dos mais antigos festivais do país, tendo tido lugar em vários lugares na cidade de Lisboa e, mais recentemente, na Herdade do Cabeço da Flauta, em Sesimbra. Foca-se sobretudo no rock, mas integra também atuações pop, de música eletrónica, hip-hop, indie e alternativa.
Na Costa da Caparica, o festival O Sol da Caparica dá palco a vários artistas da lusofonia, numa mistura de estilos.
A música jazz encontra-se representada por vários festivais. O EDP Cooljazz, iniciado em 2004 e organizado anualmente (com a sua localização alternando entre Cascais e Oeiras), centra-se em atuações de jazz, funk, soul e outros géneros influenciados ou relacionados com estes estilos. O festival Outjazz realiza-se anualmente, de maio a setembro, com concertos ao ar livre por diversos pontos da cidade de Lisboa. No mês de agosto, decorre na Fundação Calouste Gulbenkian o festival Jazz em Agosto.
O hip-hop, reggae e a cultura do surf vêem-se representadas em dois festivais: Sumol Summer Fest, na Ericeira (Mafra); e MUSA Cascais, em Carcavelos. Atuações de rock e heavy metal podem ser vistas no Moita Metal Fest.
A música clássica ocidental pode ser ouvida no Festival Dias da Música, que tem lugar no mês de abril pela mão do Centro Cultural de Belém.
Também em Lisboa, o festival Lisb-ON Jardim Sonoro proporciona espetáculos de música eletrónica, espalhados por três dias no recinto do Parque Eduardo VII. No Estoril, o Centro de Congressos alberga o festival ID No Limits, dedicado à música eletrónica e urbana.

#### Cinema e audiovisual
Existem vários festivais dedicados a diferentes géneros e formatos cinematográficos. É o caso do Doclisboa, LEFFEST, IndieLisboa, MOTELX, QueerLisboa, FESTin, MONSTRA e do Festival Olhares do Mediterrâneo.

## Transportes e mobilidade

### Década de 2000
Na Área Metropolitana de Lisboa verifica-se, desde o início do século XXI, a expansão da rede viária em simultâneo com a dispersão urbana. Isto afetou os padrões de mobilidade das populações, e o aumento dos movimentos pendulares e das distâncias percorridas. Foram também formados novos pólos empresariais ou industriais na periferia e em detrimento da cidade, reduzindo a sua atratividade. No recenseamento geral da população de 2001, cerca de 1 milhão e 381 mil ativos empregados ou estudantes com 15 anos ou mais, utilizavam o espaço da Área Metropolitana de Lisboa (AML) nos seus movimentos entre o local de residência e o local de trabalho ou estudo. Entre 1991 e 2001 houve uma perda de importância dos movimentos intraconcelhios e um aumento dos movimentos interconcelhios e de entrada e saída na AML. Entre os movimentos interconcelhios da AML, Lisboa apresentava-se como o principal destino para a grande maioria dos municípios da AML. No conjunto de residentes na AML, mais de metade realizavam viagens intraconcelhias (54%), sendo que o peso destas viagens variava entre 36% na Amadora e 87% em Lisboa. Em 2001, os municípios limítrofes mais próximos eram os que maior dependência de Lisboa apresentavam (48% para Odivelas, 45% para a Amadora, 43% para Loures e 42% para Oeiras).
Entre 1991 e 2001 houve uma perda de importância dos movimentos intraconcelhios e um aumento dos movimentos interconcelhios e de entrada e saída na AML, resultado das transformações no ordenamento do território, cada vez mais urbanizados, e da construção e renovação de infra-estruturas de importância (sobretudo auto-estradas, mas também as redes viárias concelhias). Isto conduziu a uma maior utilização do transporte individual, que na década de 1991–2001 foi notória. Acompanhado deste, verificou-se, apenas no período entre 2008 e 2015, uma redução de 150 milhões de passageiros por ano nos sistemas públicos de transporte coletivo da AML. Por outro lado, foram feitos vários investimentos na melhoria das infraestruturas de transporte coletivo, dos quais não se viram reflexos significativos na sua utilização e desempenho.

### Década de 2010
Em 2017, a população móvel na área metropolitana totalizava 2,1 milhões de indivíduos (80,4% da sua população total). As deslocações pendulares quantificavam-se em 5,4 milhões, das quais 65,4% se desenvolveram dentro dos limites da AML. A maioria delas tiveram como motivo o trabalho (30,8%), seguidas das compras (19,8%), com um número médio de 2,60 deslocações/dia por pessoa móvel. Estas tardam, em média, 72,5 minutos por dia e apresentam uma distância média de 11 km.
Em 2014, um estudo revelou que cerca de metade dos habitantes da Grande Lisboa opta por não utilizar o transporte público, mostrando-se insatisfeitos com os padrões de serviço e/ou tendo uma percepção negativa destes. Em 2018, o Inquérito à Mobilidade revelou que o automóvel é o principal meio de transporte na Área Metropolitana de Lisboa (58,9%), com uma taxa média de ocupação de 1,56 pessoas. Seguem-se os modos suaves (deslocações a pé ou de bicicleta), com 23,5% e, apenas em último, os transportes públicos, com 15,8%. Dentro do cômputo dos transportes públicos, 8,8% das deslocações são feitas de autocarro e 6,3% através do transporte ferroviário. Os concelhos mais dependentes do automóvel foram Mafra (77,7% das deslocações), Cascais e Sesimbra (ambos com 70,4%) e ainda Palmela (69,7%).
Os gastos mensais incorridos pela maioria dos utilizadores de transportes públicos (69,9%) situa-se em 30 ou mais euros (dentro destes, 19,8% gastam entre 30 a 60 euros por mês; e 19,5% gastam mais de 60 euros por mês).
Os concelhos que mais contribuíram para as deslocações metropolitanas foram Lisboa (935 000 deslocações), Sintra (678 000), Cascais (407 000), Amadora (403 000) e Loures (395 000).
A partir de abril de 2019, foi remodelado o sistema tarifário da Área Metropolitana de Lisboa, abolindo-se o sistema de coroas e as 694 combinações distintas de passes oferecidas pelos diversos operadores de transporte. Em alternativa, são oferecidos os passes Navegante Municipal, válido apenas num município; e Navegante Metropolitano, válido para toda a área metropolitana.

### Ordenamento jurídico
A lei n.º 44/91, que estabeleceu as áreas metropolitanas em Portugal, define como uma das suas atribuições «assegurar a conveniente articulação de serviços de âmbito supramunicipal, nomeadamente nos sectores dos transportes coletivos, urbanos e suburbanos e das vias de comunicação de âmbito metropolitano». No entanto, seria apenas dezoito anos mais tarde que seria legislado o seu regime jurídico. A lei n.º 46/2008 alarga e concreta as suas atribuições, estando entre elas «participar em entidades públicas de âmbito metropolitano, designadamente no domínio dos transportes [...]». Para mais, no seu ponto segundo do artigo 4.º, ordena às áreas metropolitanas a articulação das atuações entre os municípios e os serviços da administração central em várias áreas, entre elas a mobilidade e os transportes.
No ano de 2006, as Autoridades Metropolitanas de Transportes haviam sido anunciadas, estando reservada uma verba de 680 mil euros para a sua posta em marcha, aos quais se acresciam o milhão de euros do Plano de Investimentos e Despesas de Desenvolvimento da Administração Central (PIDDAC). Porém, seria apenas em 2009 que a Assembleia da República estabeleceria as Autoridades Metropolitanas de Transportes (AMT). A lei da sua criação atribui-lhes várias competências em matéria de planeamento, coordenação e fiscalização, financiamento e tarifação e divulgação e desenvolvimento do transporte urbano.
Em 2015, o novo Regime Jurídico do Serviço Público de Transporte de Passageiros traslada as competências acima referidas para as próprias áreas metropolitanas, desta forma extinguindo as Autoridades Metropolitanas de Transportes. Aquando da sua extinção, a AML considerou que a AMTL não havia cumprido os seus objetivos e que não havia uma política clara de mobilidade para a área metropolitana. Em 2018 foi publicado o inquérito IMob, o primeiro em termos de mobilidade a nível das áreas metropolitanas e essencial para a elaboração dos seus planos de transporte.

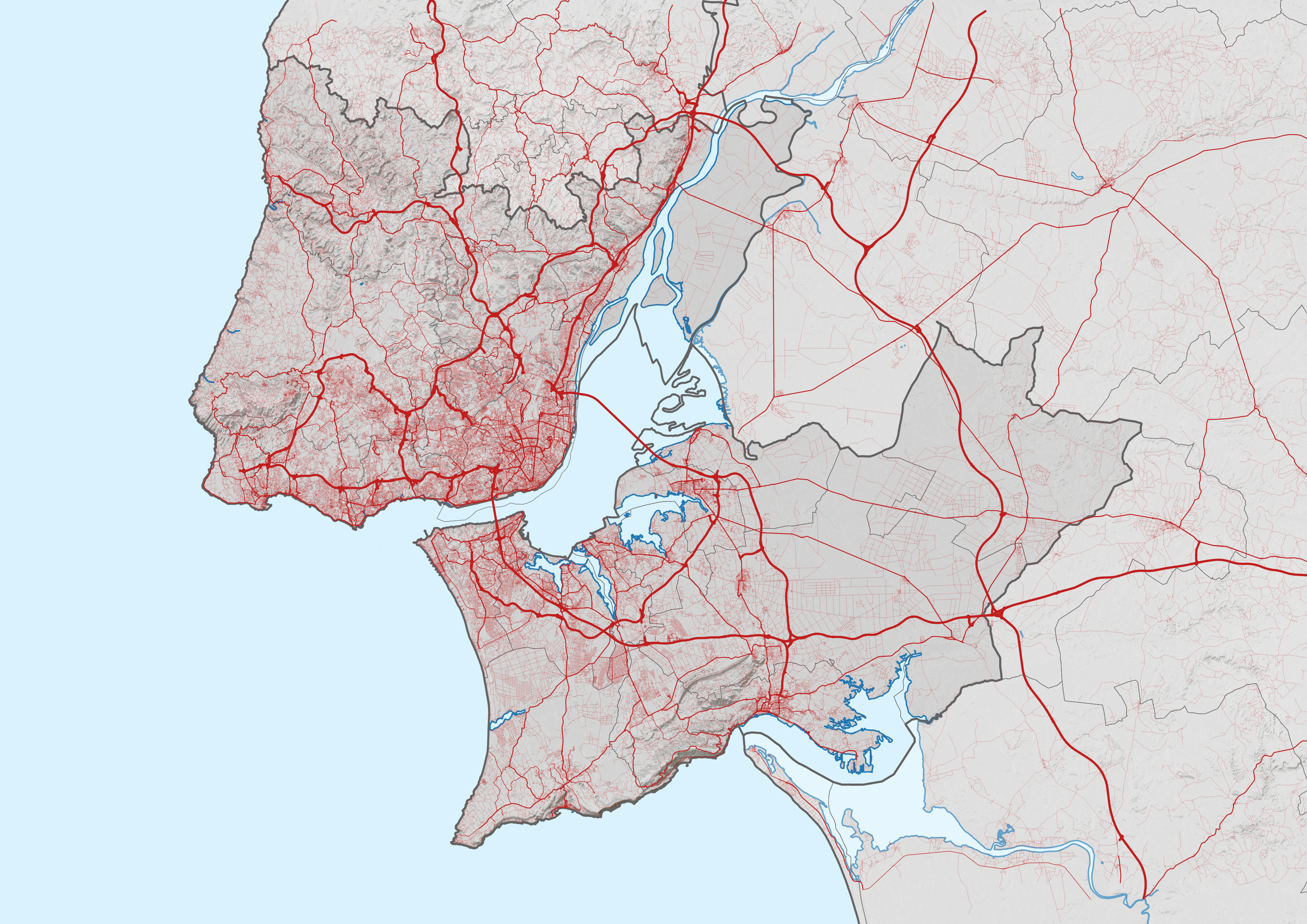
Mapa da rede viária da Área Metropolitana de Lisboa.

### Rodoviário

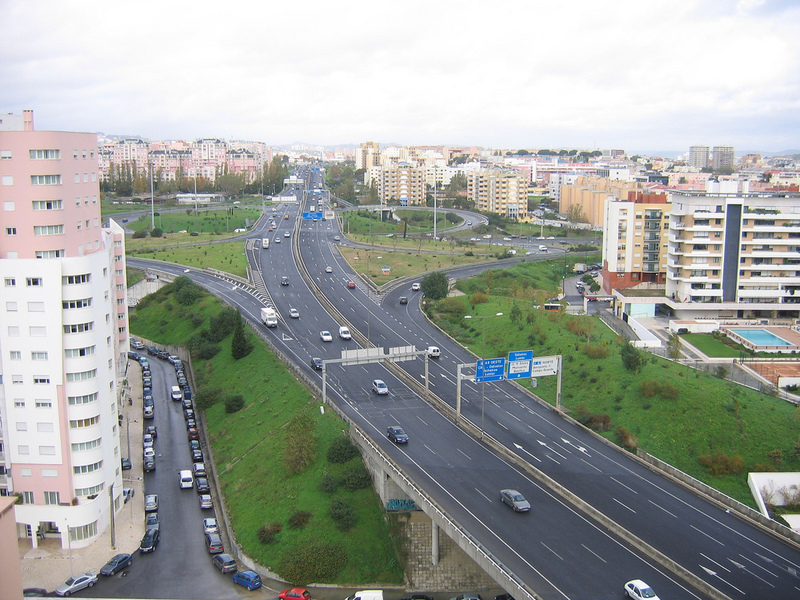
Ligação do Eixo Norte-Sul com a 2.ª Circular, em Lisboa.

#### Infraestruturas
A rede rodoviária metropolitana consiste num conjunto de vias principais de grande capacidade, sobretudo em perfil de autoestrada, e por outra rede de vias secundárias que asseguram a complementaridade da rede. A rede principal estende-se em eixos radiais, permitindo uma ligação rápida à periferia e ao resto dos territórios nacionais. Partindo de Lisboa, a A1 e a A8 dirigem-se para norte, servindo o norte da área metropolitana e ligando-a a outras cidades, como Leiria, Coimbra, Aveiro e Porto. Partindo da Marateca, a A13 atravessa a zona leste da área metropolitana, nos concelhos de Palmela e Montijo, seguindo também para norte, entroncando com a A1 em Santarém. A A6 garante a principal ligação transfronteiriça com Espanha e a A2 aos distritos de Beja e Faro.
A nível metropolitano, os principais eixos radiais são, na Grande Lisboa, o IC19 em direção a Sintra; a A5 em direção a Cascais; e na Península de Setúbal o IC20 em direção à Caparica e o IC21, ligando o Barreiro à A33 e à A2. Complementam estes eixos radiais outra série de vias circulares, das quais a Circular Regional Interior de Lisboa liga os extremos do concelho de Lisboa, entre Algés e Sacavém; a Circular Regional Exterior de Lisboa entre Queijas e Alverca do Ribatejo e que numa direção sudoeste–nordeste liga os concelhos limítrofes à capital; a A16 liga Cascais a Queluz; e a A33 que liga o Monte da Caparica a Alcochete.
No referente aos transportes coletivos, os principais interfaces rodoviários em Lisboa são os terminais de Sete Rios, do Campo Grande, e do Oriente. Outros interfaces de relevância são os terminais do Marquês de Pombal, do Areeiro, de Algés e de Belém. Também são de relevo os terminais localizados nas zonas mais periféricas da área metropolitana, que permitem deslocações regionais (caso dos terminais de Setúbal, Vila Franca de Xira, Mafra e Ericeira).

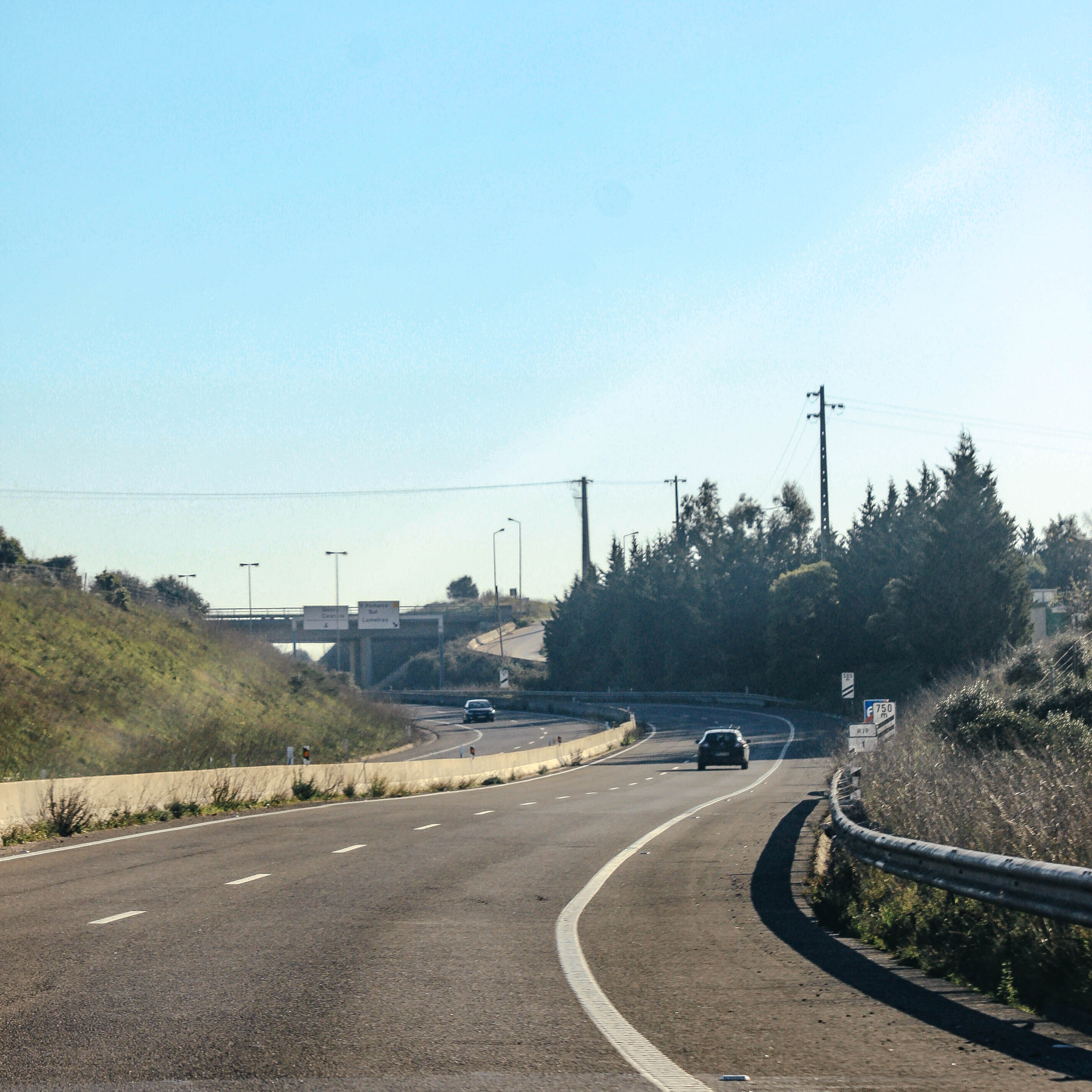
ER19 em Pero Pinheiro, onde adquire um perfil de autoestrada.

#### Estradas Regionais
- ER5 (Montijo–Marateca)
- ER10 (Almada–Seixal)
- ER10–4 (Outão–Setúbal)
- ER11–2 (Barreiro–Moita)
- ER19 VCAML (Sintra [Fervença]–Santa Iria)
- ER247–6 (Areia–Mato Romão)
- ER249 (Belas [Idanha]–Algueirão [Sacotes])
- ER374 (Loures–Sobral de Monte Agraço)
- ER377 (Coina–Cabo Espichel)
- ER377–2 (Costa de Caparica–IC32)
- ER379–1 (Aldeia de Irmãos–Outão)

##### Estradas Nacionais
- EN1 (Alenquer–Vila Franca de Xira)
- EN4 (Montijo–Vila Boim)
- EN6 (Lisboa [Pedrouços]–Galiza)
- EN6–3 (Boa Viagem–Queijas)
- EN 6–7 (Carcavelos–São Domingos de Rana)
- EN 6–8 (Estoril–Douroana)
- EN8 (Senhor Roubado–Porto de Mós [Chão da Feira])
- EN9 (Sintra [Campo Raso]–Alenquer)
- EN10 (Fogueteiro–Alverca)
- EN10–8 (Alto da Guerra–Mitrena)
- EN116 (Ericeira–Alverca)
- EN117 (Lisboa–Pero Pinheiro)

#### Itinerários principais
- IP1 (Valença–Castro Marim)
- IP7 (Lisboa–Caia)

#### Itinerários complementares
- IC1 ([Valença do Minho–] Lisboa–Marateca [–Guia])
- IC2 (Lisboa–Porto)
- IC3 (Setúbal–Coimbra)
- IC11 ([Peniche–] Carregado–Marateca
- IC13 (Montijo–Portalegre)
- IC15 (Lisboa–Cascais)
- IC16 Radial da Pontinha (Pontinha–A-da-Beja)
- IC17 CRIL (Algés–Sacavém)
- IC18 CREL (Caxias–Alverca)
- IC19 (Lisboa–Sintra)
- IC20 Via Rápida da Caparica (Almada–Costa de Caparica)
- IC21 Via Rápida do Barreiro (Nó de Coina–Barreiro)

Mapa da rede de autoestradas na Área Metropolitana de Lisboa.

- IC22 (Olival Basto–Montemor)
- IC30 (Sintra [Ranholas]–Alcabideche)
- IC32 CRIPS (Trafaria–Montijo)

##### Autoestradas
| Numeração                                                       | Autoestarda                                                     | Total Extensão                                                  | Extensão na AML |
| --------------------------------------------------------------- | --------------------------------------------------------------- | --------------------------------------------------------------- | --------------- |
| A1                                                              | Autoestrada do Norte                                            | 303 km                                                          | 29 km           |
| A2                                                              | Autoestrada do Sul                                              | 240 km                                                          | 55 km           |
| A5                                                              | Autoestrada Costa do Estoril                                    | 25 km                                                           | 25 km           |
| A8                                                              | Autoestrada do Oeste                                            | 138 km                                                          | 27 km           |
| A9 (CREL)                                                       | Circular Regional Exterior de Lisboa                            | 35 km                                                           | 35 km           |
| A12                                                             | Autoestrada do Sul do Tejo                                      | 41 km                                                           | 41 km           |
| A16                                                             | Circular Exterior da Área Metropolitana de Lisboa               | 23 km                                                           | 23 km           |
| A21                                                             | Autoestrada de Mafra                                            | 21 km                                                           | 21 km           |
| A30                                                             | Autoestrada do Estuário do Tejo                                 | 10 km                                                           | 10 km           |
| A33 (CRIPS)                                                     | Autoestrada do Baixo Tejo                                       | 37 km                                                           | 37 km           |
| A36 (CRIL)                                                      | Circular Regional Interior de Lisboa                            | 21 km                                                           | 21 km           |
| A37                                                             | Autoestrada Radial de Sintra                                    | 16 km                                                           | 16 km           |
| A38                                                             | Autoestrada da Caparica                                         | 6 km                                                            | 6 km            |
| A39                                                             | Autoestrada do Barreiro                                         | 9 km                                                            | 9 km            |
| A40                                                             | Autoestrada de Odivelas                                         | 4 km                                                            | 4 km            |
| Total Extensão de Auto-estradas na Área Metropolitana de Lisboa | Total Extensão de Auto-estradas na Área Metropolitana de Lisboa | Total Extensão de Auto-estradas na Área Metropolitana de Lisboa | 359 km          |

#### Operadores

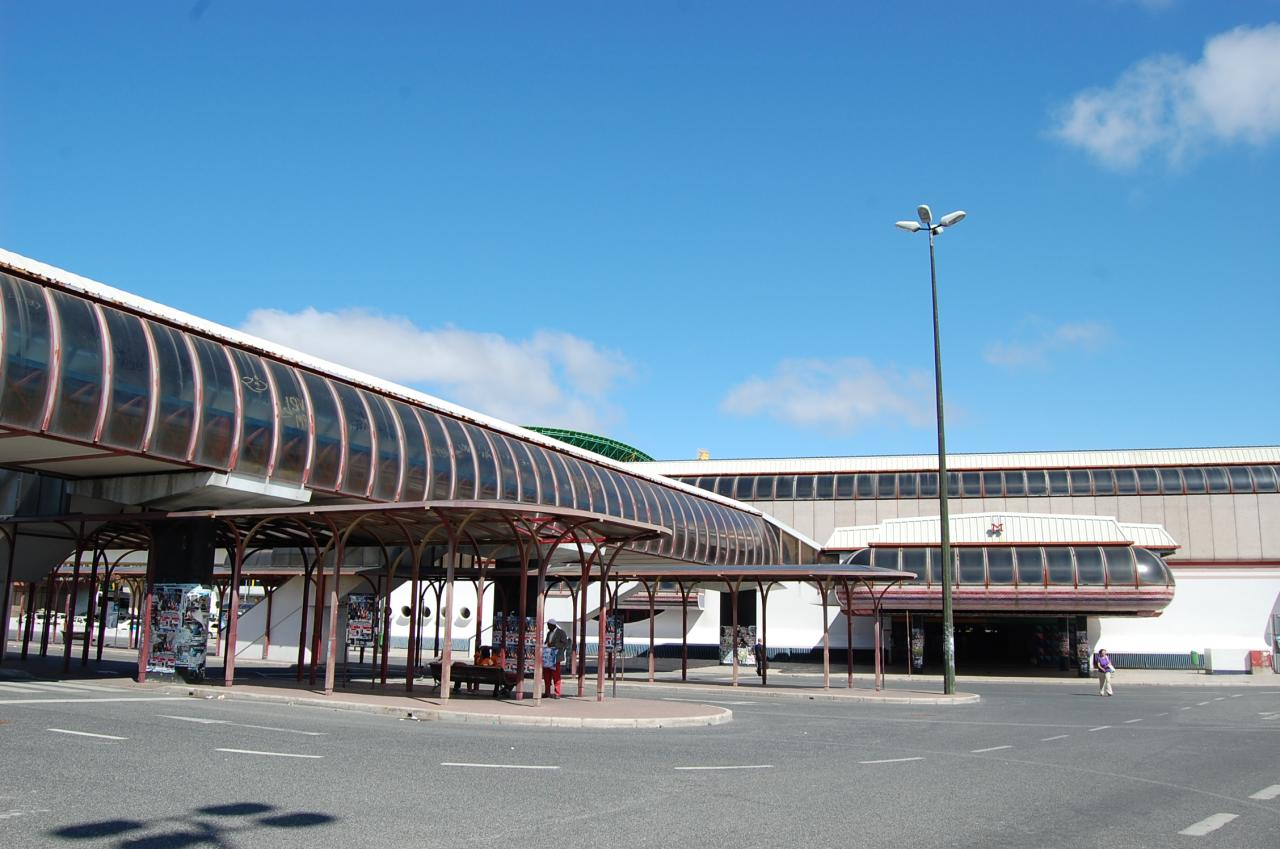
Antigas instalações do Terminal do Campo Grande, um dos interfaces multimodais mais importantes a nível rodoviário.

Aeroportos, aeródromos, bases aéreas e pistas de aterragem na Área Metropolitana de Lisboa.

As origens do transporte rodoviário de passageiros na região assentam em várias empresas públicas ou privadas, algumas das quais continuam em atividade até hoje, como é o caso da Carris ou dos TCB. Além dessas, outras empresas também operavam na atual região da AML, e aquando a criação da Rodoviária Nacional em 1975 que significou uma mudança neste cenário, a grande maioria delas foram nacionalizadas (com algumas exceções, como o caso da Vimeca), mostrando-se abaixo a lista de empresas conhecidas que operavam nas eventuais CEPs da Área Metropolitana de Lisboa (5-8):
- Grupo João Belo
  - João Cândido Belo e Ca. Lda. / Setubalense (CEPs 7 e 8 | sede em Azeitão);
- Grupo Claras
  - Henriques, Lda. (CEP 6 | (sede em Torres Vedras);
- Grupo Sernache
  - A. B. Fernandes, Lda. (CEP 5 | operava uma carreira em Cascais);
  - Auto Viação Bucelense de Eduardo Justo e Ca. Lda. (CEP 6 | sede em Bucelas);
  - Cooperativa Lisbonense de Chaufeers, S.C.R.L. / "Palhinhas" (CEP 5 | (sede em Lisboa);
  - Empresa de Viação e Comércio de Alenquer, Lda. (CEP 6 | sede em Alenquer);
- Grupo Eduardo Jorge
  - Companhia Sintra Atlântico, S.A.R.L. (CEP 5 | sede em Sintra, operadora do Elétrico de Sintra);
  - Empresa de Viação Eduardo Jorge, Lda. (CEP 5 | sede em Queluz);
  - Empresa de Viação Gaspar, Lda. (CEP 5 | sede em Ericeira);
- Grupo Boa Viagem
  - Boa Viagem – Transportes, S.A.R.L. (CEPs 5 e 6 | sede em Lisboa);
  - Lopes e Matos, Lda. (CEP 6 | sede em Arruda dos Vinhos);
- Grupo Transul
  - João Maria dos Anjos, Lda. (CEP 7 | sede em Sesimbra);
  - Transul – Empresa de Transportes, Lda. (CEP 7 | sede no Laranjeiro, criada em 1968 pela fusão das empresas):
    - Empresa de Camionetas Piedense (sede na Trafaria);
    - Transportes Beira Rio, Lda. (sede na Cova da Piedade);
- Arboricultora, Lda. (CEP 6 | sede em Caneças);

Na atual Área Metropolitana de Lisboa, havia 5 CEPs (Centro de Exploração de Passageiros) que inicialmente operavam na região: O CEP 5 (que operava entre Mafra e Cascais, e a partir de 1979, passou a operar também no recém-formado município da Amadora); O CEP 6 (que operava entre Odivelas/Caneças até Alenquer e Torres Vedras); O CEP 7 (que operava na Margem Sul do Tejo, excetuando os corredores de Setúbal e Azeitão) e o CEP 8 (que operava não só os corredores de Setúbal e Azeitão, mas também o corredor de Sines, todo o Alentejo e o sul ribatejano). Além disso, havia também o CEP 10 (que inicialmente operava apenas expressos pelo país e alugueres em Lisboa).
Em 1981, o CEP 10 toma posse dos corredores de Torres Vedras (CEP 4), Mafra, norte de Sintra (CEP 5), Alenquer, Arruda dos Vinhos e norte de Vila Franca de Xira (CEP 6), e em 1984, seria criada a DGRL (Direção Geral da Região de Lisboa), criada para reorganizar os serviços restantes das CEPs 5 e 6, da qual aconteceu um ano depois. Ao contrário das CEPs, a DGRL era dividida em COPs (Centros Operacionais de Passageiros), mantendo-se assim até 1990, quando as CEPs são transformadas em empresas autónomas com a transformação da RN numa holding com várias empresas. O CEP 7 tornava-se na Rodoviária Sul do Tejo, a CEP 8 na Rodoviária do Alentejo, a CEP 10 na Rodoviária da Estremadura, e a DGRL na Rodoviária de Lisboa. Em 1995, chegava ao fim a privatização da RN, dando origem a várias empresas que exploram várias concessões por todo o país.
Na Margem Sul, a Rodoviária Sul do Tejo é transformada nos Transportes Sul do Tejo, sob as mãos da Barraqueiro e da Covas e Filhos, enquanto a Rodoviária do Alentejo passou para as mãos de um grupo de empresas (entre as quais a Barraqueiro e a família Belo). Em 2000, após a desistência da família Belo em explorar os autocarros, a Barraqueiro dividiu as empresas em 3: a Belos Alentejana, a Belos Ribatejana, que passou depois para os serviços da Barraqueiro Transportes, e a Belos Setubalense, que passou depois a integrar os serviços da Transportes Sul do Tejo no ano seguinte.
Já na Grande Lisboa, a Rodoviária da Estremadura passaria para as mãos da Barraqueiro, que subdividiria depois em 4 serviços diferentes: Barraqueiro Oeste (Torres Vedras), Boa Viagem (Alenquer e Vila Franca de Xira), Mafrense (Ericeira e Mafra) e a Estremadura (alugueres e turismo), enquanto que a Rodoviária de Lisboa seria desmembrada em 3 serviços diferentes, cada um por cada empresa pertencente ao consórcio vencedor: a Vimeca (Lisboa Transportes), que ficou com os serviços na Amadora e em Oeiras, a Stagecoach Portugal (Scotturb), cabendo-lhe os serviços em Cascais e Sintra, e a Barraqueiro (Rodoviária de Lisboa) com os restantes. Em 2001, a Stagecoach vendeu a sua operação em Portugal para a Vimeca.
Em 2017, existiam 1270 serviços que cobriam os dezoito concelhos metropolitanos, maioria dos quais sob gestão de privados, excetuando os serviços municipais de Lisboa e Barreiro. Esses serviços privados eventualmente foram reorganizados em dois serviços diferentes. O primeiro era a MobiCascais, o serviço municipal de Cascais, que absorvera os serviços municipais da Scotturb, mas também os serviços das BusCas. Já o segundo seria a Carris Metropolitana, o serviço de transporte rodoviário de âmbito metropolitano sob competência da Transportes Metropolitanos de Lisboa, da qual absorvera os serviços das várias empresas que operavam na região, dividida em quatro lotes operados por 4 empresas diferentes (Viação Alvorada, Rodoviária de Lisboa, Transportes Sul do Tejo e Alsa Todi). Estes serviços coexistem com outros de titularidade municipal em Lisboa, Barreiro e Cascais, que contam com redes e operações próprios e independentes entre si. Atualmente, a Área Metropolitana de Lisboa conta com sete operadores rodoviários, três destes de titularidade pública.

##### Transporte urbano
A TML é a autoridade de transportes competente quanto aos serviços públicos de transporte de passageiros municipais que se desenvolvem dentro da Área Metropolitana de Lisboa, excetuando os municípios de Barreiro, Cascais e Lisboa, das quais as autoridades são as suas respetivas câmaras municipais.

##### Transporte interurbano
A TML é a autoridade de transportes competente quanto aos serviços públicos de transporte de passageiros intermunicipais que se desenvolvem integral ou maioritariamente dentro da Área Metropolitana de Lisboa.

##### Transporte nacional
As ligações de cariz nacional são asseguradas principalmente por três serviços que ligam a Área Metropolitana ao resto do país e do continente, principalmente Espanha e França.
Os seus interfaces para este tipo de ligações estão localizados em Lisboa (Aeroporto, Oriente e Sete Rios), Almada (Centro Sul), Setúbal, Portela de Sintra e Alcabideche (CascaiShopping).

### Ferroviário

Mapa da rede ferroviária da Área Metropolitana de Lisboa.

O transporte ferroviário na Área Metropolitana de Lisboa é sobretudo pesado, havendo contudo a adoção do transporte ferroviário ligeiro em algumas partes da região. A ferrovia assume um papel importante na ligação da capital com as restantes zonas da área metropolitana, e estrutura-se em seis eixos explorados por duas operadoras, CP e Fertagus. Existem duas redes de metropolitano, cada uma de cada lado do Tejo: a de Lisboa, em funcionamento desde 1959; e a do Sul do Tejo, esta última de tipologia ligeira e em funcionamento desde 2007. Foi graças a este tipo de transporte que se deram várias expansões urbanas da cidade de Lisboa e por toda a AML: a primeira na primeira metade do século XX, concentrando os pólos urbanos à volta das estações, a segunda derivada das ampliações do sistema de metropolitano em Lisboa.

#### Infraestruturas

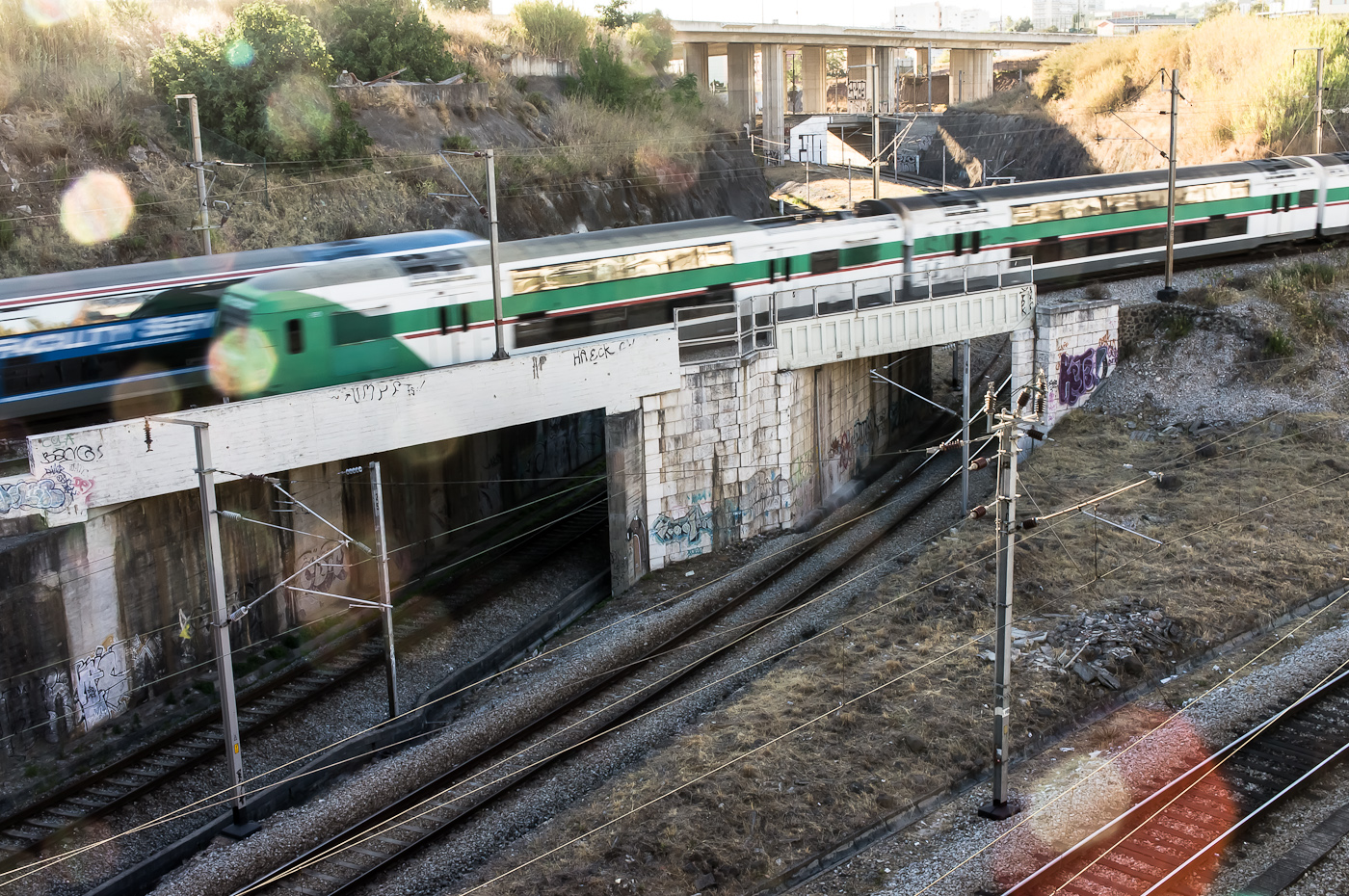
Ligação das linhas de Cintura e de Sintra, entre Campolide e Sete Rios.

A rede ferroviária em Portugal teve início com a construção do primeiro troço da Linha do Norte, compreendido entre as estações de Lisboa-Santa Apolónia e Carregado-Alenquer, em 1856. Em 1857 é inaugurada a Linha do Alentejo, partindo do terminal de Sul e Sueste. Posteriormente viriam as linhas do Oeste (Alcântara-Terra a Torres Vedras) e ramal de Sintra, e o ramal de Cascais.
A 31 de janeiro de 1870, inaugura-se o troço experimental do comboio Larmanjat, e nessa mesma década inauguram-se os serviços para Sintra e para Torres Vedras passando por Loures.
A Linha de Cintura, entre o Porto de Lisboa (Alcântara) e Braço de Prata, foi ativada em 1891, possibilitando a todas estas linhas a ligação à então recém-inaugurada Estação do Rossio. Já a 31 de março de 1904 inaugura-se o Caminho de Ferro de Cintra à Praia das Maçãs, que em 1930 ligaria a vila de Sintra às Azenhas do Mar. Por sua vez, na margem sul do Tejo, fora inaugurado no mesmo ano o Ramal do Montijo, e em 1923 o único troço do Ramal de Cacilhas, que visava ligar esta localidade ao Barreiro.
A Linha de Cascais é eletrificada em 1926, a primeira no país a sê-lo, e a de Sintra duplicada em 1948. Oito anos depois dá-se a inauguração do Metropolitano de Lisboa, o primeiro em Portugal, com dois troços que ligavam os Restauradores a Entre Campos e Sete Rios.
Em 1997, e por diretrizes da União Europeia, é separado o controlo das infraestruturas ferroviárias da sua operação, até então sobre a alçada da CP, e é introduzida a REFER. A empresa estava impedida de prestar serviços por forma a manter uma total isenção relativamente aos diversos operadores ferroviários, assegurando uma melhor harmonização com as iniciativas privadas nesta área. A empresa foi sucedida em 2015 pela Infraestruturas de Portugal, resultado da fusão entre a REFER e a Estradas de Portugal.
A ligação ferroviária pela ponte sobre o Tejo é executada apenas em 1999, quando se inauguram os novos serviços (inicialmente entre Roma-Areeiro e Fogueteiro) e se dá lugar a uma nova operadora, a Fertagus.
Em 2007, é inaugurado o novo metro ligeiro de superfície, denominado Metro Transportes do Sul. O sistema opera atualmente nos concelhos de Almada e Seixal, com planos de extensão baseados no antigo Ramal de Cacilhas e nos planos para ramais de Cacilhas à Caparica.

#### Operadores

Diagrama do transporte ferroviário pesado de proximidade na Área Metropolitana de Lisboa, juntamente com as zonas tarifárias e fronteiras municipais e regionais.

Atualmente existem seis operadores ferroviários nas redes de caminho de ferro da Área Metropolitana de Lisboa:
- A CP opera na rede da Infraestruturas de Portugal, operando quatro serviços de tipologia suburbana, agrupados na CP Lisboa (Linhas do Sado, de Sintra, da Azambuja (até ao Carregado) e de Cascais). Fora destes serviços, a CP Regional opera dentro da AML na Linha do Oeste (Agualva-Cacém a Malveira) e do Norte (apenas parando em Lisboa-Santa Apolónia, Lisboa-Oriente, Póvoa, Alverca e Vila Franca de Xira, com exceção dos regionais noturnos que param em todas as estações e apeadeiros), e a CP Longo Curso na Linha do Sul (apenas parando no Pragal e no Pinhal Novo) e do Alentejo (Pinhal Novo a São João das Craveiras);
- A Fertagus opera apenas um serviço na rede da Infraestruturas de Portugal (Linha do Sul), ligando Lisboa e Coina, com alguns horários expandidos a Setúbal;
- O Metropolitano de Lisboa opera numa rede própria de quatro linhas, ligando diversos pontos da capital e periferia.
- A Metro Transportes do Sul opera numa rede própria de três linhas, ligando Cacilhas, Monte de Caparica e Corroios.
- A Carris opera uma rede de elétricos própria, com diversos serviços de passageiros e turísticos;
- A Câmara Municipal de Sintra é a responsável pela operação sazonal do Elétrico de Sintra, que liga a vila à Praia das Maçãs;

A Transpraia operou também o Minicomboio da Caparica, que fez a ligação entre as várias praias da Costa de Caparica.

Mapa da rede de transporte fluvial da Área Metropolitana de Lisboa.

### Fluvial

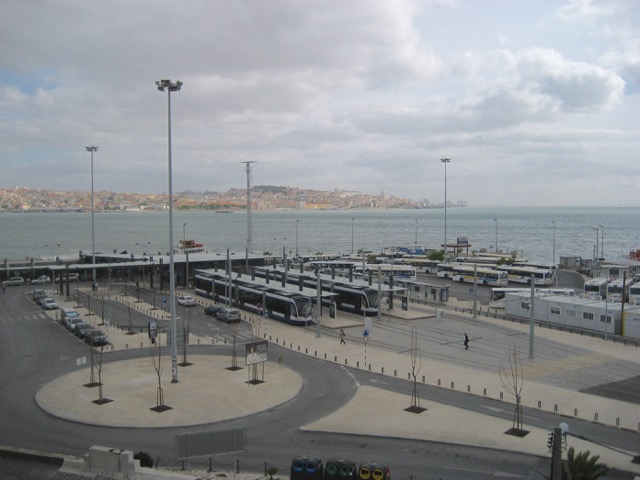
Interface de Cacilhas.

O transporte fluvial na AML é assegurado, no Estuário do Tejo, pelo Grupo Transtejo, que em Lisboa possui dois principais terminais fluviais: os de Cais de Sodré e de Terreiro do Paço. Assim, são explorados serviços que unem as duas margens, a partir de Cais do Sodré para o Montijo, Seixal e Cacilhas (Almada), a partir de Terreiro do Paço para o Barreiro e a partir de Belém para Trafaria e Porto Brandão. As ligações para Cacilhas e Barreiro são as que apresentam as frequências mais elevadas, e as de Montijo e Trafaria/Porto Brandão as que apresentam as menores frequências.
No Estuário do Sado, existem 23 serviços diários operados pela Atlantic Ferries entre Setúbal e Troia, no concelho de Grândola. Estes são exclusivos de passageiros e mistos (passageiros, veículos ligeiros e pesados de mercadorias).

### Aéreo
A Área Metropolitana de Lisboa conta com um aeroporto na cidade de Lisboa, o Aeroporto Humberto Delgado. É o mais movimentado aeroporto português, e serve de base para as operações da companhia aérea de bandeira portuguesa, a TAP Air Portugal. Inaugurado em 1940, foi precedido pelo Campo Internacional de Aterragem de Alverca, e complementado desde a sua inauguração até à década de 1950 pelo Aeroporto Marítimo de Cabo Ruivo, destinado a voos transatlânticos. A necessidade de modernização e expansão do aeroporto, dada a sua localização dentro da cidade de Lisboa, levou a várias propostas para a sua relocalização, primeiro com a construção de um novo aeroporto na Ota e mais tarde no Montijo, através da reconversão da base aérea já existente.
O espaço da área metropolitana é relevante para a história da aviação portuguesa, sendo em Alverca e Amadora que se deram os primeiros contributos para o desenvolvimento desta atividade, mas também por albergar a sede e um dos polos do Museu do Ar.

### Mobilidade suave
Os percursos cicláveis na região totalizam 254,5 km. O território metropolitano apresenta, na sua maioria, condições favoráveis à adoção de modos suaves nas deslocações urbanas quotidianas. No entanto, muitos destes percursos satisfazem apenas as necessidades de deslocação internas de cada município, e não se articulam a nível intermunicipal, o que faz com que a rede de ciclovias careça, atualmente, de um caráter regional. Os municípios de Lisboa, Oeiras, Cascais e Barreiro contam com sistemas públicos de partilha de bicicletas de mobilidade, e a cidade de Lisboa conta com vários serviços privados de partilha de bicicletas e trotinetas.

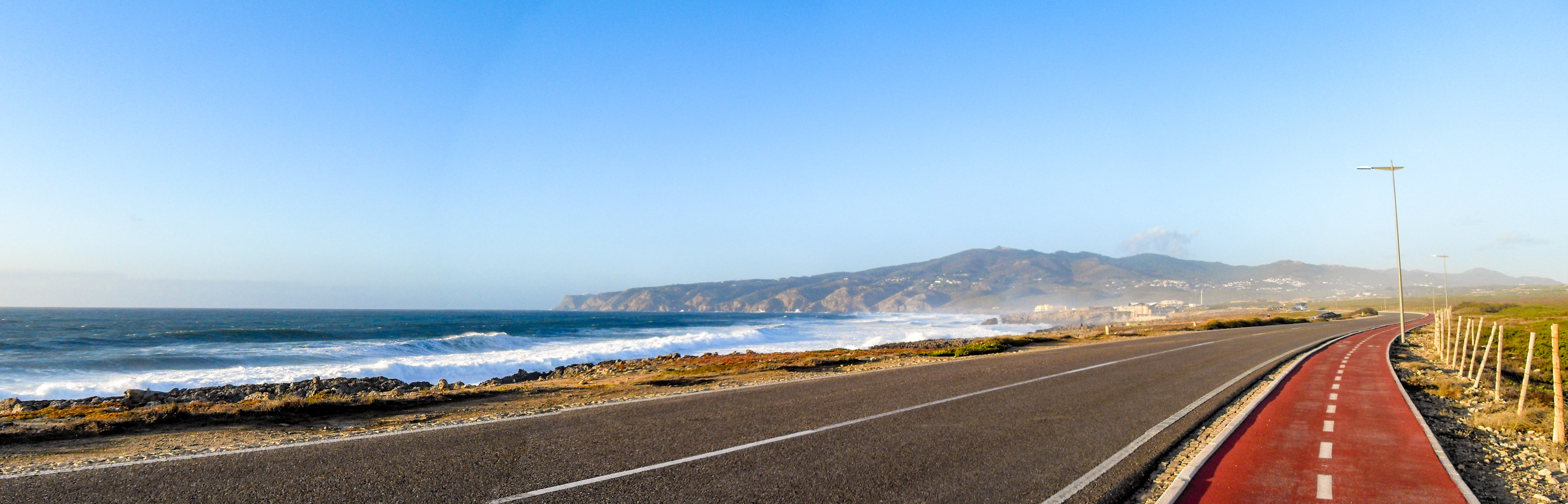
Ciclovia do Guincho, Cascais.
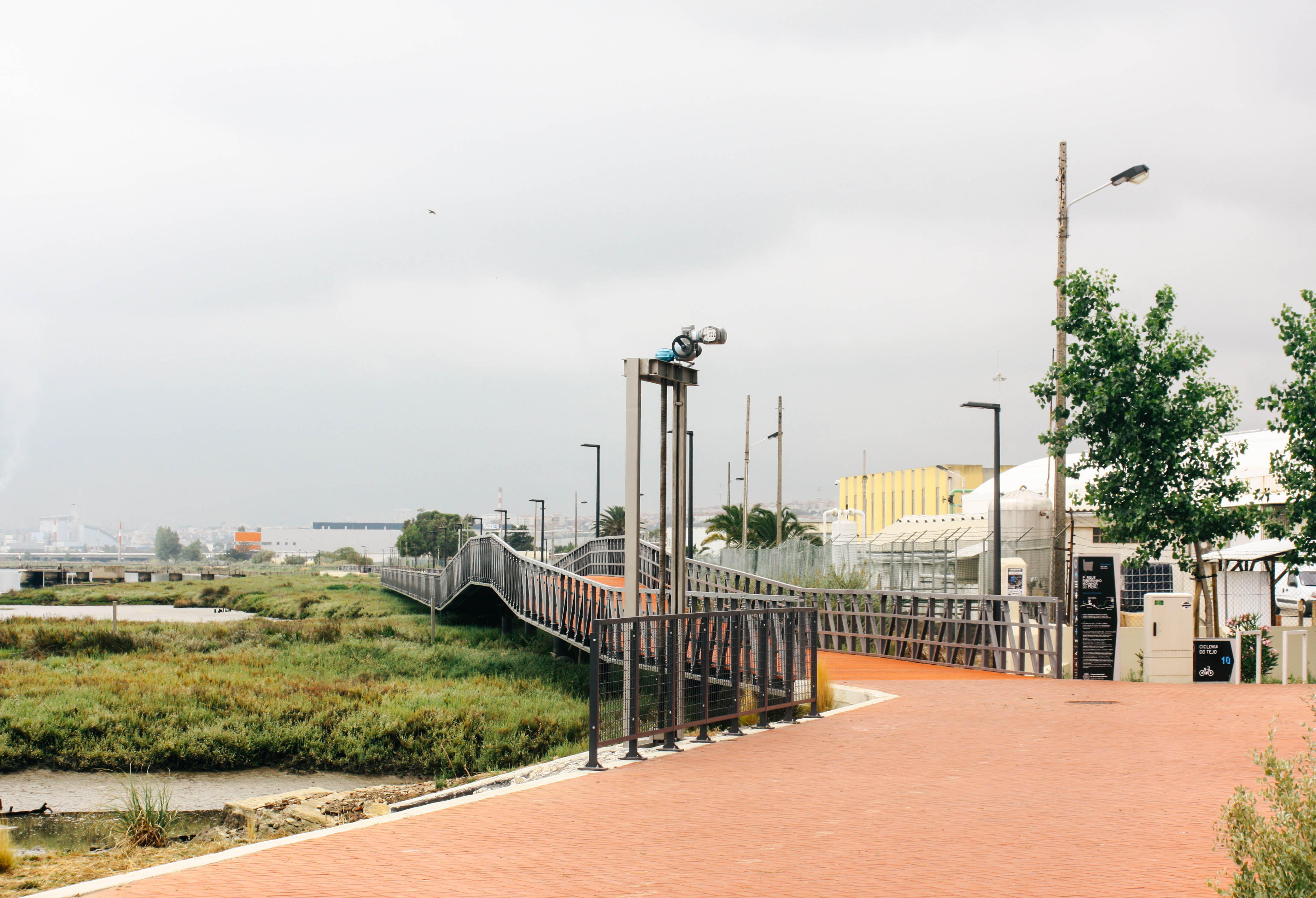
Ciclovia do Tejo, na Póvoa de Santa Iria (Vila Franca de Xira).
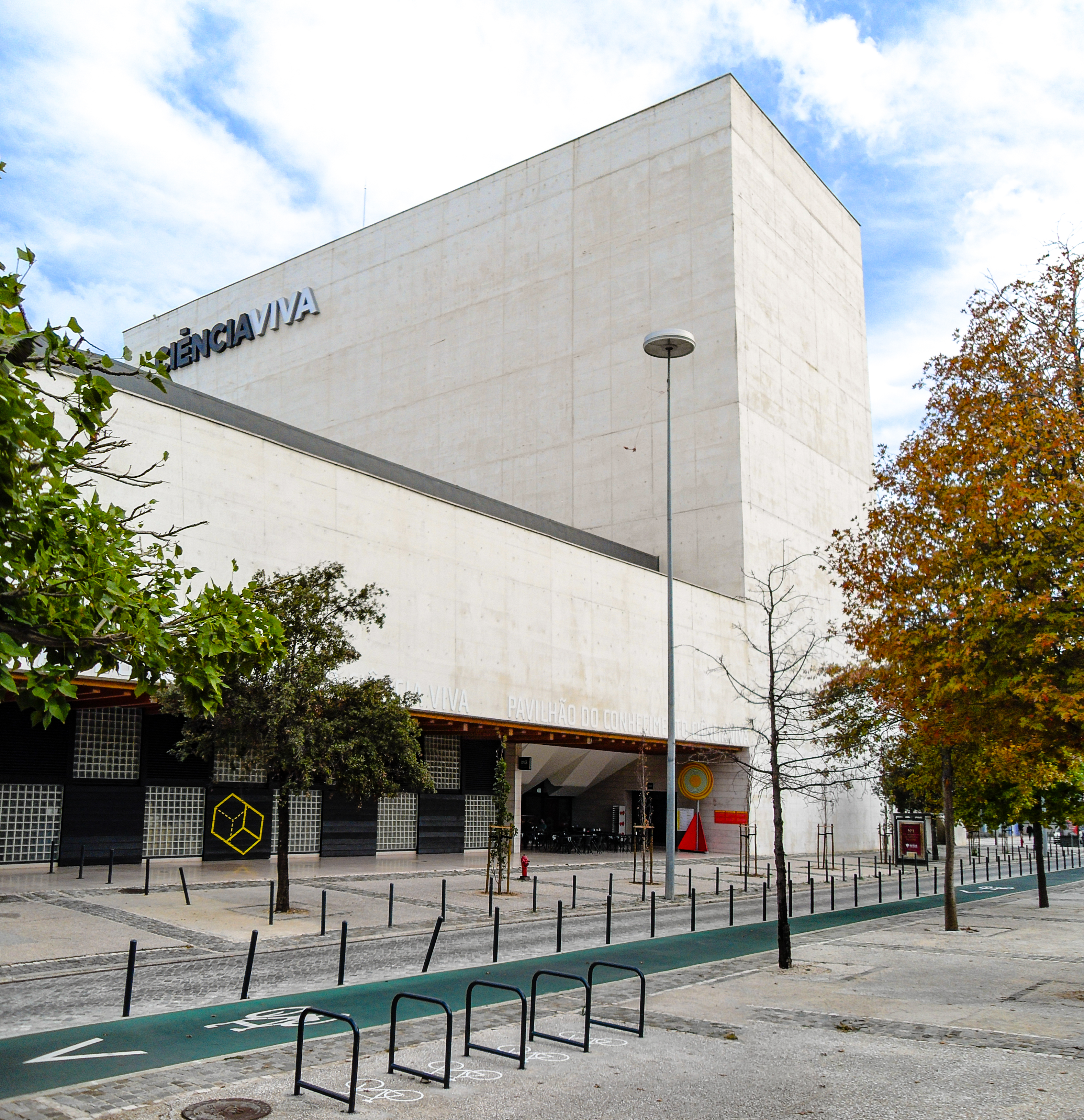
Ciclovia urbana e grades para parqueamento de bicicletas no Parque das Nações.
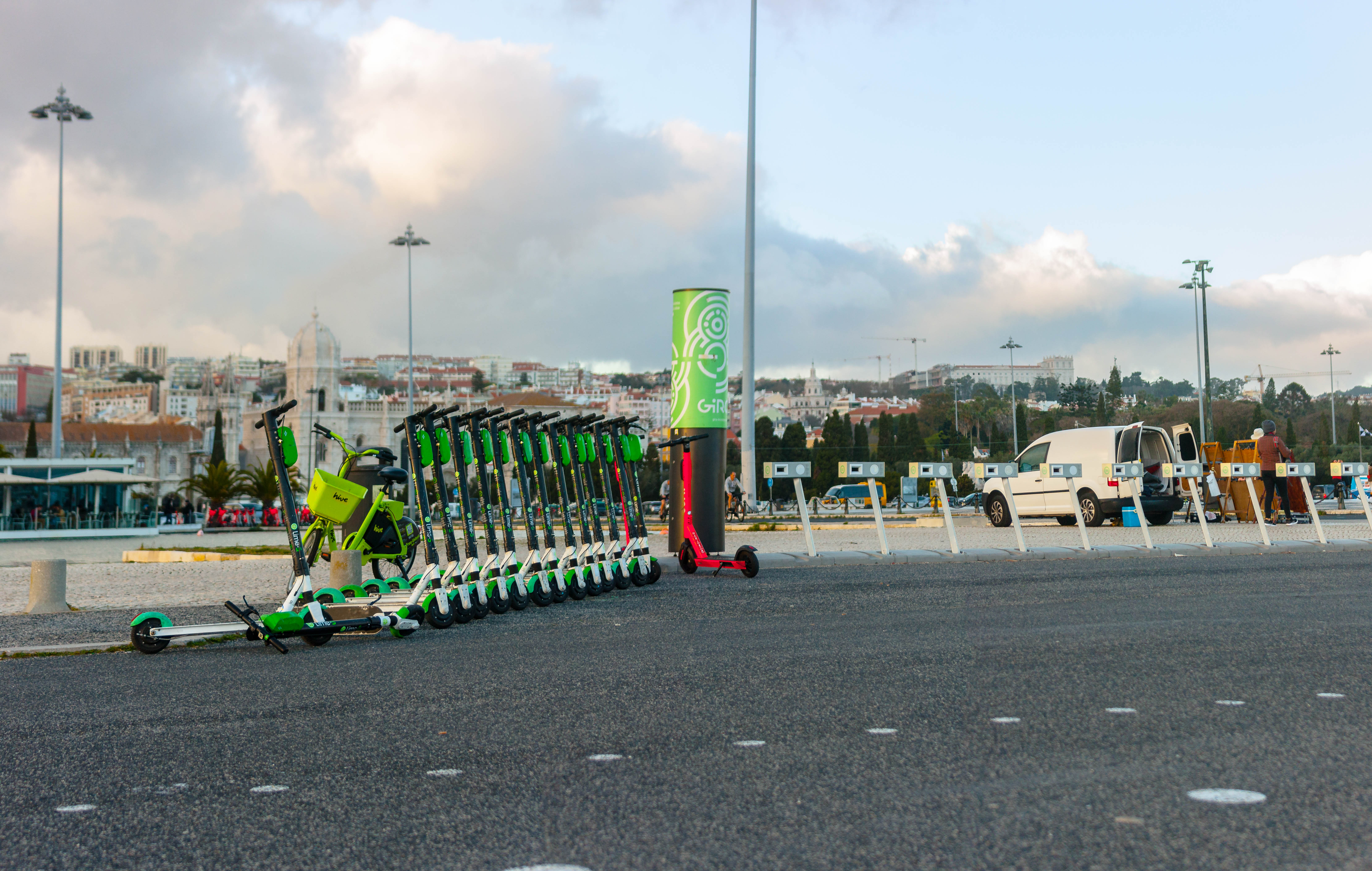
Bicicletas e trotinetas elétricas de diferentes serviços parqueadas junto a uma estação das GIRA, em Lisboa.
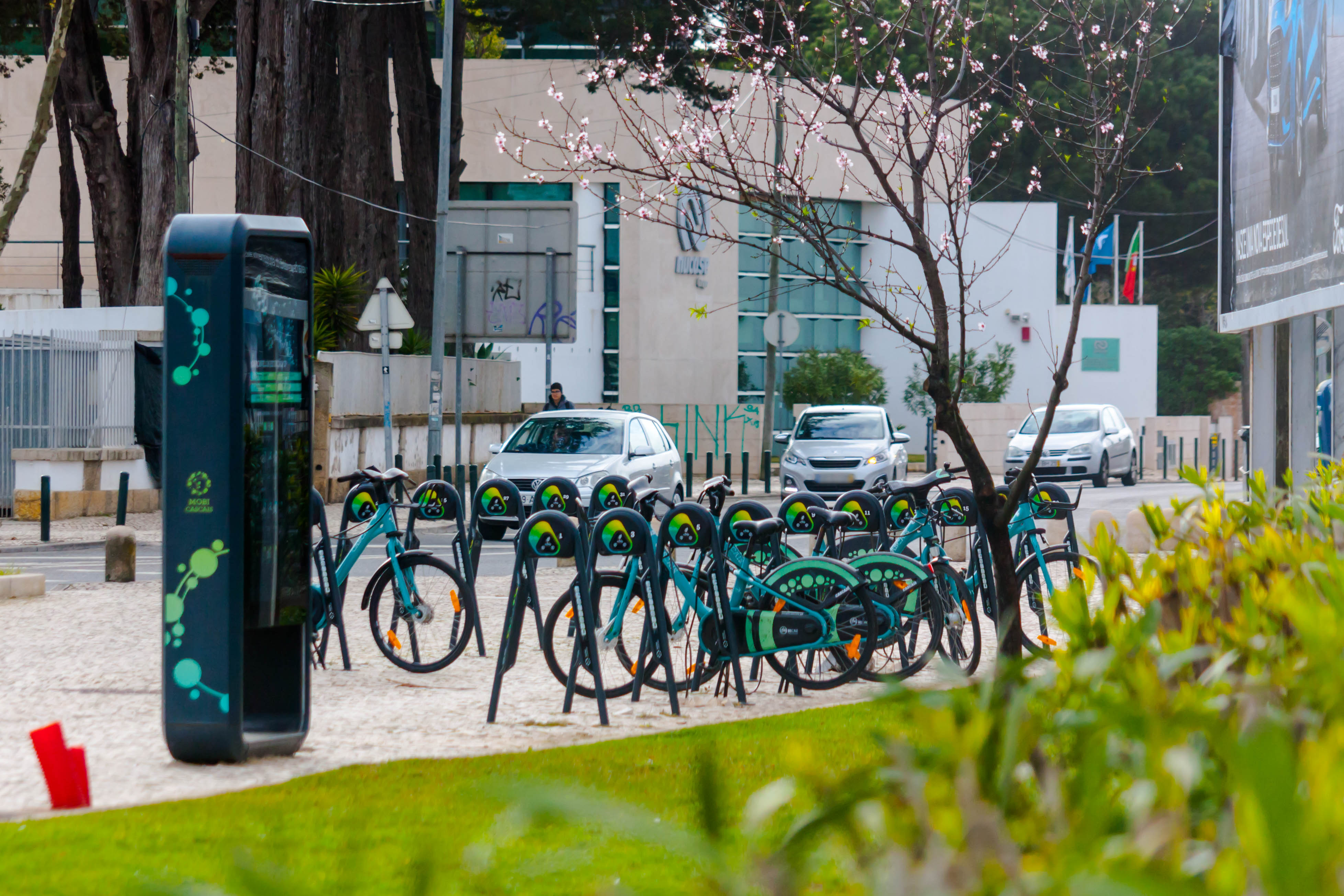
Uma estação BiCas, em Carcavelos.